# UEFA Europa League 2023/24
De UEFA Europa League 2023/24 was het 53ste seizoen van de tweede Europese voetbalcompetitie voor clubs die georganiseerd wordt door de UEFA en het 15de seizoen onder deze naam. Sevilla FC was de titelhouder. De finale vond plaats op 22 mei 2024 in het Avivastadion in Dublin, Ierland. Daarin won Atalanta Bergamo zijn eerste internationale prijs, door met 3–0 te winnen van Bayer Leverkusen. Zo plaatste Atalanta Bergamo zich voor de UEFA Champions League 2024/25, de UEFA Super Cup 2024 en de UEFA–CONMEBOL Club Challenge 2024
Deze editie was het laatste seizoen met de opzet van 32 clubs die deelnemen aan de groepsfase, nadat de UEFA had aangekondigd dat er een nieuwe opzet zou worden geïntroduceerd voor de volgende editie.

## Opzet
- De winnaar van de voorgaande UEFA Europa League kwalificeerde zich voor de groepsfase van de Champions League.
- De winnaar van de voorgaande UEFA Europa Conference League kwalificeerde zich voor de groepsfase van deze editie.
- De 16 hoogste geplaatste bonden hebben een maximum van twee teams die zich mochten inschrijven voor de Europa League.
- 12 teams (uit de top 7 van de ranking) kwalificeerden zich rechtstreeks voor de groepsfase, de overige 20 teams stromen in vanuit de play-offs.

## Algemene Informatie

### Deelnemers per land
Een totaal van 58 teams van 31 tot 36 bonden doen mee aan deze editie van de UEFA Europa League (met uitzondering van Liechtenstein, dit land heeft geen nationale competitie, en Rusland, teams uit dit land werden uitgesloten van deelname wegens de Russische invasie van Oekraïne). De nationale competities van deze landen worden op basis van de coëfficiënten gerangschikt om het aantal deelnemende teams per competitie te bepalen.
- Van de bonden 1-5 kwalificeren zich twee teams.
- Van de bonden 6-16 (exclusief Rusland) kwalificeert zich één team.
- De overige 36 teams stromen in vanuit de UEFA Champions League 2023/24.
- De winnaar van de UEFA Europa Conference League 2022/23 krijgt elk een extra inzending al ze zich niet kwalificeren voor de UEFA Champions League 2023/24 via hun eigen competitie.

### Rangschikking van de nationale competities
Voor de UEFA Conference League 2023/24 krijgen de nationale competities plaatsen toegewezen op basis van de UEFA-landcoëfficiënten uit 2022, waarbij rekening wordt gehouden met hun prestaties in Europese competities vanaf het seizoen 2017/18 tot en met seizoen 2021/22.
- (CL) – Extra plek via de UEFA Champions League.
- (ECL) – Extra plek in verband met de winnaar van de UEFA Europa Conference League.

| Nr. | Land                | Coeff.  | Clubs | Bijz.   |
| --- | ------------------- | ------- | ----- | ------- |
| 01  | Engeland            | 106.641 | 2     | +1(ECL) |
| 02  | Spanje              | 096.141 | 2     |         |
| 03  | Italië              | 076.902 | 2     | +1(CL)  |
| 04  | Duitsland           | 073.570 | 2     |         |
| 05  | Frankrijk           | 060.081 | 2     | +2(CL)  |
| 06  | Portugal            | 053.382 | 1     | +2(CL)  |
| 07  | Nederland           | 049.300 | 1     | +1(CL)  |
| 08  | Oostenrijk          | 038.850 | 1     | +1(CL)  |
| 09  | Schotland           | 036.900 | 1     | +1(CL)  |
| 10  | Rusland [Bijz. RUS] | 034.482 | 0     |         |
| 11  | Servië              | 033.375 | 1     | +1(CL)  |
| 12  | Oekraïne            | 031.800 | 1     | +2(CL)  |
| 13  | België              | 030.600 | 1     | +1(CL)  |
| 14  | Zwitserland         | 029.675 | 1     | +2(CL)  |
| 15  | Griekenland         | 028.200 | 1     | +2(CL)  |
| 16  | Tsjechië            | 027.800 | 1     | +1(CL)  |
| 17  | Noorwegen           | 027.250 | 0     | +1(CL)  |
| 18  | Denemarken          | 027.175 | 0     |         |
| 19  | Kroatië             | 027.150 | 0     | +1(CL)  |

| Nr. | Land                  | Coeff. | Clubs | Bijz.  |
| --- | --------------------- | ------ | ----- | ------ |
| 20  | Turkije               | 27.100 | 0     | +1(CL) |
| 21  | Cyprus                | 26.375 | 0     | +1(CL) |
| 22  | Israël                | 24.375 | 0     | +1(CL) |
| 23  | Zweden                | 22.875 | 0     | +1(CL) |
| 24  | Bulgarije             | 19.500 | 0     | +1(CL) |
| 25  | Roemenië              | 17.150 | 0     |        |
| 26  | Azerbeidzjan          | 17.000 | 0     | +1(CL) |
| 27  | Hongarije             | 16.375 | 0     |        |
| 28  | Polen                 | 15.875 | 0     | +1(CL) |
| 29  | Kazachstan            | 15.750 | 0     | +1(CL) |
| 30  | Slowakije             | 15.625 | 0     | +1(CL) |
| 31  | Slovenië              | 15.000 | 0     | +1(CL) |
| 32  | Wit-Rusland           | 12.500 | 0     | +1(CL) |
| 33  | Moldavië              | 11.250 | 0     | +1(CL) |
| 34  | Litouwen              | 10.000 | 0     | +1(CL) |
| 35  | Bosnië en Herzegovina | 09.125 | 0     | +1(CL) |
| 36  | Finland               | 08.875 | 0     | +1(CL) |
| 37  | Luxemburg             | 08.750 | 0     |        |

| Nr. | Land            | Coeff. | Clubs | Bijz.  |
| --- | --------------- | ------ | ----- | ------ |
| 38  | Letland         | 08.625 | 0     |        |
| 39  | Kosovo          | 8.166  | 0     |        |
| 40  | Ierland         | 8.125  | 0     |        |
| 41  | Armenië         | 8.125  | 0     |        |
| 42  | Noord-Ierland   | 8.083  | 0     |        |
| 43  | Albanië         | 8.000  | 0     |        |
| 44  | Faeröer         | 7.250  | 0     | +1(CL) |
| 45  | Estland         | 7.041  | 0     |        |
| 46  | Malta           | 7.000  | 0     |        |
| 47  | Georgië         | 7.000  | 0     |        |
| 48  | Noord-Macedonië | 7.000  | 0     |        |
| 49  | Liechtenstein   | 6.500  | 0     |        |
| 50  | Wales           | 5.500  | 0     |        |
| 51  | Gibraltar       | 5.416  | 0     |        |
| 52  | IJsland         | 5.375  | 0     | +1(CL) |
| 53  | Montenegro      | 4.875  | 0     |        |
| 54  | Andorra         | 4.665  | 0     |        |
| 55  | San Marino      | 1.332  | 0     |        |

### Data lotingen
Alle lotingen, op die van de groepsfase na, vinden plaats in het UEFA-hoofdkantoor in Nyon, Zwitserland. De wedstrijden zijn gepland voor de donderdag, maar kunnen uitzonderlijk ook op de dinsdag of de woensdag plaatsvinden als er planningsconflicten zijn. De geplande starttijden zijn 16.45 uur (voor een beperkt aantal wedstrijden), 18.45 uur en 21.00 uur.
| Fase          | Ronde                   | Datum loting     | Heenwedstrijd                                      | Terugwedstrijd                                     |
| ------------- | ----------------------- | ---------------- | -------------------------------------------------- | -------------------------------------------------- |
| Kwalificatie  | Derde kwalificatieronde | 24 juli 2023     | 8 en 10 augustus 2023                              | 17 augustus 2023                                   |
| Play-offs     | Play-offronde           | 7 augustus 2023  | 24 augustus 2023                                   | 31 augustus 2023                                   |
| Groepsfase    | Wedstrijddag 1          | 1 september 2023 | 21 september 2023                                  | 21 september 2023                                  |
| Groepsfase    | Wedstrijddag 2          | 1 september 2023 | 5 oktober 2023                                     | 5 oktober 2023                                     |
| Groepsfase    | Wedstrijddag 3          | 1 september 2023 | 26 oktober 2023                                    | 26 oktober 2023                                    |
| Groepsfase    | Wedstrijddag 4          | 1 september 2023 | 9 november 2023                                    | 9 november 2023                                    |
| Groepsfase    | Wedstrijddag 5          | 1 september 2023 | 30 november 2023                                   | 30 november 2023                                   |
| Groepsfase    | Wedstrijddag 6          | 1 september 2023 | 14 december 2023                                   | 14 december 2023                                   |
| Knock-outfase | Tussenronde             | 18 december 2023 | 15 februari 2024                                   | 22 februari 2024                                   |
| Knock-outfase | Achtste finales         | 23 februari 2024 | 7 maart 2024                                       | 14 maart 2024                                      |
| Knock-outfase | Kwartfinals             | 15 maart 2024    | 11 april 2024                                      | 18 april 2024                                      |
| Knock-outfase | Halve finales           | 15 maart 2024    | 2 mei 2024                                         | 9 mei 2024                                         |
| Knock-outfase | Finale                  | 15 maart 2024    | 22 mei 2024 in het Avivastadion in Dublin, Ierland | 22 mei 2024 in het Avivastadion in Dublin, Ierland |

## Teams
Onderstaande tabel geeft deelnemers aan deze editie weer en toont in welke ronde de club minimaal instromen.
| Tussenronde                | Tussenronde                 | Tussenronde                  | Tussenronde                |
| -------------------------- | --------------------------- | ---------------------------- | -------------------------- |
| AC Milan (CL)              | SL Benfica (CL)             | Feyenoord (CL)               | Young Boys (CL)            |
| RC Lens (CL)               | SC Braga (CL)               | Sjachtar Donetsk (CL)        | Galatasaray SK (CL)        |
| Groepsfase                 |                             |                              |                            |
| West Ham United ECL–TH     | AS Roma                     | Sporting CP                  | Panathinaikos (CL PO)      |
| Liverpool FC               | SC Freiburg                 | Sturm Graz (CL Q3)           | Molde FK (CL PO)           |
| Brighton & Hove Albion     | Bayer Leverkusen            | Rangers FC (CL PO)           | Maccabi Haifa (CL PO)      |
| Villarreal CF              | Olympique Marseille (CL Q3) | TSC Bačka Topola (CL Q3)     | Raków Częstochowa (CL PO)  |
| Real Betis                 | Toulouse FC                 | Servette FC (CL Q3)          |                            |
| Atalanta Bergamo           | Stade Rennes                | AEK Athene (CL PO)           |                            |
| Play-offronde              |                             |                              |                            |
| Ajax                       | FK Čukarički                | Sparta Praag (CL Q3)         | Olimpija Ljubljana (CL Q3) |
| LASK Linz                  | Zorja Loehansk              | Dinamo Zagreb (CL Q3)        | KÍ Klaksvík (CL Q3)        |
| Aberdeen FC                | Union Sint-Gillis           | Aris Limasol (CL Q3)         |                            |
| Spartak Moskou [Bijz. RUS] | FC Lugano                   | Slovan Bratislava (CL Q3)    |                            |
| Derde kwalificatieronde    |                             |                              |                            |
| Kampioenen                 | Kampioenen                  | Kampioenen                   | Niet-kampioenen            |
| BK Häcken (CL Q2)          | BATE Borisov (CL Q2)        | HJK Helsinki (CL Q2)         | SK Dnipro-1 (CL Q2)        |
| PFK Loedogorets (CL Q2)    | Sheriff Tiraspol (CL Q2)    | Breiðablik Kópavogur (CL Q2) | KRC Genk (CL Q2)           |
| FK Qarabağ (CL Q2)         | FK Žalgiris (CL Q2)         |                              | Olympiakos Piraeus         |
| Astana FK (CL Q2)          | Zrinjski Mostar (CL Q2)     | Slavia Praag                 |                            |

| Legenda    | Legenda                                                                              |
| Aanduiding | Betekenis                                                                            |
| ---------- | ------------------------------------------------------------------------------------ |
| (CL Q2)    | Ingestroomd na uitschakeling in de tweede kwalificatieronde van de Champions League. |
| (CL Q3)    | Ingestroomd na uitschakeling in de derde kwalificatieronde van de Champions League.  |
| (CL PO)    | Ingestroomd na uitschakeling in de play-offronde van de Champions League.            |
| (CL)       | Ingestroomd na 3e te zijn geworden in de groepsfase van de Champions League.         |

 - Rusland (RUS): Op 28 februari 2022 maakten de FIFA en de UEFA in een gezamenlijk statement bekend dat alle teams uit Rusland (dus ook de nationale ploegen) tot nader order geschorst zijn, vanwege de Russische invasie in Oekraïne. Op 2 mei 2022 verlengde de  UEFA deze schorsing voor het seizoen 2022/23 en 2023/24.

## Kwalificatiefase
De UEFA hanteert de volgende voorwaarden bij de lotingen.
- Clubs uit de landen Servië en Kosovo kunnen niet tegen elkaar loten. Dit geldt ook voor de landen Bosnië en Herzegovina en Kosovo, maar ook voor  Armenië en Azerbeidzjan, Wit-Rusland en Oekraïne en Armenië en Turkije.
 Opmerking: Mochten deze voorwaarden zich toch voordoen, dan wordt er geschoven met de wedstrijden om toch een juiste loting te krijgen.
- Bij de lotingen wordt op basis van de UEFA Clubcoëfficiënt een lijst opgemaakt met geplaatste en ongeplaatste clubs, daarbij wordt een geplaatste club gekoppeld aan een ongeplaatste club, tenzij er alleen nog maar geplaatste of ongeplaatste clubs over zijn. In dat geval wordt de loting open.
- De wedstrijden vanaf de derde kwalificatieronde worden over twee wedstrijden gespeeld (heen en terug).
- Bij een gelijke eindstand over twee wedstrijden wordt er overgegaan op het spelen van een verlenging en als dat nodig is een strafschoppenserie.

### Derde kwalificatieronde
De loting vond plaats op 24 juli 2023. De derde kwalificatieronde bestond uit twee aparte constructies: een voor kampioenen en een voor niet-kampioenen. De heenwedstrijden werden gespeeld op 8 en 10 augustus, de terugwedstrijden op 17 augustus 2023. De verliezende clubs uit beide constructies stroomden door naar de play-offronde van de UEFA Europa Conference League 2023/24.

#### Kampioenen
Aan de derde kwalificatieronde voor kampioenen deden de 10 verliezers van de tweede kwalificatieronde (kampioenen) van de UEFA Champions League 2023/24 mee.
| Team 1              | Tot.  | Team 2               | 1e wedstr. | 2e wedstr. |
| ------------------- | ----- | -------------------- | ---------- | ---------- |
| FK Žalgiris         | 1 – 8 | BK Häcken            | 1 – 3      | 0 – 5      |
| FK Qarabağ          | 4 – 2 | HJK Helsinki         | 2 – 1      | 2 – 1      |
| HŠK Zrinjski Mostar | 6 – 3 | Breiðablik Kópavogur | 6 – 2      | 0 – 1      |
| Sheriff Tiraspol    | 7 – 3 | BATE Borisov         | 5 – 1      | 2 – 2      |
| Astana FK           | 3 – 6 | PFK Loedogorets      | 2 – 1      | 1 – 5      |

#### Niet-kampioenen
Aan de derde kwalificatieronde voor niet-kampioenen deden 4 clubs mee: 2 nieuwe clubs en de 2 verliezers van de tweede kwalificatieronde (niet-kampioenen) van de UEFA Champions League 2023/24.
| Team 1             | Tot.  | Team 2      | 1e wedstr. | 2e wedstr. |
| ------------------ | ----- | ----------- | ---------- | ---------- |
| Olympiakos Piraeus | 2 – 1 | KRC Genk    | 1 – 0      | 1 – 1      |
| Slavia Praag       | 4 – 1 | SK Dnipro-1 | 3 – 0      | 1 – 1      |

### Play-offronde
Aan de play-offronde deden 20 clubs mee: 7 nieuwe clubs, de 7 winnaars van de derde kwalificatieronde uit beide constructies en de 6 verliezers van de derde kwalificatieronde (kampioenen) van de UEFA Champions League 2023/24. De loting vond plaats op 7 augustus 2023. De heenwedstrijden werden gespeeld op 24 augustus 2023, de terugwedstrijden op 31 augustus 2023. De verliezende clubs stroomden door naar de groepsfase van het hoofdtoernooi van de Europa Conference League.
| Team 1             | Tot.  | Team 2           | 1e wedstr. | 2e wedstr. |
| ------------------ | ----- | ---------------- | ---------- | ---------- |
| PFK Loedogorets    | 2 – 4 | Ajax             | 1 – 4      | 1 – 0      |
| Slavia Praag       | 3 – 2 | Zorja Loehansk   | 2 – 0      | 1 – 2      |
| Olympiakos Piraeus | 6 – 1 | FK Čukarički     | 3 – 1      | 3 – 0      |
| Union Sint-Gillis  | 3 – 0 | FC Lugano        | 2 – 0      | 1 – 0      |
| BK Häcken          | 5 – 3 | Aberdeen FC      | 2 – 2      | 3 – 1      |
| LASK               | 3 – 2 | Zrinjski Mostar  | 2 – 1      | 1 – 1      |
| KÍ Klaksvík        | 2 – 3 | Sheriff Tiraspol | 1 – 1      | 1 – 2      |
| Olimpija Ljubljana | 1 – 3 | FK Qarabağ       | 0 – 2      | 1 – 1      |
| Slovan Bratislava  | 4 – 7 | Aris Limasol     | 2 – 1      | 2 – 6      |
| Dinamo Zagreb      | 4 – 5 | Sparta Praag     | 3 – 1      | 1 – 4      |

## Hoofdtoernooi

### Groepsfase
De loting vond plaats op 1 september 2023 in Monaco. Een totaal van 32 clubs werden verdeeld over 8 groepen van elk 4 clubs, met de regel dat clubs uit hetzelfde land niet in dezelfde groep kunnen komen. De 32 clubs bestond uit 12 rechtstreeks geplaatste clubs, de 10 winnaars van de play-offronde, de 6 verliezers van de play-offronde uit beide constructies van de UEFA Champions League 2023/24 en de 4 verliezers van de derde kwalificatieronde (niet-kampioenen) van de UEFA Champions League 2023/24.
Potindeling
| Pot 1                  | Pot 1   |
| Team                   | Coeff.  |
| ---------------------- | ------- |
| West Ham United ECL–TH | 050.000 |
| Liverpool FC           | 123.000 |
| AS Roma                | 097.000 |
| Ajax                   | 089.000 |
| Villarreal CF          | 082.000 |
| Bayer Leverkusen       | 072.000 |
| Atalanta Bergamo       | 055.500 |
| Rangers FC             | 054.000 |

| Pot 2               | Pot 2  |
| Team                | Coeff. |
| ------------------- | ------ |
| Sporting CP         | 52.500 |
| Slavia Praag        | 52.000 |
| Stade Rennes        | 44.000 |
| Olympiakos Piraeus  | 39.000 |
| Real Betis          | 37.000 |
| LASK                | 36.000 |
| Olympique Marseille | 33.000 |
| Qarabağ             | 25.000 |

| Pot 3                  | Pot 3  |
| Team                   | Coeff. |
| ---------------------- | ------ |
| Molde FK               | 24.000 |
| Brighton & Hove Albion | 21.914 |
| Sheriff Tiraspol       | 19.500 |
| Union Sint-Gillis      | 19.000 |
| SC Freiburg            | 16.496 |
| Sparta Praag           | 14.000 |
| Maccabi Haifa          | 13.000 |
| Sturm Graz             | 12.500 |

| Pot 4             | Pot 4  |
| Team              | Coeff. |
| ----------------- | ------ |
| Toulouse FC       | 12.232 |
| AEK Athene        | 11.000 |
| TSC Bačka Topola  | 06.475 |
| Servette FC       | 06.335 |
| Panathinaikos     | 05.045 |
| Raków Częstochowa | 05.000 |
| Aris Limasol      | 04.895 |
| BK Häcken         | 04.750 |

| Legendakleuren in de tabellen                                               |
| Groepswinnaars gaan door naar de achtste finales                            |
| Nummers twee gaan door naar de tussenronde                                  |
| Nummers drie gaan door naar de tussenronde van de Europa Conference League. |
| Uitgeschakeld                                                               |

#### Criteria voor opmaak van de stand
De stand wordt bepaald aan het aantal behaalde punten, waarbij een ploeg 3 punten krijgt bij een overwinning, 1 bij een gelijkspel en geen bij een nederlaag.
Indien 2 of meer ploegen hetzelfde aantal punten behalen gelden de volgende aanvullende criteria:
1. Meeste behaalde punten in wedstrijden tussen de betrokken ploegen.
2. Beste doelsaldo in wedstrijden tussen de betrokken ploegen.
3. Hoogste aantal gescoorde doelpunten in wedstrijden tussen de betrokken ploegen.
4. Wanneer toepassing van criteria a. t/m c. nog altijd leidt tot een gelijke ranking voor meerdere ploegen, worden deze criteria herhaald voor alleen die ploegen. Dit uiteraard mits dit niet exact dezelfde ploegen zijn als voorheen.
5. Beste doelsaldo in alle groepswedstrijden.
6. Hoogste aantal gescoorde doelpunten in alle groepswedstrijden.
7. Hoogste aantal gescoorde uitdoelpunten in alle groepswedstrijden.
8. Hoogste aantal overwinningen in alle groepswedstrijden.
9. Hoogste aantal uitoverwinningen in alle groepswedstrijden.
10. Minste aantal disciplinaire strafpunten.
11. Hoogste UEFA clubcoëfficiënt.

#### Groep A
| Pos | Team               | Wed | W | G | V | Ptn | DV | DT | +/− | Kwalificatie            |  | WHU   | FRE   | OLY   | TSC   |
| --- | ------------------ | --- | - | - | - | --- | -- | -- | --- | ----------------------- |  | ----- | ----- | ----- | ----- |
| 1   | West Ham United    | 6   | 5 | 0 | 1 | 15  | 10 | 4  | +6  | Naar de achtste finales |  |       | 2 – 0 | 1 – 0 | 3 – 1 |
| 2   | SC Freiburg        | 6   | 4 | 0 | 2 | 12  | 17 | 7  | +10 | Naar de tussenronde     |  | 1 – 2 |       | 5 – 0 | 5 – 0 |
| 3   | Olympiakos Piraeus | 6   | 2 | 1 | 3 | 7   | 11 | 14 | −3  | Naar de tussenronde ECL |  | 2 – 1 | 2 – 3 |       | 5 – 2 |
| 4   | TSC Bačka Topola   | 6   | 0 | 1 | 5 | 1   | 6  | 19 | −13 |                         |  | 0 – 1 | 1 – 3 | 2 – 2 |       |

##### Wedstrijden
|                             |                    |         |                                          | |
| 21 september 2023 21:00 uur | Olympiakos Piraeus | 2 – 3   | SC Freiburg                              | Stadion: Georgios Karaiskákisstadion, Piraeus Toeschouwers: 30.056 Scheidsrechter: Allard Lindhout Video-assistent: Clay Ruperti AVAR: Erwin Blank |
| 21 september 2023 21:00 uur | El Kaabi 40', 75'  | Verslag | 9' Sallai 45+7' (pen.) Grifo 86' Philipp | Stadion: Georgios Karaiskákisstadion, Piraeus Toeschouwers: 30.056 Scheidsrechter: Allard Lindhout Video-assistent: Clay Ruperti AVAR: Erwin Blank |
| 21 september 2023 21:00 uur |                    |         |                                          | Stadion: Georgios Karaiskákisstadion, Piraeus Toeschouwers: 30.056 Scheidsrechter: Allard Lindhout Video-assistent: Clay Ruperti AVAR: Erwin Blank |
| 21 september 2023 21:00 uur |                    |         |                                          | Stadion: Georgios Karaiskákisstadion, Piraeus Toeschouwers: 30.056 Scheidsrechter: Allard Lindhout Video-assistent: Clay Ruperti AVAR: Erwin Blank |
|                             |                    |         |                                          | |

|                             |                 |       |                  | |
| 21 september 2023 21:00 uur | West Ham United | 3 – 1 | TSC Bačka Topola | Toeschouwers: 41.374 Scheidsrechter: Filip Glova Video-assistent: Alejandro Hernández AVAR: Dennis Higler |
| 21 september 2023 21:00 uur | Verslag         |       |                  | Toeschouwers: 41.374 Scheidsrechter: Filip Glova Video-assistent: Alejandro Hernández AVAR: Dennis Higler |
| 21 september 2023 21:00 uur |                 |       |                  | Toeschouwers: 41.374 Scheidsrechter: Filip Glova Video-assistent: Alejandro Hernández AVAR: Dennis Higler |
| 21 september 2023 21:00 uur |                 |       |                  | Toeschouwers: 41.374 Scheidsrechter: Filip Glova Video-assistent: Alejandro Hernández AVAR: Dennis Higler |
|                             |                 |       |                  | |

|                          |             |         |                       | |
| 5 oktober 2023 18:45 uur | SC Freiburg | 1 – 2   | West Ham United       | Stadion: Europa-Park Stadion, Freiburg im Breisgau Toeschouwers: 34.100 Scheidsrechter: Mohammed Al-Hakim Video-assistent: Jérôme Brisard AVAR: Clay Ruperti |
| 5 oktober 2023 18:45 uur | Sallai 49'  | Verslag | 8' Paquetá 66' Aguerd | Stadion: Europa-Park Stadion, Freiburg im Breisgau Toeschouwers: 34.100 Scheidsrechter: Mohammed Al-Hakim Video-assistent: Jérôme Brisard AVAR: Clay Ruperti |
| 5 oktober 2023 18:45 uur |             |         |                       | Stadion: Europa-Park Stadion, Freiburg im Breisgau Toeschouwers: 34.100 Scheidsrechter: Mohammed Al-Hakim Video-assistent: Jérôme Brisard AVAR: Clay Ruperti |
| 5 oktober 2023 18:45 uur |             |         |                       | Stadion: Europa-Park Stadion, Freiburg im Breisgau Toeschouwers: 34.100 Scheidsrechter: Mohammed Al-Hakim Video-assistent: Jérôme Brisard AVAR: Clay Ruperti |
|                          |             |         |                       | |

|                          |                           |         |                                   | |
| 5 oktober 2023 18:45 uur | TSC Bačka Topola          | 2 – 2   | Olympiakos Piraeus                | Stadion: TSC Arena, Bačka Topola Toeschouwers: 3.778 Scheidsrechter: Benoît Bastien Video-assistent: Benoît Millot AVAR: Nicolas Danos |
| 5 oktober 2023 18:45 uur | Djakovac 63' Pantović 90' | Verslag | 16' Masouras 57' Podence 71' Nodj | Stadion: TSC Arena, Bačka Topola Toeschouwers: 3.778 Scheidsrechter: Benoît Bastien Video-assistent: Benoît Millot AVAR: Nicolas Danos |
| 5 oktober 2023 18:45 uur |                           |         |                                   | Stadion: TSC Arena, Bačka Topola Toeschouwers: 3.778 Scheidsrechter: Benoît Bastien Video-assistent: Benoît Millot AVAR: Nicolas Danos |
| 5 oktober 2023 18:45 uur |                           |         |                                   | Stadion: TSC Arena, Bačka Topola Toeschouwers: 3.778 Scheidsrechter: Benoît Bastien Video-assistent: Benoît Millot AVAR: Nicolas Danos |
|                          |                           |         |                                   | |

|                           |                             |         |                 | |
| 26 oktober 2023 18:45 uur | Olympiakos Piraeus          | 2 – 1   | West Ham United | Stadion: Georgios Karaiskákisstadion, Piraeus Toeschouwers: 30.623 Scheidsrechter: Andris Treimanis Video-assistent: Dennis Higler AVAR: Kristaps Ratnieks |
| 26 oktober 2023 18:45 uur | Fortounis 33' Rodinei 45+1' | Verslag | 87' Paquetá     | Stadion: Georgios Karaiskákisstadion, Piraeus Toeschouwers: 30.623 Scheidsrechter: Andris Treimanis Video-assistent: Dennis Higler AVAR: Kristaps Ratnieks |
| 26 oktober 2023 18:45 uur |                             |         |                 | Stadion: Georgios Karaiskákisstadion, Piraeus Toeschouwers: 30.623 Scheidsrechter: Andris Treimanis Video-assistent: Dennis Higler AVAR: Kristaps Ratnieks |
| 26 oktober 2023 18:45 uur |                             |         |                 | Stadion: Georgios Karaiskákisstadion, Piraeus Toeschouwers: 30.623 Scheidsrechter: Andris Treimanis Video-assistent: Dennis Higler AVAR: Kristaps Ratnieks |
|                           |                             |         |                 | |

|                           |                  |         |                            | |
| 26 oktober 2023 18:45 uur | TSC Bačka Topola | 1 – 3   | SC Freiburg                | Stadion: TSC Arena, Bačka Topola Toeschouwers: 3.400 Scheidsrechter: Aliyar Ağayev Video-assistent: Alper Ulusoy AVAR: Abdulkadir Bitigen |
| 26 oktober 2023 18:45 uur | Petrović 13'     | Verslag | 49' (pen.), 59', 73' Grifo | Stadion: TSC Arena, Bačka Topola Toeschouwers: 3.400 Scheidsrechter: Aliyar Ağayev Video-assistent: Alper Ulusoy AVAR: Abdulkadir Bitigen |
| 26 oktober 2023 18:45 uur |                  |         |                            | Stadion: TSC Arena, Bačka Topola Toeschouwers: 3.400 Scheidsrechter: Aliyar Ağayev Video-assistent: Alper Ulusoy AVAR: Abdulkadir Bitigen |
| 26 oktober 2023 18:45 uur |                  |         |                            | Stadion: TSC Arena, Bačka Topola Toeschouwers: 3.400 Scheidsrechter: Aliyar Ağayev Video-assistent: Alper Ulusoy AVAR: Abdulkadir Bitigen |
|                           |                  |         |                            | |

|                           |                                                           |         |                  | |
| 9 november 2023 21:00 uur | SC Freiburg                                               | 5 – 0   | TSC Bačka Topola | Stadion: Europa-Park Stadion, Freiburg im Breisgau Toeschouwers: 31.700 Scheidsrechter: Rohit Saggi Video-assistent: Massimiliano Irrati AVAR: Paolo Valeri |
| 9 november 2023 21:00 uur | Röhl 24' Eggestein 56' Weißhaupt 69' Adamu 80' Doan 90+2' | Verslag |                  | Stadion: Europa-Park Stadion, Freiburg im Breisgau Toeschouwers: 31.700 Scheidsrechter: Rohit Saggi Video-assistent: Massimiliano Irrati AVAR: Paolo Valeri |
| 9 november 2023 21:00 uur |                                                           |         |                  | Stadion: Europa-Park Stadion, Freiburg im Breisgau Toeschouwers: 31.700 Scheidsrechter: Rohit Saggi Video-assistent: Massimiliano Irrati AVAR: Paolo Valeri |
| 9 november 2023 21:00 uur |                                                           |         |                  | Stadion: Europa-Park Stadion, Freiburg im Breisgau Toeschouwers: 31.700 Scheidsrechter: Rohit Saggi Video-assistent: Massimiliano Irrati AVAR: Paolo Valeri |
|                           |                                                           |         |                  | |

|                           |                 |         |                    | |
| 9 november 2023 21:00 uur | West Ham United | 1 – 0   | Olympiakos Piraeus | Stadion: Olympisch Stadion, Londen Toeschouwers: 55.811 Scheidsrechter: Matej Jug Video-assistent: Christian Dingert AVAR: Ivan Bebek |
| 9 november 2023 21:00 uur | Paquetá 73'     | Verslag |                    | Stadion: Olympisch Stadion, Londen Toeschouwers: 55.811 Scheidsrechter: Matej Jug Video-assistent: Christian Dingert AVAR: Ivan Bebek |
| 9 november 2023 21:00 uur |                 |         |                    | Stadion: Olympisch Stadion, Londen Toeschouwers: 55.811 Scheidsrechter: Matej Jug Video-assistent: Christian Dingert AVAR: Ivan Bebek |
| 9 november 2023 21:00 uur |                 |         |                    | Stadion: Olympisch Stadion, Londen Toeschouwers: 55.811 Scheidsrechter: Matej Jug Video-assistent: Christian Dingert AVAR: Ivan Bebek |
|                           |                 |         |                    | |

|                            |                                                |         |                    | |
| 30 november 2023 18:45 uur | SC Freiburg                                    | 5 – 0   | Olympiakos Piraeus | Stadion: Europa-Park Stadion, Freiburg im Breisgau Toeschouwers: 24.000 Scheidsrechter: Irfan Peljto Video-assistent: Ivan Bebek AVAR: Tomasz Kwiatkowski |
| 30 november 2023 18:45 uur | Gregoritsch 3', 8', 36' Sildillia 42' Doan 77' | Verslag |                    | Stadion: Europa-Park Stadion, Freiburg im Breisgau Toeschouwers: 24.000 Scheidsrechter: Irfan Peljto Video-assistent: Ivan Bebek AVAR: Tomasz Kwiatkowski |
| 30 november 2023 18:45 uur |                                                |         |                    | Stadion: Europa-Park Stadion, Freiburg im Breisgau Toeschouwers: 24.000 Scheidsrechter: Irfan Peljto Video-assistent: Ivan Bebek AVAR: Tomasz Kwiatkowski |
| 30 november 2023 18:45 uur |                                                |         |                    | Stadion: Europa-Park Stadion, Freiburg im Breisgau Toeschouwers: 24.000 Scheidsrechter: Irfan Peljto Video-assistent: Ivan Bebek AVAR: Tomasz Kwiatkowski |
|                            |                                                |         |                    | |

|                            |                  |         |                 | |
| 30 november 2023 18:45 uur | TSC Bačka Topola | 0 – 1   | West Ham United | Stadion: TSC Arena, Bačka Topola Toeschouwers: 4.256 Scheidsrechter: Allard Lindhout Video-assistent: Clay Ruperti AVAR: Edwin van de Graaf |
| 30 november 2023 18:45 uur |                  | Verslag | 89' Souček      | Stadion: TSC Arena, Bačka Topola Toeschouwers: 4.256 Scheidsrechter: Allard Lindhout Video-assistent: Clay Ruperti AVAR: Edwin van de Graaf |
| 30 november 2023 18:45 uur |                  |         |                 | Stadion: TSC Arena, Bačka Topola Toeschouwers: 4.256 Scheidsrechter: Allard Lindhout Video-assistent: Clay Ruperti AVAR: Edwin van de Graaf |
| 30 november 2023 18:45 uur |                  |         |                 | Stadion: TSC Arena, Bačka Topola Toeschouwers: 4.256 Scheidsrechter: Allard Lindhout Video-assistent: Clay Ruperti AVAR: Edwin van de Graaf |
|                            |                  |         |                 | |

|                            |                       |         |             | |
| 14 december 2023 21:00 uur | West Ham United       | 2 – 0   | SC Freiburg | Stadion: Olympisch Stadion, Londen Toeschouwers: 48.876 Scheidsrechter: João Pinheiro Video-assistent: Tiago Martins AVAR: Nejc Kajtazović |
| 14 december 2023 21:00 uur | Kudus 14' Álvarez 42' | Verslag |             | Stadion: Olympisch Stadion, Londen Toeschouwers: 48.876 Scheidsrechter: João Pinheiro Video-assistent: Tiago Martins AVAR: Nejc Kajtazović |
| 14 december 2023 21:00 uur |                       |         |             | Stadion: Olympisch Stadion, Londen Toeschouwers: 48.876 Scheidsrechter: João Pinheiro Video-assistent: Tiago Martins AVAR: Nejc Kajtazović |
| 14 december 2023 21:00 uur |                       |         |             | Stadion: Olympisch Stadion, Londen Toeschouwers: 48.876 Scheidsrechter: João Pinheiro Video-assistent: Tiago Martins AVAR: Nejc Kajtazović |
|                            |                       |         |             | |

|                            |                                                            |         |                                            | |
| 14 december 2023 21:00 uur | Olympiakos Piraeus                                         | 5 – 2   | TSC Bačka Topola                           | Stadion: Georgios Karaiskákisstadion, Piraeus Scheidsrechter: Morten Krogh Video-assistent: Maurizio Mariani AVAR: Daniele Doveri |
| 14 december 2023 21:00 uur | El Kaabi 21' Podence 40', 42' Ilić 46' (e.d.) El-Arabi 67' | Verslag | 48' Đakovac 30', 60' Kuveljić 60' Ćirković | Stadion: Georgios Karaiskákisstadion, Piraeus Scheidsrechter: Morten Krogh Video-assistent: Maurizio Mariani AVAR: Daniele Doveri |
| 14 december 2023 21:00 uur |                                                            |         |                                            | Stadion: Georgios Karaiskákisstadion, Piraeus Scheidsrechter: Morten Krogh Video-assistent: Maurizio Mariani AVAR: Daniele Doveri |
| 14 december 2023 21:00 uur |                                                            |         |                                            | Stadion: Georgios Karaiskákisstadion, Piraeus Scheidsrechter: Morten Krogh Video-assistent: Maurizio Mariani AVAR: Daniele Doveri |
|                            |                                                            |         |                                            | |

#### Groep B
| Pos | Team                   | Wed | W | G | V | Ptn | DV | DT | +/− | Kwalificatie            |  | BRI   | MAR   | AJA   | AEK   |
| --- | ---------------------- | --- | - | - | - | --- | -- | -- | --- | ----------------------- |  | ----- | ----- | ----- | ----- |
| 1   | Brighton & Hove Albion | 6   | 4 | 1 | 1 | 13  | 10 | 5  | +5  | Naar de achtste finales |  |       | 1 – 0 | 2 – 0 | 2 – 3 |
| 2   | Olympique Marseille    | 6   | 3 | 2 | 1 | 11  | 14 | 10 | +4  | Naar de tussenronde     |  | 2 – 2 |       | 4 – 3 | 3 – 1 |
| 3   | Ajax                   | 6   | 1 | 2 | 3 | 5   | 10 | 13 | −3  | Naar de tussenronde ECL |  | 0 – 2 | 3 – 3 |       | 3 – 1 |
| 4   | AEK Athene             | 6   | 1 | 1 | 4 | 4   | 6  | 12 | −6  |                         |  | 0 – 1 | 0 – 2 | 1 – 1 |       |

##### Wedstrijden
|                             |                        |         |                                    | |
| 21 september 2023 21:00 uur | Brighton & Hove Albion | 2 – 3   | AEK Athene                         | Stadion: American Express Community Stadium, Falmer Toeschouwers: 30.178 Scheidsrechter: Kristo Tohver Video-assistent: Juan Martínez Munuera AVAR: Pol van Boekel |
| 21 september 2023 21:00 uur | João Pedro 30', 67'    | Verslag | 11' Sidibé 40' Gacinovic 84' Ponce | Stadion: American Express Community Stadium, Falmer Toeschouwers: 30.178 Scheidsrechter: Kristo Tohver Video-assistent: Juan Martínez Munuera AVAR: Pol van Boekel |
| 21 september 2023 21:00 uur |                        |         |                                    | Stadion: American Express Community Stadium, Falmer Toeschouwers: 30.178 Scheidsrechter: Kristo Tohver Video-assistent: Juan Martínez Munuera AVAR: Pol van Boekel |
| 21 september 2023 21:00 uur |                        |         |                                    | Stadion: American Express Community Stadium, Falmer Toeschouwers: 30.178 Scheidsrechter: Kristo Tohver Video-assistent: Juan Martínez Munuera AVAR: Pol van Boekel |
|                             |                        |         |                                    | |

|                             |                                  |         |                                | |
| 21 september 2023 21:00 uur | Ajax                             | 3 – 3   | Olympique Marseille            | Stadion: Johan Cruijff ArenA, Amsterdam Toeschouwers: 53.802 Scheidsrechter: Maurizio Mariani Video-assistent: Aleandro Di Paolo AVAR: Nejc Kajtazović |
| 21 september 2023 21:00 uur | Forbs 9' Berghuis 20' Taylor 52' | Verslag | 23' Clauss 38', 78' Aubameyang | Stadion: Johan Cruijff ArenA, Amsterdam Toeschouwers: 53.802 Scheidsrechter: Maurizio Mariani Video-assistent: Aleandro Di Paolo AVAR: Nejc Kajtazović |
| 21 september 2023 21:00 uur |                                  |         |                                | Stadion: Johan Cruijff ArenA, Amsterdam Toeschouwers: 53.802 Scheidsrechter: Maurizio Mariani Video-assistent: Aleandro Di Paolo AVAR: Nejc Kajtazović |
| 21 september 2023 21:00 uur |                                  |         |                                | Stadion: Johan Cruijff ArenA, Amsterdam Toeschouwers: 53.802 Scheidsrechter: Maurizio Mariani Video-assistent: Aleandro Di Paolo AVAR: Nejc Kajtazović |
|                             |                                  |         |                                | |

|                          |                         |         |                            | |
| 5 oktober 2023 18:45 uur | Olympique Marseille     | 2 – 2   | Brighton & Hove Albion     | Stadion: Stade Vélodrome, Marseille Toeschouwers: 63.465 Scheidsrechter: Mykola Balakin Video-assistent: Piotr Lasyk AVAR: Tomasz Kwiatkowski |
| 5 oktober 2023 18:45 uur | Mbemba 19' Veretout 20' | Verslag | 54' Gross 88' (pen.) Pedro | Stadion: Stade Vélodrome, Marseille Toeschouwers: 63.465 Scheidsrechter: Mykola Balakin Video-assistent: Piotr Lasyk AVAR: Tomasz Kwiatkowski |
| 5 oktober 2023 18:45 uur |                         |         |                            | Stadion: Stade Vélodrome, Marseille Toeschouwers: 63.465 Scheidsrechter: Mykola Balakin Video-assistent: Piotr Lasyk AVAR: Tomasz Kwiatkowski |
| 5 oktober 2023 18:45 uur |                         |         |                            | Stadion: Stade Vélodrome, Marseille Toeschouwers: 63.465 Scheidsrechter: Mykola Balakin Video-assistent: Piotr Lasyk AVAR: Tomasz Kwiatkowski |
|                          |                         |         |                            | |

|                          |            |         |                     | |
| 5 oktober 2023 18:45 uur | AEK Athene | 1 – 1   | Ajax                | Stadion: Agia Sofiastadion, Athene Toeschouwers: 29.524 Scheidsrechter: Matej Jug Video-assistent: Paolo Valeri AVAR: Fabio Maresca |
| 5 oktober 2023 18:45 uur | Vida 74'   | Verslag | 30' (pen.) Bergwijn | Stadion: Agia Sofiastadion, Athene Toeschouwers: 29.524 Scheidsrechter: Matej Jug Video-assistent: Paolo Valeri AVAR: Fabio Maresca |
| 5 oktober 2023 18:45 uur |            |         |                     | Stadion: Agia Sofiastadion, Athene Toeschouwers: 29.524 Scheidsrechter: Matej Jug Video-assistent: Paolo Valeri AVAR: Fabio Maresca |
| 5 oktober 2023 18:45 uur |            |         |                     | Stadion: Agia Sofiastadion, Athene Toeschouwers: 29.524 Scheidsrechter: Matej Jug Video-assistent: Paolo Valeri AVAR: Fabio Maresca |
|                          |            |         |                     | |

|                           |                                                  |         |                          | |
| 26 oktober 2023 18:45 uur | Olympique Marseille                              | 3 – 1   | AEK Athene               | Stadion: Stade Vélodrome, Marseille Toeschouwers: 65.092 Scheidsrechter: Daniel Stefański Video-assistent: Tomasz Kwiatkowski AVAR: Pol van Boekel |
| 26 oktober 2023 18:45 uur | Vitinha 27' Harit 60' (pen.) Veretout 69' (pen.) | Verslag | 53' Pineda 57' Stanković | Stadion: Stade Vélodrome, Marseille Toeschouwers: 65.092 Scheidsrechter: Daniel Stefański Video-assistent: Tomasz Kwiatkowski AVAR: Pol van Boekel |
| 26 oktober 2023 18:45 uur |                                                  |         |                          | Stadion: Stade Vélodrome, Marseille Toeschouwers: 65.092 Scheidsrechter: Daniel Stefański Video-assistent: Tomasz Kwiatkowski AVAR: Pol van Boekel |
| 26 oktober 2023 18:45 uur |                                                  |         |                          | Stadion: Stade Vélodrome, Marseille Toeschouwers: 65.092 Scheidsrechter: Daniel Stefański Video-assistent: Tomasz Kwiatkowski AVAR: Pol van Boekel |
|                           |                                                  |         |                          | |

|                           |                        |         |      | |
| 26 oktober 2023 21:00 uur | Brighton & Hove Albion | 2 – 0   | Ajax | Stadion: American Express Community Stadium, Falmer Toeschouwers: 30.540 Scheidsrechter: Bartosz Frankowski Video-assistent: Piotr Lasyk AVAR: Massimiliano Irrati |
| 26 oktober 2023 21:00 uur | Pedro 42' Fati 53'     | Verslag |      | Stadion: American Express Community Stadium, Falmer Toeschouwers: 30.540 Scheidsrechter: Bartosz Frankowski Video-assistent: Piotr Lasyk AVAR: Massimiliano Irrati |
| 26 oktober 2023 21:00 uur |                        |         |      | Stadion: American Express Community Stadium, Falmer Toeschouwers: 30.540 Scheidsrechter: Bartosz Frankowski Video-assistent: Piotr Lasyk AVAR: Massimiliano Irrati |
| 26 oktober 2023 21:00 uur |                        |         |      | Stadion: American Express Community Stadium, Falmer Toeschouwers: 30.540 Scheidsrechter: Bartosz Frankowski Video-assistent: Piotr Lasyk AVAR: Massimiliano Irrati |
|                           |                        |         |      | |

|                           |      |         |                        | |
| 9 november 2023 18:45 uur | Ajax | 0 – 2   | Brighton & Hove Albion | Stadion: Johan Cruijff ArenA, Amsterdam Toeschouwers: 54.113 Scheidsrechter: Nikola Dabanović Video-assistent: Bastian Dankert AVAR: Carlos del Cerro Grande |
| 9 november 2023 18:45 uur |      | Verslag | 15' Fati 53' Adingra   | Stadion: Johan Cruijff ArenA, Amsterdam Toeschouwers: 54.113 Scheidsrechter: Nikola Dabanović Video-assistent: Bastian Dankert AVAR: Carlos del Cerro Grande |
| 9 november 2023 18:45 uur |      |         |                        | Stadion: Johan Cruijff ArenA, Amsterdam Toeschouwers: 54.113 Scheidsrechter: Nikola Dabanović Video-assistent: Bastian Dankert AVAR: Carlos del Cerro Grande |
| 9 november 2023 18:45 uur |      |         |                        | Stadion: Johan Cruijff ArenA, Amsterdam Toeschouwers: 54.113 Scheidsrechter: Nikola Dabanović Video-assistent: Bastian Dankert AVAR: Carlos del Cerro Grande |
|                           |      |         |                        | |

|                           |            |         |                       | |
| 9 november 2023 21:00 uur | AEK Athene | 0 – 2   | Olympique Marseille   | Stadion: Agia Sofiastadion, Athene Toeschouwers: 30.530 Scheidsrechter: Glenn Nyberg Video-assistent: Guillermo Cuadra Fernández AVAR: César Soto Grado |
| 9 november 2023 21:00 uur |            | Verslag | 25' Mbemba 90+3' Sarr | Stadion: Agia Sofiastadion, Athene Toeschouwers: 30.530 Scheidsrechter: Glenn Nyberg Video-assistent: Guillermo Cuadra Fernández AVAR: César Soto Grado |
| 9 november 2023 21:00 uur |            |         |                       | Stadion: Agia Sofiastadion, Athene Toeschouwers: 30.530 Scheidsrechter: Glenn Nyberg Video-assistent: Guillermo Cuadra Fernández AVAR: César Soto Grado |
| 9 november 2023 21:00 uur |            |         |                       | Stadion: Agia Sofiastadion, Athene Toeschouwers: 30.530 Scheidsrechter: Glenn Nyberg Video-assistent: Guillermo Cuadra Fernández AVAR: César Soto Grado |
|                           |            |         |                       | |

|                            |                    |         |                        | |
| 30 november 2023 18:45 uur | AEK Athene         | 0 – 1   | Brighton & Hove Albion | Stadion: Agia Sofiastadion, Athene Toeschouwers: 30.520 Scheidsrechter: Sandro Schärer Video-assistent: Lukas Fähndrich AVAR: Lionel Tschudi |
| 30 november 2023 18:45 uur | Gaćinović 27', 65' | Verslag | 55' (pen.) Pedro       | Stadion: Agia Sofiastadion, Athene Toeschouwers: 30.520 Scheidsrechter: Sandro Schärer Video-assistent: Lukas Fähndrich AVAR: Lionel Tschudi |
| 30 november 2023 18:45 uur |                    |         |                        | Stadion: Agia Sofiastadion, Athene Toeschouwers: 30.520 Scheidsrechter: Sandro Schärer Video-assistent: Lukas Fähndrich AVAR: Lionel Tschudi |
| 30 november 2023 18:45 uur |                    |         |                        | Stadion: Agia Sofiastadion, Athene Toeschouwers: 30.520 Scheidsrechter: Sandro Schärer Video-assistent: Lukas Fähndrich AVAR: Lionel Tschudi |
|                            |                    |         |                        | |

|                            |                                                    |         |                                         | |
| 30 november 2023 21:00 uur | Olympique Marseille                                | 4 – 3   | Ajax                                    | Stadion: Stade Vélodrome, Marseille Toeschouwers: 60.638 Scheidsrechter: Simone Sozza Video-assistent: Massimiliano Irrati AVAR: Paolo Valeri |
| 30 november 2023 21:00 uur | Aubameyang 9' (pen.), 47', 90+3' (pen.) Mbemba 47' | Verslag | 10', 30' Brobbey 63' Berghuis 79' Akpom | Stadion: Stade Vélodrome, Marseille Toeschouwers: 60.638 Scheidsrechter: Simone Sozza Video-assistent: Massimiliano Irrati AVAR: Paolo Valeri |
| 30 november 2023 21:00 uur |                                                    |         |                                         | Stadion: Stade Vélodrome, Marseille Toeschouwers: 60.638 Scheidsrechter: Simone Sozza Video-assistent: Massimiliano Irrati AVAR: Paolo Valeri |
| 30 november 2023 21:00 uur |                                                    |         |                                         | Stadion: Stade Vélodrome, Marseille Toeschouwers: 60.638 Scheidsrechter: Simone Sozza Video-assistent: Massimiliano Irrati AVAR: Paolo Valeri |
|                            |                                                    |         |                                         | |

|                            |                          |         |            | |
| 14 december 2023 21:00 uur | Ajax                     | 3 – 1   | AEK Athene | Stadion: Johan Cruijff ArenA, Amsterdam Toeschouwers: 53.926 Scheidsrechter: Craig Pawson Video-assistent: Fedayi San AVAR: Marco Fritz |
| 14 december 2023 21:00 uur | Akpom 5', 56' Taylor 20' | Verslag | 11' García | Stadion: Johan Cruijff ArenA, Amsterdam Toeschouwers: 53.926 Scheidsrechter: Craig Pawson Video-assistent: Fedayi San AVAR: Marco Fritz |
| 14 december 2023 21:00 uur |                          |         |            | Stadion: Johan Cruijff ArenA, Amsterdam Toeschouwers: 53.926 Scheidsrechter: Craig Pawson Video-assistent: Fedayi San AVAR: Marco Fritz |
| 14 december 2023 21:00 uur |                          |         |            | Stadion: Johan Cruijff ArenA, Amsterdam Toeschouwers: 53.926 Scheidsrechter: Craig Pawson Video-assistent: Fedayi San AVAR: Marco Fritz |
|                            |                          |         |            | |

|                            |                        |         |                     | |
| 14 december 2023 21:00 uur | Brighton & Hove Albion | 1 – 0   | Olympique Marseille | Stadion: American Express Community Stadium, Falmer Scheidsrechter: José María Sánchez Martínez Video-assistent: Juan Martínez Munuera AVAR: Christian Dingert |
| 14 december 2023 21:00 uur | Pedro 88'              | Verslag |                     | Stadion: American Express Community Stadium, Falmer Scheidsrechter: José María Sánchez Martínez Video-assistent: Juan Martínez Munuera AVAR: Christian Dingert |
| 14 december 2023 21:00 uur |                        |         |                     | Stadion: American Express Community Stadium, Falmer Scheidsrechter: José María Sánchez Martínez Video-assistent: Juan Martínez Munuera AVAR: Christian Dingert |
| 14 december 2023 21:00 uur |                        |         |                     | Stadion: American Express Community Stadium, Falmer Scheidsrechter: José María Sánchez Martínez Video-assistent: Juan Martínez Munuera AVAR: Christian Dingert |
|                            |                        |         |                     | |

#### Groep C
| Pos | Team         | Wed | W | G | V | Ptn | DV | DT | +/− | Kwalificatie            |  | RAN   | SPP   | BET   | ALI   |
| --- | ------------ | --- | - | - | - | --- | -- | -- | --- | ----------------------- |  | ----- | ----- | ----- | ----- |
| 1   | Rangers      | 6   | 3 | 2 | 1 | 11  | 8  | 6  | +2  | Naar de achtste finales |  |       | 2 – 1 | 1 – 0 | 1 – 1 |
| 2   | Sparta Praag | 6   | 3 | 1 | 2 | 10  | 9  | 7  | +2  | Naar de tussenronde     |  | 0 – 0 |       | 1 – 0 | 3 – 2 |
| 3   | Real Betis   | 6   | 3 | 0 | 3 | 9   | 9  | 7  | +2  | Naar de tussenronde ECL |  | 2 – 3 | 2 – 1 |       | 4 – 1 |
| 4   | Aris Limasol | 6   | 1 | 1 | 4 | 4   | 7  | 13 | −6  |                         |  | 2 – 1 | 1 – 3 | 0 – 1 |       |

##### Wedstrijden
|                             |                           |         |                         | |
| 21 september 2023 21:00 uur | Sparta Praag              | 3 – 2   | Aris Limasol            | Stadion: Stadion Sparty na Letné, Praag Toeschouwers: 17.371 Scheidsrechter: Jérôme Brisard Video-assistent: Eric Wattellier AVAR: Willy Delajod |
| 21 september 2023 21:00 uur | Krejčí 20', 25' Vitik 67' | Verslag | 11' Kokorin 90' Babicka | Stadion: Stadion Sparty na Letné, Praag Toeschouwers: 17.371 Scheidsrechter: Jérôme Brisard Video-assistent: Eric Wattellier AVAR: Willy Delajod |
| 21 september 2023 21:00 uur |                           |         |                         | Stadion: Stadion Sparty na Letné, Praag Toeschouwers: 17.371 Scheidsrechter: Jérôme Brisard Video-assistent: Eric Wattellier AVAR: Willy Delajod |
| 21 september 2023 21:00 uur |                           |         |                         | Stadion: Stadion Sparty na Letné, Praag Toeschouwers: 17.371 Scheidsrechter: Jérôme Brisard Video-assistent: Eric Wattellier AVAR: Willy Delajod |
|                             |                           |         |                         | |

|                             |          |         |            | |
| 21 september 2023 21:00 uur | Rangers  | 1 – 0   | Real Betis | Stadion: Ibrox Stadium, Glasgow Toeschouwers: 45.634 Scheidsrechter: Lawrence Visser Video-assistent: Bram Van Driessche AVAR: Tiago Martins |
| 21 september 2023 21:00 uur | Sima 67' | Verslag |            | Stadion: Ibrox Stadium, Glasgow Toeschouwers: 45.634 Scheidsrechter: Lawrence Visser Video-assistent: Bram Van Driessche AVAR: Tiago Martins |
| 21 september 2023 21:00 uur |          |         |            | Stadion: Ibrox Stadium, Glasgow Toeschouwers: 45.634 Scheidsrechter: Lawrence Visser Video-assistent: Bram Van Driessche AVAR: Tiago Martins |
| 21 september 2023 21:00 uur |          |         |            | Stadion: Ibrox Stadium, Glasgow Toeschouwers: 45.634 Scheidsrechter: Lawrence Visser Video-assistent: Bram Van Driessche AVAR: Tiago Martins |
|                             |          |         |            | |

|                          |              |         |                | |
| 5 oktober 2023 18:45 uur | Real Betis   | 2 – 1   | Sparta Praag   | Stadion: Estadio Benito Villamarín, Sevilla Toeschouwers: 45.037 Scheidsrechter: Duje Strukan Video-assistent: Nejc Kajtazović AVAR: Tiago Martins |
| 5 oktober 2023 18:45 uur | Diao 9' Isco | Verslag | 3' Birmancevic | Stadion: Estadio Benito Villamarín, Sevilla Toeschouwers: 45.037 Scheidsrechter: Duje Strukan Video-assistent: Nejc Kajtazović AVAR: Tiago Martins |
| 5 oktober 2023 18:45 uur |              |         |                | Stadion: Estadio Benito Villamarín, Sevilla Toeschouwers: 45.037 Scheidsrechter: Duje Strukan Video-assistent: Nejc Kajtazović AVAR: Tiago Martins |
| 5 oktober 2023 18:45 uur |              |         |                | Stadion: Estadio Benito Villamarín, Sevilla Toeschouwers: 45.037 Scheidsrechter: Duje Strukan Video-assistent: Nejc Kajtazović AVAR: Tiago Martins |
|                          |              |         |                | |

|                          |                                     |         |          | |
| 5 oktober 2023 18:45 uur | Aris Limassol                       | 2 – 1   | Rangers  | Stadion: Alphamegastadion, Limasol Toeschouwers: 3.911 Scheidsrechter: Horațiu Feșnic Video-assistent: Ovidiu Haţegan AVAR: Cătălin Popa |
| 5 oktober 2023 18:45 uur | Moucketou-Moussounda 9' Babicka 59' | Verslag | 70' Sima | Stadion: Alphamegastadion, Limasol Toeschouwers: 3.911 Scheidsrechter: Horațiu Feșnic Video-assistent: Ovidiu Haţegan AVAR: Cătălin Popa |
| 5 oktober 2023 18:45 uur |                                     |         |          | Stadion: Alphamegastadion, Limasol Toeschouwers: 3.911 Scheidsrechter: Horațiu Feșnic Video-assistent: Ovidiu Haţegan AVAR: Cătălin Popa |
| 5 oktober 2023 18:45 uur |                                     |         |          | Stadion: Alphamegastadion, Limasol Toeschouwers: 3.911 Scheidsrechter: Horațiu Feșnic Video-assistent: Ovidiu Haţegan AVAR: Cătălin Popa |
|                          |                                     |         |          | |

|                           |              |       |         | |
| 26 oktober 2023 18:45 uur | Sparta Praag | 0 – 0 | Rangers | Stadion: Stadion Sparty na Letné, Praag Scheidsrechter: Sascha Stegemann Video-assistent: Sören Storks AVAR: Pascal Müller |
| 26 oktober 2023 18:45 uur | Verslag      |       |         | Stadion: Stadion Sparty na Letné, Praag Scheidsrechter: Sascha Stegemann Video-assistent: Sören Storks AVAR: Pascal Müller |
| 26 oktober 2023 18:45 uur |              |       |         | Stadion: Stadion Sparty na Letné, Praag Scheidsrechter: Sascha Stegemann Video-assistent: Sören Storks AVAR: Pascal Müller |
| 26 oktober 2023 18:45 uur |              |       |         | Stadion: Stadion Sparty na Letné, Praag Scheidsrechter: Sascha Stegemann Video-assistent: Sören Storks AVAR: Pascal Müller |
|                           |              |       |         | |

|                           |               |         |            | |
| 26 oktober 2023 18:45 uur | Aris Limassol | 0 – 1   | Real Betis | Stadion: Alphamegastadion, Limasol Toeschouwers: 3.945 Scheidsrechter: Filip Glova Video-assistent: Michal Očenáš AVAR: Edwin van de Graaf |
| 26 oktober 2023 18:45 uur |               | Verslag | 75' Pérez  | Stadion: Alphamegastadion, Limasol Toeschouwers: 3.945 Scheidsrechter: Filip Glova Video-assistent: Michal Očenáš AVAR: Edwin van de Graaf |
| 26 oktober 2023 18:45 uur |               |         |            | Stadion: Alphamegastadion, Limasol Toeschouwers: 3.945 Scheidsrechter: Filip Glova Video-assistent: Michal Očenáš AVAR: Edwin van de Graaf |
| 26 oktober 2023 18:45 uur |               |         |            | Stadion: Alphamegastadion, Limasol Toeschouwers: 3.945 Scheidsrechter: Filip Glova Video-assistent: Michal Očenáš AVAR: Edwin van de Graaf |
|                           |               |         |            | |

|                           |                                                   |         |               | |
| 9 november 2023 21:00 uur | Real Betis                                        | 4 – 1   | Aris Limassol | Stadion: Estadio Benito Villamarín, Sevilla Toeschouwers: 41.768 Scheidsrechter: Mohammed Al-Hakim Video-assistent: Benoît Millot AVAR: Tomasz Kwiatkowski |
| 9 november 2023 21:00 uur | Iglesias 34' Ruibal 64' Roca 79' Ezzalzouli 90+4' | Verslag | 84' Kokorin   | Stadion: Estadio Benito Villamarín, Sevilla Toeschouwers: 41.768 Scheidsrechter: Mohammed Al-Hakim Video-assistent: Benoît Millot AVAR: Tomasz Kwiatkowski |
| 9 november 2023 21:00 uur |                                                   |         |               | Stadion: Estadio Benito Villamarín, Sevilla Toeschouwers: 41.768 Scheidsrechter: Mohammed Al-Hakim Video-assistent: Benoît Millot AVAR: Tomasz Kwiatkowski |
| 9 november 2023 21:00 uur |                                                   |         |               | Stadion: Estadio Benito Villamarín, Sevilla Toeschouwers: 41.768 Scheidsrechter: Mohammed Al-Hakim Video-assistent: Benoît Millot AVAR: Tomasz Kwiatkowski |
|                           |                                                   |         |               | |

|                           |                         |         |              | |
| 9 november 2023 21:00 uur | Rangers                 | 2 – 1   | Sparta Praag | Stadion: Ibrox Stadium, Glasgow Toeschouwers: 48.838 Scheidsrechter: Davide Massa Video-assistent: Marco Di Bello AVAR: Luca Pairetto |
| 9 november 2023 21:00 uur | Danilo 11' Cantwell 20' | Verslag | 77' Haraslín | Stadion: Ibrox Stadium, Glasgow Toeschouwers: 48.838 Scheidsrechter: Davide Massa Video-assistent: Marco Di Bello AVAR: Luca Pairetto |
| 9 november 2023 21:00 uur |                         |         |              | Stadion: Ibrox Stadium, Glasgow Toeschouwers: 48.838 Scheidsrechter: Davide Massa Video-assistent: Marco Di Bello AVAR: Luca Pairetto |
| 9 november 2023 21:00 uur |                         |         |              | Stadion: Ibrox Stadium, Glasgow Toeschouwers: 48.838 Scheidsrechter: Davide Massa Video-assistent: Marco Di Bello AVAR: Luca Pairetto |
|                           |                         |         |              | |

|                            |              |         |            | |
| 30 november 2023 18:45 uur | Sparta Praag | 1 – 0   | Real Betis | Stadion: Stadion Sparty na Letné, Praag Toeschouwers: 18.095 Scheidsrechter: Nikola Dabanović Video-assistent: Mario Zebec AVAR: Igor Pajač |
| 30 november 2023 18:45 uur | Haraslín 54' | Verslag |            | Stadion: Stadion Sparty na Letné, Praag Toeschouwers: 18.095 Scheidsrechter: Nikola Dabanović Video-assistent: Mario Zebec AVAR: Igor Pajač |
| 30 november 2023 18:45 uur |              |         |            | Stadion: Stadion Sparty na Letné, Praag Toeschouwers: 18.095 Scheidsrechter: Nikola Dabanović Video-assistent: Mario Zebec AVAR: Igor Pajač |
| 30 november 2023 18:45 uur |              |         |            | Stadion: Stadion Sparty na Letné, Praag Toeschouwers: 18.095 Scheidsrechter: Nikola Dabanović Video-assistent: Mario Zebec AVAR: Igor Pajač |
|                            |              |         |            | |

|                            |                |         |               | |
| 30 november 2023 21:00 uur | Rangers        | 1 – 1   | Aris Limassol | Stadion: Ibrox Stadium, Glasgow Toeschouwers: 48.890 Scheidsrechter: Rohit Saggi Video-assistent: Dennis Higler AVAR: Pol van Boekel |
| 30 november 2023 21:00 uur | McCausland 49' | Verslag | 28' Babicka   | Stadion: Ibrox Stadium, Glasgow Toeschouwers: 48.890 Scheidsrechter: Rohit Saggi Video-assistent: Dennis Higler AVAR: Pol van Boekel |
| 30 november 2023 21:00 uur |                |         |               | Stadion: Ibrox Stadium, Glasgow Toeschouwers: 48.890 Scheidsrechter: Rohit Saggi Video-assistent: Dennis Higler AVAR: Pol van Boekel |
| 30 november 2023 21:00 uur |                |         |               | Stadion: Ibrox Stadium, Glasgow Toeschouwers: 48.890 Scheidsrechter: Rohit Saggi Video-assistent: Dennis Higler AVAR: Pol van Boekel |
|                            |                |         |               | |

|                            |                       |         |                                | |
| 14 december 2023 21:00 uur | Real Betis            | 2 – 3   | Rangers                        | Stadion: Estadio Benito Villamarín, Sevilla Toeschouwers: 48.380 Scheidsrechter: Srđan Jovanović Video-assistent: Pol van Boekel AVAR: Clay Ruperti |
| 14 december 2023 21:00 uur | Miranda 14' Pérez 37' | Verslag | 10' Sima 20' Dessers 78' Roofe | Stadion: Estadio Benito Villamarín, Sevilla Toeschouwers: 48.380 Scheidsrechter: Srđan Jovanović Video-assistent: Pol van Boekel AVAR: Clay Ruperti |
| 14 december 2023 21:00 uur |                       |         |                                | Stadion: Estadio Benito Villamarín, Sevilla Toeschouwers: 48.380 Scheidsrechter: Srđan Jovanović Video-assistent: Pol van Boekel AVAR: Clay Ruperti |
| 14 december 2023 21:00 uur |                       |         |                                | Stadion: Estadio Benito Villamarín, Sevilla Toeschouwers: 48.380 Scheidsrechter: Srđan Jovanović Video-assistent: Pol van Boekel AVAR: Clay Ruperti |
|                            |                       |         |                                | |

|                            |               |         |                                  | |
| 14 december 2023 21:00 uur | Aris Limassol | 1 – 3   | Sparta Praag                     | Stadion: Alphamegastadion, Limasol Toeschouwers: 2.859 Scheidsrechter: Harm Osmers Video-assistent: Benjamin Brand AVAR: Robert Schröder |
| 14 december 2023 21:00 uur | Bengtsson 88' | Verslag | 4' Kuchta 11', 45+1' Birmančević | Stadion: Alphamegastadion, Limasol Toeschouwers: 2.859 Scheidsrechter: Harm Osmers Video-assistent: Benjamin Brand AVAR: Robert Schröder |
| 14 december 2023 21:00 uur |               |         |                                  | Stadion: Alphamegastadion, Limasol Toeschouwers: 2.859 Scheidsrechter: Harm Osmers Video-assistent: Benjamin Brand AVAR: Robert Schröder |
| 14 december 2023 21:00 uur |               |         |                                  | Stadion: Alphamegastadion, Limasol Toeschouwers: 2.859 Scheidsrechter: Harm Osmers Video-assistent: Benjamin Brand AVAR: Robert Schröder |
|                            |               |         |                                  | |

#### Groep D
| Pos | Team              | Wed | W | G | V | Ptn | DV | DT | +/− | Kwalificatie            |  | ATT   | SPO   | STU   | RAK   |
| --- | ----------------- | --- | - | - | - | --- | -- | -- | --- | ----------------------- |  | ----- | ----- | ----- | ----- |
| 1   | Atalanta Bergamo  | 6   | 4 | 2 | 0 | 14  | 12 | 4  | +8  | Naar de achtste finales |  |       | 1 – 1 | 1 – 0 | 2 – 0 |
| 2   | Sporting Portugal | 6   | 3 | 2 | 1 | 11  | 10 | 6  | +4  | Naar de tussenronde     |  | 1 – 2 |       | 3 – 0 | 2 – 1 |
| 3   | Sturm Graz        | 6   | 1 | 1 | 4 | 4   | 4  | 9  | −5  | Naar de tussenronde ECL |  | 2 – 2 | 1 – 2 |       | 0 – 1 |
| 4   | Raków Częstochowa | 6   | 1 | 1 | 4 | 4   | 3  | 10 | −7  |                         |  | 0 – 4 | 1 – 1 | 0 – 1 |       |

1. 1 2  Totale doelsaldo (Criteria e.): Het totale doelsaldo werd gebruikt als criteria voor de stand.

##### Wedstrijden
|                             |            |         |                         | |
| 21 september 2023 21:00 uur | Sturm Graz | 1 – 2   | Sporting Portugal       | Stadion: Merkur Arena, Graz Toeschouwers: 13.517 Scheidsrechter: Nikola Dabanović Video-assistent: Jochem Kamphuis AVAR: Richard Martens |
| 21 september 2023 21:00 uur | Böving 58' | Verslag | 75' Gyökeres 84' Coates | Stadion: Merkur Arena, Graz Toeschouwers: 13.517 Scheidsrechter: Nikola Dabanović Video-assistent: Jochem Kamphuis AVAR: Richard Martens |
| 21 september 2023 21:00 uur |            |         |                         | Stadion: Merkur Arena, Graz Toeschouwers: 13.517 Scheidsrechter: Nikola Dabanović Video-assistent: Jochem Kamphuis AVAR: Richard Martens |
| 21 september 2023 21:00 uur |            |         |                         | Stadion: Merkur Arena, Graz Toeschouwers: 13.517 Scheidsrechter: Nikola Dabanović Video-assistent: Jochem Kamphuis AVAR: Richard Martens |
|                             |            |         |                         | |

|                             |                            |         |                   | |
| 21 september 2023 21:00 uur | Atalanta Bergamo           | 2 – 0   | Raków Częstochowa | Stadion: Stadio Atleti Azzurri d'Italia, Bergamo Toeschouwers: 13.698 Scheidsrechter: Roi Reinshreiber Video-assistent: Marco Fritz AVAR: Ivan Bebek |
| 21 september 2023 21:00 uur | De Ketelaere 49' Silva 66' | Verslag |                   | Stadion: Stadio Atleti Azzurri d'Italia, Bergamo Toeschouwers: 13.698 Scheidsrechter: Roi Reinshreiber Video-assistent: Marco Fritz AVAR: Ivan Bebek |
| 21 september 2023 21:00 uur |                            |         |                   | Stadion: Stadio Atleti Azzurri d'Italia, Bergamo Toeschouwers: 13.698 Scheidsrechter: Roi Reinshreiber Video-assistent: Marco Fritz AVAR: Ivan Bebek |
| 21 september 2023 21:00 uur |                            |         |                   | Stadion: Stadio Atleti Azzurri d'Italia, Bergamo Toeschouwers: 13.698 Scheidsrechter: Roi Reinshreiber Video-assistent: Marco Fritz AVAR: Ivan Bebek |
|                             |                            |         |                   | |

|                          |                     |         |                          | |
| 5 oktober 2023 18:45 uur | Sporting Portugal   | 1 – 2   | Atalanta Bergamo         | Stadion: Estádio José Alvalade, Lissabon Toeschouwers: 42.301 Scheidsrechter: Alejandro Hernández Video-assistent: Guillermo Cuadra Fernández AVAR: César Soto Grado |
| 5 oktober 2023 18:45 uur | Gyökeres 76' (pen.) | Verslag | 33' Scalvini 43' Ruggeri | Stadion: Estádio José Alvalade, Lissabon Toeschouwers: 42.301 Scheidsrechter: Alejandro Hernández Video-assistent: Guillermo Cuadra Fernández AVAR: César Soto Grado |
| 5 oktober 2023 18:45 uur |                     |         |                          | Stadion: Estádio José Alvalade, Lissabon Toeschouwers: 42.301 Scheidsrechter: Alejandro Hernández Video-assistent: Guillermo Cuadra Fernández AVAR: César Soto Grado |
| 5 oktober 2023 18:45 uur |                     |         |                          | Stadion: Estádio José Alvalade, Lissabon Toeschouwers: 42.301 Scheidsrechter: Alejandro Hernández Video-assistent: Guillermo Cuadra Fernández AVAR: César Soto Grado |
|                          |                     |         |                          | |

|                          |                   |         |            | |
| 5 oktober 2023 18:45 uur | Raków Częstochowa | 0 – 1   | Sturm Graz | Stadion: Zagłębiowski Park Sportowy, Sosnowiec Toeschouwers: 8.993 Scheidsrechter: Aliyar Ağayev Video-assistent: Jeroen Manschot AVAR: Erwin Blank |
| 5 oktober 2023 18:45 uur |                   | Verslag | 24' Bøving | Stadion: Zagłębiowski Park Sportowy, Sosnowiec Toeschouwers: 8.993 Scheidsrechter: Aliyar Ağayev Video-assistent: Jeroen Manschot AVAR: Erwin Blank |
| 5 oktober 2023 18:45 uur |                   |         |            | Stadion: Zagłębiowski Park Sportowy, Sosnowiec Toeschouwers: 8.993 Scheidsrechter: Aliyar Ağayev Video-assistent: Jeroen Manschot AVAR: Erwin Blank |
| 5 oktober 2023 18:45 uur |                   |         |            | Stadion: Zagłębiowski Park Sportowy, Sosnowiec Toeschouwers: 8.993 Scheidsrechter: Aliyar Ağayev Video-assistent: Jeroen Manschot AVAR: Erwin Blank |
|                          |                   |         |            | |

|                           |                                 |         |                          | |
| 26 oktober 2023 18:45 uur | Sturm Graz                      | 2 – 2   | Atalanta Bergamo         | Stadion: Merkur Arena, Graz Toeschouwers: 14.167 Scheidsrechter: Duje Strukan Video-assistent: Ivan Bebek AVAR: Nejc Kajtazović |
| 26 oktober 2023 18:45 uur | Prass 13' Włodarczyk 80' (pen.) | Verslag | 34', 45+7' (pen.) Muriel | Stadion: Merkur Arena, Graz Toeschouwers: 14.167 Scheidsrechter: Duje Strukan Video-assistent: Ivan Bebek AVAR: Nejc Kajtazović |
| 26 oktober 2023 18:45 uur |                                 |         |                          | Stadion: Merkur Arena, Graz Toeschouwers: 14.167 Scheidsrechter: Duje Strukan Video-assistent: Ivan Bebek AVAR: Nejc Kajtazović |
| 26 oktober 2023 18:45 uur |                                 |         |                          | Stadion: Merkur Arena, Graz Toeschouwers: 14.167 Scheidsrechter: Duje Strukan Video-assistent: Ivan Bebek AVAR: Nejc Kajtazović |
|                           |                                 |         |                          | |

|                           |                   |         |                        | |
| 26 oktober 2023 18:45 uur | Raków Częstochowa | 1 – 1   | Sporting Portugal      | Stadion: Zagłębiowski Park Sportowy, Sosnowiec Toeschouwers: 10.518 Scheidsrechter: Anastasios Papapetrou Video-assistent: Angelos Evangelou AVAR: Aristotelis Diamantopoulos |
| 26 oktober 2023 18:45 uur | Piasecki 79'      | Verslag | 8' Gyökeres 14' Coates | Stadion: Zagłębiowski Park Sportowy, Sosnowiec Toeschouwers: 10.518 Scheidsrechter: Anastasios Papapetrou Video-assistent: Angelos Evangelou AVAR: Aristotelis Diamantopoulos |
| 26 oktober 2023 18:45 uur |                   |         |                        | Stadion: Zagłębiowski Park Sportowy, Sosnowiec Toeschouwers: 10.518 Scheidsrechter: Anastasios Papapetrou Video-assistent: Angelos Evangelou AVAR: Aristotelis Diamantopoulos |
| 26 oktober 2023 18:45 uur |                   |         |                        | Stadion: Zagłębiowski Park Sportowy, Sosnowiec Toeschouwers: 10.518 Scheidsrechter: Anastasios Papapetrou Video-assistent: Angelos Evangelou AVAR: Aristotelis Diamantopoulos |
|                           |                   |         |                        | |

|                           |                  |         |            | |
| 9 november 2023 21:00 uur | Atalanta Bergamo | 1 – 0   | Sturm Graz | Stadion: Stadio Atleti Azzurri d'Italia, Bergamo Toeschouwers: 14.739 Scheidsrechter: Jérôme Brisard Video-assistent: Willy Delajod AVAR: Tiago Martins |
| 9 november 2023 21:00 uur | Djimsiti 50'     | Verslag |            | Stadion: Stadio Atleti Azzurri d'Italia, Bergamo Toeschouwers: 14.739 Scheidsrechter: Jérôme Brisard Video-assistent: Willy Delajod AVAR: Tiago Martins |
| 9 november 2023 21:00 uur |                  |         |            | Stadion: Stadio Atleti Azzurri d'Italia, Bergamo Toeschouwers: 14.739 Scheidsrechter: Jérôme Brisard Video-assistent: Willy Delajod AVAR: Tiago Martins |
| 9 november 2023 21:00 uur |                  |         |            | Stadion: Stadio Atleti Azzurri d'Italia, Bergamo Toeschouwers: 14.739 Scheidsrechter: Jérôme Brisard Video-assistent: Willy Delajod AVAR: Tiago Martins |
|                           |                  |         |            | |

|                           |                                  |         |                          | |
| 9 november 2023 21:00 uur | Sporting Portugal                | 2 – 1   | Raków Częstochowa        | Stadion: Estádio José Alvalade, Lissabon Toeschouwers: 32.940 Scheidsrechter: Enea Jorgji Video-assistent: Juan Martínez Munuera AVAR: Dennis Higler |
| 9 november 2023 21:00 uur | Gonçalves 14' (pen.), 52' (pen.) | Verslag | 12' Racovițan 71' Rundić | Stadion: Estádio José Alvalade, Lissabon Toeschouwers: 32.940 Scheidsrechter: Enea Jorgji Video-assistent: Juan Martínez Munuera AVAR: Dennis Higler |
| 9 november 2023 21:00 uur |                                  |         |                          | Stadion: Estádio José Alvalade, Lissabon Toeschouwers: 32.940 Scheidsrechter: Enea Jorgji Video-assistent: Juan Martínez Munuera AVAR: Dennis Higler |
| 9 november 2023 21:00 uur |                                  |         |                          | Stadion: Estádio José Alvalade, Lissabon Toeschouwers: 32.940 Scheidsrechter: Enea Jorgji Video-assistent: Juan Martínez Munuera AVAR: Dennis Higler |
|                           |                                  |         |                          | |

|                            |                  |         |                   | |
| 30 november 2023 18:45 uur | Atalanta Bergamo | 1 – 1   | Sporting Portugal | Stadion: Stadio Atleti Azzurri d'Italia, Bergamo Toeschouwers: 14.865 Scheidsrechter: Michael Oliver Video-assistent: Stuart Attwell AVAR: Carlos del Cerro Grande |
| 30 november 2023 18:45 uur | Scamacca 23'     | Verslag | 56' Edwards       | Stadion: Stadio Atleti Azzurri d'Italia, Bergamo Toeschouwers: 14.865 Scheidsrechter: Michael Oliver Video-assistent: Stuart Attwell AVAR: Carlos del Cerro Grande |
| 30 november 2023 18:45 uur |                  |         |                   | Stadion: Stadio Atleti Azzurri d'Italia, Bergamo Toeschouwers: 14.865 Scheidsrechter: Michael Oliver Video-assistent: Stuart Attwell AVAR: Carlos del Cerro Grande |
| 30 november 2023 18:45 uur |                  |         |                   | Stadion: Stadio Atleti Azzurri d'Italia, Bergamo Toeschouwers: 14.865 Scheidsrechter: Michael Oliver Video-assistent: Stuart Attwell AVAR: Carlos del Cerro Grande |
|                            |                  |         |                   | |

|                            |            |         |                   | |
| 30 november 2023 18:45 uur | Sturm Graz | 0 – 1   | Raków Częstochowa | Stadion: Merkur Arena, Graz Toeschouwers: 12.517 Scheidsrechter: Filip Glova Video-assistent: Michal Očenáš AVAR: Erik Gemzický |
| 30 november 2023 18:45 uur |            | Verslag | 81' Yeboah        | Stadion: Merkur Arena, Graz Toeschouwers: 12.517 Scheidsrechter: Filip Glova Video-assistent: Michal Očenáš AVAR: Erik Gemzický |
| 30 november 2023 18:45 uur |            |         |                   | Stadion: Merkur Arena, Graz Toeschouwers: 12.517 Scheidsrechter: Filip Glova Video-assistent: Michal Očenáš AVAR: Erik Gemzický |
| 30 november 2023 18:45 uur |            |         |                   | Stadion: Merkur Arena, Graz Toeschouwers: 12.517 Scheidsrechter: Filip Glova Video-assistent: Michal Očenáš AVAR: Erik Gemzický |
|                            |            |         |                   | |

|                            |                              |         |            | |
| 14 december 2023 21:00 uur | Sporting Portugal            | 3 – 0   | Sturm Graz | Stadion: Estádio José Alvalade, Lissabon Toeschouwers: 24.733 Scheidsrechter: William Collum Video-assistent: Stuart Attwell AVAR: Cătălin Popa |
| 14 december 2023 21:00 uur | Gyökeres 39' Inácio 60', 70' | Verslag |            | Stadion: Estádio José Alvalade, Lissabon Toeschouwers: 24.733 Scheidsrechter: William Collum Video-assistent: Stuart Attwell AVAR: Cătălin Popa |
| 14 december 2023 21:00 uur |                              |         |            | Stadion: Estádio José Alvalade, Lissabon Toeschouwers: 24.733 Scheidsrechter: William Collum Video-assistent: Stuart Attwell AVAR: Cătălin Popa |
| 14 december 2023 21:00 uur |                              |         |            | Stadion: Estádio José Alvalade, Lissabon Toeschouwers: 24.733 Scheidsrechter: William Collum Video-assistent: Stuart Attwell AVAR: Cătălin Popa |
|                            |                              |         |            | |

|                            |                   |         |                                                 | |
| 14 december 2023 21:00 uur | Raków Częstochowa | 0 – 4   | Atalanta Bergamo                                | Stadion: Zagłębiowski Park Sportowy, Sosnowiec Toeschouwers: 10.386 Scheidsrechter: Enea Jorgji Video-assistent: Carlos del Cerro Grande AVAR: Guillermo Cuadra Fernández |
| 14 december 2023 21:00 uur |                   | Verslag | 14', 72' Muriel 26' Bonfanti 90+2' De Ketelaere | Stadion: Zagłębiowski Park Sportowy, Sosnowiec Toeschouwers: 10.386 Scheidsrechter: Enea Jorgji Video-assistent: Carlos del Cerro Grande AVAR: Guillermo Cuadra Fernández |
| 14 december 2023 21:00 uur |                   |         |                                                 | Stadion: Zagłębiowski Park Sportowy, Sosnowiec Toeschouwers: 10.386 Scheidsrechter: Enea Jorgji Video-assistent: Carlos del Cerro Grande AVAR: Guillermo Cuadra Fernández |
| 14 december 2023 21:00 uur |                   |         |                                                 | Stadion: Zagłębiowski Park Sportowy, Sosnowiec Toeschouwers: 10.386 Scheidsrechter: Enea Jorgji Video-assistent: Carlos del Cerro Grande AVAR: Guillermo Cuadra Fernández |
|                            |                   |         |                                                 | |

#### Groep E
| Pos | Team              | Wed | W | G | V | Ptn | DV | DT | +/− | Kwalificatie            |  | LIV   | TOU   | USG   | LAS   |
| --- | ----------------- | --- | - | - | - | --- | -- | -- | --- | ----------------------- |  | ----- | ----- | ----- | ----- |
| 1   | Liverpool         | 6   | 4 | 0 | 2 | 12  | 17 | 7  | +10 | Naar de achtste finales |  |       | 5 – 1 | 2 – 0 | 4 – 0 |
| 2   | Toulouse          | 6   | 3 | 2 | 1 | 11  | 8  | 9  | −1  | Naar de tussenronde     |  | 3 – 2 |       | 0 – 0 | 1 – 0 |
| 3   | Union Sint-Gillis | 6   | 2 | 2 | 2 | 8   | 5  | 8  | −3  | Naar de tussenronde ECL |  | 2 – 1 | 1 – 1 |       | 2 – 1 |
| 4   | LASK              | 6   | 1 | 0 | 5 | 3   | 6  | 12 | −6  |                         |  | 1 – 3 | 1 – 2 | 3 – 0 |       |

##### Wedstrijden
|                             |             |         |                                     | |
| 21 september 2023 18:45 uur | LASK        | 1 – 3   | Liverpool                           | Stadion: Raiffeisen Arena, Linz Toeschouwers: 18.091 Scheidsrechter: Marco Di Bello Video-assistent: Michael Fabbri AVAR: Gianluca Aureliano |
| 21 september 2023 18:45 uur | Flecker 14' | Verslag | 56' (pen.) Núñez 63' Díaz 88' Salah | Stadion: Raiffeisen Arena, Linz Toeschouwers: 18.091 Scheidsrechter: Marco Di Bello Video-assistent: Michael Fabbri AVAR: Gianluca Aureliano |
| 21 september 2023 18:45 uur |             |         |                                     | Stadion: Raiffeisen Arena, Linz Toeschouwers: 18.091 Scheidsrechter: Marco Di Bello Video-assistent: Michael Fabbri AVAR: Gianluca Aureliano |
| 21 september 2023 18:45 uur |             |         |                                     | Stadion: Raiffeisen Arena, Linz Toeschouwers: 18.091 Scheidsrechter: Marco Di Bello Video-assistent: Michael Fabbri AVAR: Gianluca Aureliano |
|                             |             |         |                                     | |

|                             |                   |         |                                        | |
| 21 september 2023 18:45 uur | Union Sint-Gillis | 1 – 1   | Toulouse                               | Stadion: Lotto Park, Anderlecht Toeschouwers: 12.162 Scheidsrechter: Rohit Saggi Video-assistent: Jeroen Manschot AVAR: Mohammad Usman Aslam |
| 21 september 2023 18:45 uur | Amoura 69'        | Verslag | 45+3' (pen.) Dallinga 66', 90+4' Costa | Stadion: Lotto Park, Anderlecht Toeschouwers: 12.162 Scheidsrechter: Rohit Saggi Video-assistent: Jeroen Manschot AVAR: Mohammad Usman Aslam |
| 21 september 2023 18:45 uur |                   |         |                                        | Stadion: Lotto Park, Anderlecht Toeschouwers: 12.162 Scheidsrechter: Rohit Saggi Video-assistent: Jeroen Manschot AVAR: Mohammad Usman Aslam |
| 21 september 2023 18:45 uur |                   |         |                                        | Stadion: Lotto Park, Anderlecht Toeschouwers: 12.162 Scheidsrechter: Rohit Saggi Video-assistent: Jeroen Manschot AVAR: Mohammad Usman Aslam |
|                             |                   |         |                                        | |

|                          |                            |         |                   | |
| 5 oktober 2023 21:00 uur | Liverpool                  | 2 – 0   | Union Sint-Gillis | Stadion: Anfield, Liverpool Toeschouwers: 49.513 Scheidsrechter: Morten Krogh Video-assistent: Roi Reinshreiber AVAR: Massimiliano Irrati |
| 5 oktober 2023 21:00 uur | Gravenberch 44' Jota 90+2' | Verslag |                   | Stadion: Anfield, Liverpool Toeschouwers: 49.513 Scheidsrechter: Morten Krogh Video-assistent: Roi Reinshreiber AVAR: Massimiliano Irrati |
| 5 oktober 2023 21:00 uur |                            |         |                   | Stadion: Anfield, Liverpool Toeschouwers: 49.513 Scheidsrechter: Morten Krogh Video-assistent: Roi Reinshreiber AVAR: Massimiliano Irrati |
| 5 oktober 2023 21:00 uur |                            |         |                   | Stadion: Anfield, Liverpool Toeschouwers: 49.513 Scheidsrechter: Morten Krogh Video-assistent: Roi Reinshreiber AVAR: Massimiliano Irrati |
|                          |                            |         |                   | |

|                          |           |         |      | |
| 5 oktober 2023 21:00 uur | Toulouse  | 1 – 0   | LASK | Stadion: Stadium Municipal, Toulouse Toeschouwers: 29.233 Scheidsrechter: Nicholas Walsh Video-assistent: John Beaton AVAR: Steven McLean |
| 5 oktober 2023 21:00 uur | Suazo 31' | Verslag |      | Stadion: Stadium Municipal, Toulouse Toeschouwers: 29.233 Scheidsrechter: Nicholas Walsh Video-assistent: John Beaton AVAR: Steven McLean |
| 5 oktober 2023 21:00 uur |           |         |      | Stadion: Stadium Municipal, Toulouse Toeschouwers: 29.233 Scheidsrechter: Nicholas Walsh Video-assistent: John Beaton AVAR: Steven McLean |
| 5 oktober 2023 21:00 uur |           |         |      | Stadion: Stadium Municipal, Toulouse Toeschouwers: 29.233 Scheidsrechter: Nicholas Walsh Video-assistent: John Beaton AVAR: Steven McLean |
|                          |           |         |      | |

|                           |                                  |         |          | |
| 26 oktober 2023 21:00 uur | Union Sint-Gillis                | 2 – 1   | LASK     | Stadion: Lotto Park, Anderlecht Toeschouwers: 11.426 Scheidsrechter: Atilla Karaoğlan Video-assistent: Carlos del Cerro Grande AVAR: Ricardo de Burgos Bengoetxea |
| 26 oktober 2023 21:00 uur | Puertas 84' (pen.) Burgess 90+4' | Verslag | 24' Usor | Stadion: Lotto Park, Anderlecht Toeschouwers: 11.426 Scheidsrechter: Atilla Karaoğlan Video-assistent: Carlos del Cerro Grande AVAR: Ricardo de Burgos Bengoetxea |
| 26 oktober 2023 21:00 uur |                                  |         |          | Stadion: Lotto Park, Anderlecht Toeschouwers: 11.426 Scheidsrechter: Atilla Karaoğlan Video-assistent: Carlos del Cerro Grande AVAR: Ricardo de Burgos Bengoetxea |
| 26 oktober 2023 21:00 uur |                                  |         |          | Stadion: Lotto Park, Anderlecht Toeschouwers: 11.426 Scheidsrechter: Atilla Karaoğlan Video-assistent: Carlos del Cerro Grande AVAR: Ricardo de Burgos Bengoetxea |
|                           |                                  |         |          | |

|                           |                                                        |         |              | |
| 26 oktober 2023 21:00 uur | Liverpool                                              | 5 – 1   | Toulouse     | Stadion: Anfield, Liverpool Toeschouwers: 51.210 Scheidsrechter: Rade Obrenovič Video-assistent: Christian Dingert AVAR: Marco Fritz |
| 26 oktober 2023 21:00 uur | Jota 9' Endo 30' Núñez 34' Gravenberch 65' Salah 90+3' | Verslag | 16' Dallinga | Stadion: Anfield, Liverpool Toeschouwers: 51.210 Scheidsrechter: Rade Obrenovič Video-assistent: Christian Dingert AVAR: Marco Fritz |
| 26 oktober 2023 21:00 uur |                                                        |         |              | Stadion: Anfield, Liverpool Toeschouwers: 51.210 Scheidsrechter: Rade Obrenovič Video-assistent: Christian Dingert AVAR: Marco Fritz |
| 26 oktober 2023 21:00 uur |                                                        |         |              | Stadion: Anfield, Liverpool Toeschouwers: 51.210 Scheidsrechter: Rade Obrenovič Video-assistent: Christian Dingert AVAR: Marco Fritz |
|                           |                                                        |         |              | |

|                           |                                              |         |                   | |
| 9 november 2023 18:45 uur | LASK                                         | 3 – 0   | Union Sint-Gillis | Stadion: Raiffeisen Arena, Linz Toeschouwers: 15.900 Scheidsrechter: Simone Sozza Video-assistent: Valerio Marini AVAR: Gianluca Aureliano |
| 9 november 2023 18:45 uur | Horvath 25' (pen.) Talovierov 45+4' Zulj 77' | Verslag |                   | Stadion: Raiffeisen Arena, Linz Toeschouwers: 15.900 Scheidsrechter: Simone Sozza Video-assistent: Valerio Marini AVAR: Gianluca Aureliano |
| 9 november 2023 18:45 uur |                                              |         |                   | Stadion: Raiffeisen Arena, Linz Toeschouwers: 15.900 Scheidsrechter: Simone Sozza Video-assistent: Valerio Marini AVAR: Gianluca Aureliano |
| 9 november 2023 18:45 uur |                                              |         |                   | Stadion: Raiffeisen Arena, Linz Toeschouwers: 15.900 Scheidsrechter: Simone Sozza Video-assistent: Valerio Marini AVAR: Gianluca Aureliano |
|                           |                                              |         |                   | |

|                           |                                   |         |                                 | |
| 9 november 2023 18:45 uur | Toulouse                          | 3 – 2   | Liverpool                       | Stadion: Stadium Municipal, Toulouse Toeschouwers: 32.026 Scheidsrechter: Georgi Kabakov Video-assistent: Dragomir Draganov AVAR: Georgi Dimitrov |
| 9 november 2023 18:45 uur | Dønnum 36' Dallinga 58' Magri 76' | Verslag | 73' (e.d.) Cásseres Jr 89' Jota | Stadion: Stadium Municipal, Toulouse Toeschouwers: 32.026 Scheidsrechter: Georgi Kabakov Video-assistent: Dragomir Draganov AVAR: Georgi Dimitrov |
| 9 november 2023 18:45 uur |                                   |         |                                 | Stadion: Stadium Municipal, Toulouse Toeschouwers: 32.026 Scheidsrechter: Georgi Kabakov Video-assistent: Dragomir Draganov AVAR: Georgi Dimitrov |
| 9 november 2023 18:45 uur |                                   |         |                                 | Stadion: Stadium Municipal, Toulouse Toeschouwers: 32.026 Scheidsrechter: Georgi Kabakov Video-assistent: Dragomir Draganov AVAR: Georgi Dimitrov |
|                           |                                   |         |                                 | |

|                            |                                            |         |      | |
| 30 november 2023 21:00 uur | Liverpool                                  | 4 – 0   | LASK | Stadion: Anfield, Liverpool Toeschouwers: 49.666 Scheidsrechter: Urs Schnyder Video-assistent: Marco Fritz AVAR: Alejandro Hernández |
| 30 november 2023 21:00 uur | Díaz 12' Gakpo 15', 90+2' Salah 51' (pen.) | Verslag |      | Stadion: Anfield, Liverpool Toeschouwers: 49.666 Scheidsrechter: Urs Schnyder Video-assistent: Marco Fritz AVAR: Alejandro Hernández |
| 30 november 2023 21:00 uur |                                            |         |      | Stadion: Anfield, Liverpool Toeschouwers: 49.666 Scheidsrechter: Urs Schnyder Video-assistent: Marco Fritz AVAR: Alejandro Hernández |
| 30 november 2023 21:00 uur |                                            |         |      | Stadion: Anfield, Liverpool Toeschouwers: 49.666 Scheidsrechter: Urs Schnyder Video-assistent: Marco Fritz AVAR: Alejandro Hernández |
|                            |                                            |         |      | |

|                            |          |       |                   | |
| 30 november 2023 21:00 uur | Toulouse | 0 – 0 | Union Sint-Gillis | Stadion: Stadium Municipal, Toulouse Toeschouwers: 31.205 Scheidsrechter: Matej Jug Video-assistent: Nejc Kajtazović AVAR: Asmir Sagrković |
| 30 november 2023 21:00 uur | Verslag  |       |                   | Stadion: Stadium Municipal, Toulouse Toeschouwers: 31.205 Scheidsrechter: Matej Jug Video-assistent: Nejc Kajtazović AVAR: Asmir Sagrković |
| 30 november 2023 21:00 uur |          |       |                   | Stadion: Stadium Municipal, Toulouse Toeschouwers: 31.205 Scheidsrechter: Matej Jug Video-assistent: Nejc Kajtazović AVAR: Asmir Sagrković |
| 30 november 2023 21:00 uur |          |       |                   | Stadion: Stadium Municipal, Toulouse Toeschouwers: 31.205 Scheidsrechter: Matej Jug Video-assistent: Nejc Kajtazović AVAR: Asmir Sagrković |
|                            |          |       |                   | |

|                            |                        |         |             | |
| 14 december 2023 21:00 uur | Union Sint-Gillis      | 2 – 1   | Liverpool   | Stadion: Lotto Park, Anderlecht Toeschouwers: 16.959 Scheidsrechter: Orel Grinfeeld Video-assistent: Ziv Adler AVAR: Roi Reinshreiber |
| 14 december 2023 21:00 uur | Amoura 32' Puertas 43' | Verslag | 39' Quansah | Stadion: Lotto Park, Anderlecht Toeschouwers: 16.959 Scheidsrechter: Orel Grinfeeld Video-assistent: Ziv Adler AVAR: Roi Reinshreiber |
| 14 december 2023 21:00 uur |                        |         |             | Stadion: Lotto Park, Anderlecht Toeschouwers: 16.959 Scheidsrechter: Orel Grinfeeld Video-assistent: Ziv Adler AVAR: Roi Reinshreiber |
| 14 december 2023 21:00 uur |                        |         |             | Stadion: Lotto Park, Anderlecht Toeschouwers: 16.959 Scheidsrechter: Orel Grinfeeld Video-assistent: Ziv Adler AVAR: Roi Reinshreiber |
|                            |                        |         |             | |

|                            |              |         |                        | |
| 14 december 2023 21:00 uur | LASK         | 1 – 2   | Toulouse               | Stadion: Raiffeisen Arena, Linz Toeschouwers: 16.100 Scheidsrechter: Fabio Maresca Video-assistent: Daniele Chiffi AVAR: Gianluca Aureliano |
| 14 december 2023 21:00 uur | Ljubičić 61' | Verslag | 54' Dallinga 83' Suazo | Stadion: Raiffeisen Arena, Linz Toeschouwers: 16.100 Scheidsrechter: Fabio Maresca Video-assistent: Daniele Chiffi AVAR: Gianluca Aureliano |
| 14 december 2023 21:00 uur |              |         |                        | Stadion: Raiffeisen Arena, Linz Toeschouwers: 16.100 Scheidsrechter: Fabio Maresca Video-assistent: Daniele Chiffi AVAR: Gianluca Aureliano |
| 14 december 2023 21:00 uur |              |         |                        | Stadion: Raiffeisen Arena, Linz Toeschouwers: 16.100 Scheidsrechter: Fabio Maresca Video-assistent: Daniele Chiffi AVAR: Gianluca Aureliano |
|                            |              |         |                        | |

#### Groep F
| Pos | Team          | Wed | W | G | V | Ptn | DV | DT | +/− | Kwalificatie            |  | VIL   | REN   | MHA   | PAN   |
| --- | ------------- | --- | - | - | - | --- | -- | -- | --- | ----------------------- |  | ----- | ----- | ----- | ----- |
| 1   | Villarreal    | 6   | 4 | 1 | 1 | 13  | 9  | 7  | +2  | Naar de achtste finales |  |       | 1 – 0 | 0 – 0 | 3 – 2 |
| 2   | Stade Rennes  | 6   | 4 | 0 | 2 | 12  | 13 | 6  | +7  | Naar de tussenronde     |  | 2 – 3 |       | 3 – 0 | 3 – 1 |
| 3   | Maccabi Haifa | 6   | 1 | 2 | 3 | 5   | 3  | 9  | −6  | Naar de tussenronde ECL |  | 1 – 2 | 0 – 3 |       | 0 – 0 |
| 4   | Panathinaikos | 6   | 1 | 1 | 4 | 4   | 7  | 10 | −3  |                         |  | 2 – 0 | 1 – 2 | 1 – 2 |       |

##### Wedstrijden
|                             |                          |         |            | |
| 21 september 2023 18:45 uur | Panathinaikos            | 2 – 0   | Villarreal | Stadion: Apostolos Nikolaidisstadion, Athene Toeschouwers: 57.003 Scheidsrechter: Craig Pawson Video-assistent: Darren England AVAR: Peter Bankes |
| 21 september 2023 18:45 uur | Ioannidis 38' Sporar 78' | Verslag |            | Stadion: Apostolos Nikolaidisstadion, Athene Toeschouwers: 57.003 Scheidsrechter: Craig Pawson Video-assistent: Darren England AVAR: Peter Bankes |
| 21 september 2023 18:45 uur |                          |         |            | Stadion: Apostolos Nikolaidisstadion, Athene Toeschouwers: 57.003 Scheidsrechter: Craig Pawson Video-assistent: Darren England AVAR: Peter Bankes |
| 21 september 2023 18:45 uur |                          |         |            | Stadion: Apostolos Nikolaidisstadion, Athene Toeschouwers: 57.003 Scheidsrechter: Craig Pawson Video-assistent: Darren England AVAR: Peter Bankes |
|                             |                          |         |            | |

|                             |                                   |         |               | |
| 21 september 2023 18:45 uur | Stade Rennes                      | 3 – 0   | Maccabi Haifa | Stadion: Roazhon Park, Rennes Toeschouwers: 26.838 Scheidsrechter: Harm Osmers Video-assistent: Bastian Dankert AVAR: Alper Ulusoy |
| 21 september 2023 18:45 uur | Blas 1' Truffert 31' Yıldırım 55' | Verslag |               | Stadion: Roazhon Park, Rennes Toeschouwers: 26.838 Scheidsrechter: Harm Osmers Video-assistent: Bastian Dankert AVAR: Alper Ulusoy |
| 21 september 2023 18:45 uur |                                   |         |               | Stadion: Roazhon Park, Rennes Toeschouwers: 26.838 Scheidsrechter: Harm Osmers Video-assistent: Bastian Dankert AVAR: Alper Ulusoy |
| 21 september 2023 18:45 uur |                                   |         |               | Stadion: Roazhon Park, Rennes Toeschouwers: 26.838 Scheidsrechter: Harm Osmers Video-assistent: Bastian Dankert AVAR: Alper Ulusoy |
|                             |                                   |         |               | |

|                          |             |         |              | |
| 5 oktober 2023 21:00 uur | Villarreal  | 1 – 0   | Stade Rennes | Stadion: Estadio de la Cerámica, Vila-real Toeschouwers: 17.548 Scheidsrechter: Harald Lechner Video-assistent: Alan Kijas AVAR: Bastian Dankert |
| 5 oktober 2023 21:00 uur | Sørloth 36' | Verslag |              | Stadion: Estadio de la Cerámica, Vila-real Toeschouwers: 17.548 Scheidsrechter: Harald Lechner Video-assistent: Alan Kijas AVAR: Bastian Dankert |
| 5 oktober 2023 21:00 uur |             |         |              | Stadion: Estadio de la Cerámica, Vila-real Toeschouwers: 17.548 Scheidsrechter: Harald Lechner Video-assistent: Alan Kijas AVAR: Bastian Dankert |
| 5 oktober 2023 21:00 uur |             |         |              | Stadion: Estadio de la Cerámica, Vila-real Toeschouwers: 17.548 Scheidsrechter: Harald Lechner Video-assistent: Alan Kijas AVAR: Bastian Dankert |
|                          |             |         |              | |

|                          |               |       |               | |
| 5 oktober 2023 21:00 uur | Maccabi Haifa | 0 – 0 | Panathinaikos | Stadion: Sammy Oferstadion, Haifa Toeschouwers: 29.000 Scheidsrechter: António Nobre Video-assistent: Luís Godinho AVAR: Hugo Miguel |
| 5 oktober 2023 21:00 uur | Verslag       |       |               | Stadion: Sammy Oferstadion, Haifa Toeschouwers: 29.000 Scheidsrechter: António Nobre Video-assistent: Luís Godinho AVAR: Hugo Miguel |
| 5 oktober 2023 21:00 uur |               |       |               | Stadion: Sammy Oferstadion, Haifa Toeschouwers: 29.000 Scheidsrechter: António Nobre Video-assistent: Luís Godinho AVAR: Hugo Miguel |
| 5 oktober 2023 21:00 uur |               |       |               | Stadion: Sammy Oferstadion, Haifa Toeschouwers: 29.000 Scheidsrechter: António Nobre Video-assistent: Luís Godinho AVAR: Hugo Miguel |
|                          |               |       |               | |

|                           |                      |         |                                 | |
| 26 oktober 2023 21:00 uur | Panathinaikos        | 1 – 2   | Stade Rennes                    | Stadion: Apostolos Nikolaidisstadion, Athene Toeschouwers: 13.459 Scheidsrechter: João Pinheiro Video-assistent: Luís Godinho AVAR: André Narciso |
| 26 oktober 2023 21:00 uur | Ioannidis 61' (pen.) | Verslag | 7' Gouiri 49' Kalimuendo-Muinga | Stadion: Apostolos Nikolaidisstadion, Athene Toeschouwers: 13.459 Scheidsrechter: João Pinheiro Video-assistent: Luís Godinho AVAR: André Narciso |
| 26 oktober 2023 21:00 uur |                      |         |                                 | Stadion: Apostolos Nikolaidisstadion, Athene Toeschouwers: 13.459 Scheidsrechter: João Pinheiro Video-assistent: Luís Godinho AVAR: André Narciso |
| 26 oktober 2023 21:00 uur |                      |         |                                 | Stadion: Apostolos Nikolaidisstadion, Athene Toeschouwers: 13.459 Scheidsrechter: João Pinheiro Video-assistent: Luís Godinho AVAR: André Narciso |
|                           |                      |         |                                 | |

|                           |                                     |         |                      | |
| 9 november 2023 18:45 uur | Stade Rennes                        | 3 – 1   | Panathinaikos        | Stadion: Roazhon Park, Rennes Toeschouwers: 28.004 Scheidsrechter: William Collum Video-assistent: Nicholas Walsh AVAR: Kevin Clancy |
| 9 november 2023 18:45 uur | Rieder 9' Salah 65' Blas 70' (pen.) | Verslag | 34' (pen.) Ioannidis | Stadion: Roazhon Park, Rennes Toeschouwers: 28.004 Scheidsrechter: William Collum Video-assistent: Nicholas Walsh AVAR: Kevin Clancy |
| 9 november 2023 18:45 uur |                                     |         |                      | Stadion: Roazhon Park, Rennes Toeschouwers: 28.004 Scheidsrechter: William Collum Video-assistent: Nicholas Walsh AVAR: Kevin Clancy |
| 9 november 2023 18:45 uur |                                     |         |                      | Stadion: Roazhon Park, Rennes Toeschouwers: 28.004 Scheidsrechter: William Collum Video-assistent: Nicholas Walsh AVAR: Kevin Clancy |
|                           |                                     |         |                      | |

|                           |               |         |                       | |
| 9 november 2023 18:45 uur | Maccabi Haifa | 1 – 2   | Villarreal            | Stadion: AEK Arena, Larnaca (Cyprus) Scheidsrechter: Mykola Balakin Video-assistent: Pol van Boekel AVAR: Jeroen Manschot |
| 9 november 2023 18:45 uur | Seck 30'      | Verslag | 82' Baena 86' Sørloth | Stadion: AEK Arena, Larnaca (Cyprus) Scheidsrechter: Mykola Balakin Video-assistent: Pol van Boekel AVAR: Jeroen Manschot |
| 9 november 2023 18:45 uur |               |         |                       | Stadion: AEK Arena, Larnaca (Cyprus) Scheidsrechter: Mykola Balakin Video-assistent: Pol van Boekel AVAR: Jeroen Manschot |
| 9 november 2023 18:45 uur |               |         |                       | Stadion: AEK Arena, Larnaca (Cyprus) Scheidsrechter: Mykola Balakin Video-assistent: Pol van Boekel AVAR: Jeroen Manschot |
|                           |               |         |                       | |

|                            |               |         |                                     | |
| 30 november 2023 18:45 uur | Maccabi Haifa | 0 – 3   | Stade Rennes                        | Stadion: Sammy Oferstadion, Haifa Toeschouwers: 0 Scheidsrechter: Horațiu Feșnic Video-assistent: Cătălin Popa AVAR: Andrei Chivulete |
| 30 november 2023 18:45 uur |               | Verslag | 29' Terrier 47' Gouiri 90+3' Rieder | Stadion: Sammy Oferstadion, Haifa Toeschouwers: 0 Scheidsrechter: Horațiu Feșnic Video-assistent: Cătălin Popa AVAR: Andrei Chivulete |
| 30 november 2023 18:45 uur |               |         |                                     | Stadion: Sammy Oferstadion, Haifa Toeschouwers: 0 Scheidsrechter: Horațiu Feșnic Video-assistent: Cătălin Popa AVAR: Andrei Chivulete |
| 30 november 2023 18:45 uur |               |         |                                     | Stadion: Sammy Oferstadion, Haifa Toeschouwers: 0 Scheidsrechter: Horațiu Feșnic Video-assistent: Cătălin Popa AVAR: Andrei Chivulete |
|                            |               |         |                                     | |

|                            |                                    |         |                            | |
| 30 november 2023 21:00 uur | Villarreal                         | 3 – 2   | Panathinaikos              | Stadion: Estadio de la Cerámica, Vila-real Toeschouwers: 16.993 Scheidsrechter: Ivan Kružliak Video-assistent: Bastian Dankert AVAR: Alper Ulusoy |
| 30 november 2023 21:00 uur | Baena 29' Comesaña 34' Morales 47' | Verslag | 66' Palacios 81' Ioannidis | Stadion: Estadio de la Cerámica, Vila-real Toeschouwers: 16.993 Scheidsrechter: Ivan Kružliak Video-assistent: Bastian Dankert AVAR: Alper Ulusoy |
| 30 november 2023 21:00 uur |                                    |         |                            | Stadion: Estadio de la Cerámica, Vila-real Toeschouwers: 16.993 Scheidsrechter: Ivan Kružliak Video-assistent: Bastian Dankert AVAR: Alper Ulusoy |
| 30 november 2023 21:00 uur |                                    |         |                            | Stadion: Estadio de la Cerámica, Vila-real Toeschouwers: 16.993 Scheidsrechter: Ivan Kružliak Video-assistent: Bastian Dankert AVAR: Alper Ulusoy |
|                            |                                    |         |                            | |

|                           |            |       |               | |
| 6 december 2023 21:00 uur | Villarreal | 0 – 0 | Maccabi Haifa | Stadion: Estadio de la Cerámica, Vila-real Toeschouwers: 9.365 Scheidsrechter: Nicholas Walsh Video-assistent: Stuart Attwell AVAR: Greg Aitken |
| 6 december 2023 21:00 uur | Verslag    |       |               | Stadion: Estadio de la Cerámica, Vila-real Toeschouwers: 9.365 Scheidsrechter: Nicholas Walsh Video-assistent: Stuart Attwell AVAR: Greg Aitken |
| 6 december 2023 21:00 uur |            |       |               | Stadion: Estadio de la Cerámica, Vila-real Toeschouwers: 9.365 Scheidsrechter: Nicholas Walsh Video-assistent: Stuart Attwell AVAR: Greg Aitken |
| 6 december 2023 21:00 uur |            |       |               | Stadion: Estadio de la Cerámica, Vila-real Toeschouwers: 9.365 Scheidsrechter: Nicholas Walsh Video-assistent: Stuart Attwell AVAR: Greg Aitken |
|                           |            |       |               | |

|                            |                       |         |                                           | |
| 14 december 2023 18:45 uur | Stade Rennes          | 2 – 3   | Villarreal                                | Stadion: Roazhon Park, Rennes Toeschouwers: 27.761 Scheidsrechter: Atilla Karaoglan Video-assistent: Massimiliano Irrati AVAR: Paolo Valeri |
| 14 december 2023 18:45 uur | Assignon 37' Blas 79' | Verslag | 36' (pen.) Moreno 62' Akhomach 80' Parejo | Stadion: Roazhon Park, Rennes Toeschouwers: 27.761 Scheidsrechter: Atilla Karaoglan Video-assistent: Massimiliano Irrati AVAR: Paolo Valeri |
| 14 december 2023 18:45 uur |                       |         |                                           | Stadion: Roazhon Park, Rennes Toeschouwers: 27.761 Scheidsrechter: Atilla Karaoglan Video-assistent: Massimiliano Irrati AVAR: Paolo Valeri |
| 14 december 2023 18:45 uur |                       |         |                                           | Stadion: Roazhon Park, Rennes Toeschouwers: 27.761 Scheidsrechter: Atilla Karaoglan Video-assistent: Massimiliano Irrati AVAR: Paolo Valeri |
|                            |                       |         |                                           | |

|                            |               |         |                     | |
| 14 december 2023 18:45 uur | Panathinaikos | 1 – 2   | Maccabi Haifa       | Stadion: Apostolos Nikolaidisstadion, Athene Toeschouwers: 13.121 Scheidsrechter: Georgi Kabakov Video-assistent: Dragomir Draganov AVAR: Ivaylo Stoyanov |
| 14 december 2023 18:45 uur | Ioannidis 89' | Verslag | 20' David 74' Chery | Stadion: Apostolos Nikolaidisstadion, Athene Toeschouwers: 13.121 Scheidsrechter: Georgi Kabakov Video-assistent: Dragomir Draganov AVAR: Ivaylo Stoyanov |
| 14 december 2023 18:45 uur |               |         |                     | Stadion: Apostolos Nikolaidisstadion, Athene Toeschouwers: 13.121 Scheidsrechter: Georgi Kabakov Video-assistent: Dragomir Draganov AVAR: Ivaylo Stoyanov |
| 14 december 2023 18:45 uur |               |         |                     | Stadion: Apostolos Nikolaidisstadion, Athene Toeschouwers: 13.121 Scheidsrechter: Georgi Kabakov Video-assistent: Dragomir Draganov AVAR: Ivaylo Stoyanov |
|                            |               |         |                     | |

#### Groep G
| Pos | Team             | Wed | W | G | V | Ptn | DV | DT | +/− | Kwalificatie            |  | SLP   | ROM   | SER   | SHE   |
| --- | ---------------- | --- | - | - | - | --- | -- | -- | --- | ----------------------- |  | ----- | ----- | ----- | ----- |
| 1   | Slavia Praag     | 6   | 5 | 0 | 1 | 15  | 17 | 4  | +13 | Naar de achtste finales |  |       | 2 – 0 | 4 – 0 | 6 – 0 |
| 2   | AS Roma          | 6   | 4 | 1 | 1 | 13  | 12 | 4  | +8  | Naar de tussenronde     |  | 2 – 0 |       | 4 – 0 | 3 – 0 |
| 3   | Servette         | 6   | 1 | 2 | 3 | 5   | 4  | 13 | −9  | Naar de tussenronde ECL |  | 0 – 2 | 1 – 1 |       | 2 – 1 |
| 4   | Sheriff Tiraspol | 6   | 0 | 1 | 5 | 1   | 5  | 17 | −12 |                         |  | 2 – 3 | 1 – 2 | 1 – 1 |       |

##### Wedstrijden
|                             |                  |         |                              | |
| 21 september 2023 18:45 uur | Sheriff Tiraspol | 1 – 2   | AS Roma                      | Stadion: Sheriffstadion, Tiraspol Toeschouwers: 10.711 Scheidsrechter: Andris Treimanis Video-assistent: Bastian Dingert AVAR: Benjamin Brand |
| 21 september 2023 18:45 uur | Tovar 57'        | Verslag | 45+4' (e.d.) Kiki 65' Lukaku | Stadion: Sheriffstadion, Tiraspol Toeschouwers: 10.711 Scheidsrechter: Andris Treimanis Video-assistent: Bastian Dingert AVAR: Benjamin Brand |
| 21 september 2023 18:45 uur |                  |         |                              | Stadion: Sheriffstadion, Tiraspol Toeschouwers: 10.711 Scheidsrechter: Andris Treimanis Video-assistent: Bastian Dingert AVAR: Benjamin Brand |
| 21 september 2023 18:45 uur |                  |         |                              | Stadion: Sheriffstadion, Tiraspol Toeschouwers: 10.711 Scheidsrechter: Andris Treimanis Video-assistent: Bastian Dingert AVAR: Benjamin Brand |
|                             |                  |         |                              | |

|                             |          |         |                       | |
| 21 september 2023 18:45 uur | Servette | 0 – 2   | Slavia Praag          | Stadion: Stade de Genève, Lancy Toeschouwers: 19.783 Scheidsrechter: Giorgi Kroeasjvili Video-assistent: Pawel Pskit AVAR: Piotr Lasyk |
| 21 september 2023 18:45 uur |          | Verslag | 32' Masopust 58' Ogbu | Stadion: Stade de Genève, Lancy Toeschouwers: 19.783 Scheidsrechter: Giorgi Kroeasjvili Video-assistent: Pawel Pskit AVAR: Piotr Lasyk |
| 21 september 2023 18:45 uur |          |         |                       | Stadion: Stade de Genève, Lancy Toeschouwers: 19.783 Scheidsrechter: Giorgi Kroeasjvili Video-assistent: Pawel Pskit AVAR: Piotr Lasyk |
| 21 september 2023 18:45 uur |          |         |                       | Stadion: Stade de Genève, Lancy Toeschouwers: 19.783 Scheidsrechter: Giorgi Kroeasjvili Video-assistent: Pawel Pskit AVAR: Piotr Lasyk |
|                             |          |         |                       | |

|                          |                                            |         |          | |
| 5 oktober 2023 21:00 uur | AS Roma                                    | 4 – 0   | Servette | Stadion: Olympisch Stadion, Rome Toeschouwers: 55.764 Scheidsrechter: Igor Pajac Video-assistent: Ivan Bebek AVAR: Juan Martínez Munuera |
| 5 oktober 2023 21:00 uur | Lukaku 21' Belotti 46', 59' Pellegrini 52' | Verslag |          | Stadion: Olympisch Stadion, Rome Toeschouwers: 55.764 Scheidsrechter: Igor Pajac Video-assistent: Ivan Bebek AVAR: Juan Martínez Munuera |
| 5 oktober 2023 21:00 uur |                                            |         |          | Stadion: Olympisch Stadion, Rome Toeschouwers: 55.764 Scheidsrechter: Igor Pajac Video-assistent: Ivan Bebek AVAR: Juan Martínez Munuera |
| 5 oktober 2023 21:00 uur |                                            |         |          | Stadion: Olympisch Stadion, Rome Toeschouwers: 55.764 Scheidsrechter: Igor Pajac Video-assistent: Ivan Bebek AVAR: Juan Martínez Munuera |
|                          |                                            |         |          | |

|                          |                                                                     |         |                  | |
| 5 oktober 2023 21:00 uur | Slavia Praag                                                        | 6 – 0   | Sheriff Tiraspol | Stadion: Fortuna Arena, Praag Toeschouwers: 17.843 Scheidsrechter: Willy Delajod Video-assistent: Pierre Gaillouste AVAR: Bastien Dechepy |
| 5 oktober 2023 21:00 uur | Chytil 4', 71' Ogbu 7' Garananga 39' (e.d.) Schranz 47' Doudera 58' | Verslag |                  | Stadion: Fortuna Arena, Praag Toeschouwers: 17.843 Scheidsrechter: Willy Delajod Video-assistent: Pierre Gaillouste AVAR: Bastien Dechepy |
| 5 oktober 2023 21:00 uur |                                                                     |         |                  | Stadion: Fortuna Arena, Praag Toeschouwers: 17.843 Scheidsrechter: Willy Delajod Video-assistent: Pierre Gaillouste AVAR: Bastien Dechepy |
| 5 oktober 2023 21:00 uur |                                                                     |         |                  | Stadion: Fortuna Arena, Praag Toeschouwers: 17.843 Scheidsrechter: Willy Delajod Video-assistent: Pierre Gaillouste AVAR: Bastien Dechepy |
|                          |                                                                     |         |                  | |

|                           |                    |         |              | |
| 26 oktober 2023 21:00 uur | AS Roma            | 2 – 0   | Slavia Praag | Stadion: Olympisch Stadion, Rome Scheidsrechter: Espen Eskås Video-assistent: Bastian Dankert AVAR: Benoît Millot |
| 26 oktober 2023 21:00 uur | Bove 1' Lukaku 14' | Verslag |              | Stadion: Olympisch Stadion, Rome Scheidsrechter: Espen Eskås Video-assistent: Bastian Dankert AVAR: Benoît Millot |
| 26 oktober 2023 21:00 uur |                    |         |              | Stadion: Olympisch Stadion, Rome Scheidsrechter: Espen Eskås Video-assistent: Bastian Dankert AVAR: Benoît Millot |
| 26 oktober 2023 21:00 uur |                    |         |              | Stadion: Olympisch Stadion, Rome Scheidsrechter: Espen Eskås Video-assistent: Bastian Dankert AVAR: Benoît Millot |
|                           |                    |         |              | |

|                           |                  |         |              | |
| 26 oktober 2023 21:00 uur | Sheriff Tiraspol | 1 – 1   | Servette     | Stadion: Sheriffstadion, Tiraspol Toeschouwers: 2.834 Scheidsrechter: John Brooks Video-assistent: David Coote AVAR: Chris Kavanagh |
| 26 oktober 2023 21:00 uur | Ankeye 80'       | Verslag | 41' Crivelli | Stadion: Sheriffstadion, Tiraspol Toeschouwers: 2.834 Scheidsrechter: John Brooks Video-assistent: David Coote AVAR: Chris Kavanagh |
| 26 oktober 2023 21:00 uur |                  |         |              | Stadion: Sheriffstadion, Tiraspol Toeschouwers: 2.834 Scheidsrechter: John Brooks Video-assistent: David Coote AVAR: Chris Kavanagh |
| 26 oktober 2023 21:00 uur |                  |         |              | Stadion: Sheriffstadion, Tiraspol Toeschouwers: 2.834 Scheidsrechter: John Brooks Video-assistent: David Coote AVAR: Chris Kavanagh |
|                           |                  |         |              | |

|                           |                                 |         |                                                      | |
| 9 november 2023 18:45 uur | Servette                        | 2 – 1   | Sheriff Tiraspol                                     | Stadion: Stade de Genève, Lancy Toeschouwers: 15.822 Scheidsrechter: Manfredas Lukjančukas Video-assistent: Clay Ruperti AVAR: Erwin Blank |
| 9 november 2023 18:45 uur | Rouiller 84' Bedia 90+2' (pen.) | Verslag | 12' (e.d.) Severin 80', 90' Zouhouri 90', 90+8' Kiki | Stadion: Stade de Genève, Lancy Toeschouwers: 15.822 Scheidsrechter: Manfredas Lukjančukas Video-assistent: Clay Ruperti AVAR: Erwin Blank |
| 9 november 2023 18:45 uur |                                 |         |                                                      | Stadion: Stade de Genève, Lancy Toeschouwers: 15.822 Scheidsrechter: Manfredas Lukjančukas Video-assistent: Clay Ruperti AVAR: Erwin Blank |
| 9 november 2023 18:45 uur |                                 |         |                                                      | Stadion: Stade de Genève, Lancy Toeschouwers: 15.822 Scheidsrechter: Manfredas Lukjančukas Video-assistent: Clay Ruperti AVAR: Erwin Blank |
|                           |                                 |         |                                                      | |

|                           |                          |         |         | |
| 9 november 2023 18:45 uur | Slavia Praag             | 2 – 0   | AS Roma | Stadion: Fortuna Arena, Praag Toeschouwers: 19.265 Scheidsrechter: François Letexier Video-assistent: Nejc Kajtazović AVAR: Benoît Bastien |
| 9 november 2023 18:45 uur | Jurecka 50' Masopust 74' | Verslag |         | Stadion: Fortuna Arena, Praag Toeschouwers: 19.265 Scheidsrechter: François Letexier Video-assistent: Nejc Kajtazović AVAR: Benoît Bastien |
| 9 november 2023 18:45 uur |                          |         |         | Stadion: Fortuna Arena, Praag Toeschouwers: 19.265 Scheidsrechter: François Letexier Video-assistent: Nejc Kajtazović AVAR: Benoît Bastien |
| 9 november 2023 18:45 uur |                          |         |         | Stadion: Fortuna Arena, Praag Toeschouwers: 19.265 Scheidsrechter: François Letexier Video-assistent: Nejc Kajtazović AVAR: Benoît Bastien |
|                           |                          |         |         | |

|                            |           |         |            | |
| 30 november 2023 21:00 uur | Servette  | 1 – 1   | AS Roma    | Stadion: Stade de Genève, Lancy Toeschouwers: 28.534 Scheidsrechter: Daniel Stefański Video-assistent: Piotr Lasyk AVAR: Pawel Pskit |
| 30 november 2023 21:00 uur | Bedia 50' | Verslag | 21' Lukaku | Stadion: Stade de Genève, Lancy Toeschouwers: 28.534 Scheidsrechter: Daniel Stefański Video-assistent: Piotr Lasyk AVAR: Pawel Pskit |
| 30 november 2023 21:00 uur |           |         |            | Stadion: Stade de Genève, Lancy Toeschouwers: 28.534 Scheidsrechter: Daniel Stefański Video-assistent: Piotr Lasyk AVAR: Pawel Pskit |
| 30 november 2023 21:00 uur |           |         |            | Stadion: Stade de Genève, Lancy Toeschouwers: 28.534 Scheidsrechter: Daniel Stefański Video-assistent: Piotr Lasyk AVAR: Pawel Pskit |
|                            |           |         |            | |

|                            |                         |         |                                              | |
| 30 november 2023 21:00 uur | Sheriff Tiraspol        | 2 – 3   | Slavia Praag                                 | Stadion: Sheriffstadion, Tiraspol Toeschouwers: 1.520 Scheidsrechter: Christian-Petru Ciochirca Video-assistent: Alan Kijas AVAR: Josef Spurny |
| 30 november 2023 21:00 uur | Tovar 45+3' Mbekeli 56' | Verslag | 19' Jurečka 78' Zafeiris 90+5' (pen.) Tijani | Stadion: Sheriffstadion, Tiraspol Toeschouwers: 1.520 Scheidsrechter: Christian-Petru Ciochirca Video-assistent: Alan Kijas AVAR: Josef Spurny |
| 30 november 2023 21:00 uur |                         |         |                                              | Stadion: Sheriffstadion, Tiraspol Toeschouwers: 1.520 Scheidsrechter: Christian-Petru Ciochirca Video-assistent: Alan Kijas AVAR: Josef Spurny |
| 30 november 2023 21:00 uur |                         |         |                                              | Stadion: Sheriffstadion, Tiraspol Toeschouwers: 1.520 Scheidsrechter: Christian-Petru Ciochirca Video-assistent: Alan Kijas AVAR: Josef Spurny |
|                            |                         |         |                                              | |

|                            |                                      |         |                  | |
| 14 december 2023 18:45 uur | AS Roma                              | 3 – 0   | Sheriff Tiraspol | Stadion: Olympisch Stadion, Rome Toeschouwers: 47.803 Scheidsrechter: Jérôme Brisard Video-assistent: Benoît Millot AVAR: Rob Dieperink |
| 14 december 2023 18:45 uur | Lukaku 11' Belotti 32' Pisilli 90+3' | Verslag |                  | Stadion: Olympisch Stadion, Rome Toeschouwers: 47.803 Scheidsrechter: Jérôme Brisard Video-assistent: Benoît Millot AVAR: Rob Dieperink |
| 14 december 2023 18:45 uur |                                      |         |                  | Stadion: Olympisch Stadion, Rome Toeschouwers: 47.803 Scheidsrechter: Jérôme Brisard Video-assistent: Benoît Millot AVAR: Rob Dieperink |
| 14 december 2023 18:45 uur |                                      |         |                  | Stadion: Olympisch Stadion, Rome Toeschouwers: 47.803 Scheidsrechter: Jérôme Brisard Video-assistent: Benoît Millot AVAR: Rob Dieperink |
|                            |                                      |         |                  | |

|                            |                                           |         |          | |
| 14 december 2023 18:45 uur | Slavia Praag                              | 4 – 0   | Servette | Stadion: Fortuna Arena, Praag Toeschouwers: 18.380 Scheidsrechter: Nicholas Walsh Video-assistent: Chris Kavanagh AVAR: Donald Robertson |
| 14 december 2023 18:45 uur | Douděra 15' Schranz 25' Chytil 30', 45+1' | Verslag |          | Stadion: Fortuna Arena, Praag Toeschouwers: 18.380 Scheidsrechter: Nicholas Walsh Video-assistent: Chris Kavanagh AVAR: Donald Robertson |
| 14 december 2023 18:45 uur |                                           |         |          | Stadion: Fortuna Arena, Praag Toeschouwers: 18.380 Scheidsrechter: Nicholas Walsh Video-assistent: Chris Kavanagh AVAR: Donald Robertson |
| 14 december 2023 18:45 uur |                                           |         |          | Stadion: Fortuna Arena, Praag Toeschouwers: 18.380 Scheidsrechter: Nicholas Walsh Video-assistent: Chris Kavanagh AVAR: Donald Robertson |
|                            |                                           |         |          | |

#### Groep H
| Pos | Team             | Wed | W | G | V | Ptn | DV | DT | +/− | Kwalificatie            |  | LEV   | QAR   | MOL   | HAC   |
| --- | ---------------- | --- | - | - | - | --- | -- | -- | --- | ----------------------- |  | ----- | ----- | ----- | ----- |
| 1   | Bayer Leverkusen | 6   | 6 | 0 | 0 | 18  | 19 | 3  | +16 | Naar de achtste finales |  |       | 5 – 1 | 5 – 1 | 4 – 0 |
| 2   | Qarabağ          | 6   | 3 | 1 | 2 | 10  | 7  | 9  | −2  | Naar de tussenronde     |  | 0 – 1 |       | 1 – 0 | 2 – 1 |
| 3   | Molde            | 6   | 2 | 1 | 3 | 7   | 12 | 12 | 0   | Naar de tussenronde ECL |  | 1 – 2 | 2 – 2 |       | 5 – 1 |
| 4   | BK Häcken        | 6   | 0 | 0 | 6 | 0   | 3  | 17 | −14 |                         |  | 0 – 2 | 0 – 1 | 1 – 3 |       |

##### Wedstrijden
|                             |             |         |       | |
| 21 september 2023 18:45 uur | Qarabağ     | 1 – 0   | Molde | Stadion: Tofikh Bakhramovstadion, Bakoe Toeschouwers: 26.500 Scheidsrechter: John Beaton Video-assistent: Nicholas Walsh AVAR: Steven McLean |
| 21 september 2023 18:45 uur | Andrade 55' | Verslag |       | Stadion: Tofikh Bakhramovstadion, Bakoe Toeschouwers: 26.500 Scheidsrechter: John Beaton Video-assistent: Nicholas Walsh AVAR: Steven McLean |
| 21 september 2023 18:45 uur |             |         |       | Stadion: Tofikh Bakhramovstadion, Bakoe Toeschouwers: 26.500 Scheidsrechter: John Beaton Video-assistent: Nicholas Walsh AVAR: Steven McLean |
| 21 september 2023 18:45 uur |             |         |       | Stadion: Tofikh Bakhramovstadion, Bakoe Toeschouwers: 26.500 Scheidsrechter: John Beaton Video-assistent: Nicholas Walsh AVAR: Steven McLean |
|                             |             |         |       | |

|                             |                                             |         |           | |
| 21 september 2023 18:45 uur | Bayer Leverkusen                            | 4 – 0   | BK Häcken | Stadion: BayArena, Leverkusen Toeschouwers: 25.402 Scheidsrechter: Manfredas Lukjančukas Video-assistent: Massimiliano Irrati AVAR: Abdulkadir Bitigen |
| 21 september 2023 18:45 uur | Wirtz 10' Adli 16' Boniface 66' Hofmann 70' | Verslag |           | Stadion: BayArena, Leverkusen Toeschouwers: 25.402 Scheidsrechter: Manfredas Lukjančukas Video-assistent: Massimiliano Irrati AVAR: Abdulkadir Bitigen |
| 21 september 2023 18:45 uur |                                             |         |           | Stadion: BayArena, Leverkusen Toeschouwers: 25.402 Scheidsrechter: Manfredas Lukjančukas Video-assistent: Massimiliano Irrati AVAR: Abdulkadir Bitigen |
| 21 september 2023 18:45 uur |                                             |         |           | Stadion: BayArena, Leverkusen Toeschouwers: 25.402 Scheidsrechter: Manfredas Lukjančukas Video-assistent: Massimiliano Irrati AVAR: Abdulkadir Bitigen |
|                             |                                             |         |           | |

|                          |             |         |                        | |
| 5 oktober 2023 21:00 uur | Molde       | 1 – 2   | Bayer Leverkusen       | Stadion: Akerstadion, Molde Toeschouwers: 8.190 Scheidsrechter: Anastasios Papapetrou Video-assistent: Evangelos Manouchos AVAR: Angelos Evangelou |
| 5 oktober 2023 21:00 uur | Breivik 87' | Verslag | 14' Frimpong 18' Tella | Stadion: Akerstadion, Molde Toeschouwers: 8.190 Scheidsrechter: Anastasios Papapetrou Video-assistent: Evangelos Manouchos AVAR: Angelos Evangelou |
| 5 oktober 2023 21:00 uur |             |         |                        | Stadion: Akerstadion, Molde Toeschouwers: 8.190 Scheidsrechter: Anastasios Papapetrou Video-assistent: Evangelos Manouchos AVAR: Angelos Evangelou |
| 5 oktober 2023 21:00 uur |             |         |                        | Stadion: Akerstadion, Molde Toeschouwers: 8.190 Scheidsrechter: Anastasios Papapetrou Video-assistent: Evangelos Manouchos AVAR: Angelos Evangelou |
|                          |             |         |                        | |

|                          |           |         |             | |
| 5 oktober 2023 21:00 uur | BK Häcken | 0 – 1   | Qarabağ     | Stadion: Bravida Arena, Göteborg Toeschouwers: 8.124 Scheidsrechter: Sebastian Gishamer Video-assistent: Christian-Petru Ciochirca AVAR: Alexander Harkam |
| 5 oktober 2023 21:00 uur |           | Verslag | 70' Juninho | Stadion: Bravida Arena, Göteborg Toeschouwers: 8.124 Scheidsrechter: Sebastian Gishamer Video-assistent: Christian-Petru Ciochirca AVAR: Alexander Harkam |
| 5 oktober 2023 21:00 uur |           |         |             | Stadion: Bravida Arena, Göteborg Toeschouwers: 8.124 Scheidsrechter: Sebastian Gishamer Video-assistent: Christian-Petru Ciochirca AVAR: Alexander Harkam |
| 5 oktober 2023 21:00 uur |           |         |             | Stadion: Bravida Arena, Göteborg Toeschouwers: 8.124 Scheidsrechter: Sebastian Gishamer Video-assistent: Christian-Petru Ciochirca AVAR: Alexander Harkam |
|                          |           |         |             | |

|                           |                                                           |         |                 | |
| 26 oktober 2023 18:45 uur | Molde                                                     | 5 – 1   | BK Häcken       | Stadion: Akerstadion, Molde Toeschouwers: 5.870 Scheidsrechter: Urs Schnyder Video-assistent: Fedayi San AVAR: Esther Staubli |
| 26 oktober 2023 18:45 uur | Gulbrandsen 6' Eikrem 27', 55' Breivik 30' Bjørnbak 90+3' | Verslag | 21' Lamin Sonko | Stadion: Akerstadion, Molde Toeschouwers: 5.870 Scheidsrechter: Urs Schnyder Video-assistent: Fedayi San AVAR: Esther Staubli |
| 26 oktober 2023 18:45 uur |                                                           |         |                 | Stadion: Akerstadion, Molde Toeschouwers: 5.870 Scheidsrechter: Urs Schnyder Video-assistent: Fedayi San AVAR: Esther Staubli |
| 26 oktober 2023 18:45 uur |                                                           |         |                 | Stadion: Akerstadion, Molde Toeschouwers: 5.870 Scheidsrechter: Urs Schnyder Video-assistent: Fedayi San AVAR: Esther Staubli |
|                           |                                                           |         |                 | |

|                           |                                                     |         |                     | |
| 26 oktober 2023 21:00 uur | Bayer Leverkusen                                    | 5 – 1   | Qarabağ             | Stadion: BayArena, Leverkusen Toeschouwers: 29.039 Scheidsrechter: Horațiu Feșnic Video-assistent: Tiago Martins AVAR: Paolo Valeri |
| 26 oktober 2023 21:00 uur | Wirtz 4' Grimaldo 29', 54' Boniface 35' Tapsoba 57' | Verslag | 16' (pen.) Bayramov | Stadion: BayArena, Leverkusen Toeschouwers: 29.039 Scheidsrechter: Horațiu Feșnic Video-assistent: Tiago Martins AVAR: Paolo Valeri |
| 26 oktober 2023 21:00 uur |                                                     |         |                     | Stadion: BayArena, Leverkusen Toeschouwers: 29.039 Scheidsrechter: Horațiu Feșnic Video-assistent: Tiago Martins AVAR: Paolo Valeri |
| 26 oktober 2023 21:00 uur |                                                     |         |                     | Stadion: BayArena, Leverkusen Toeschouwers: 29.039 Scheidsrechter: Horațiu Feșnic Video-assistent: Tiago Martins AVAR: Paolo Valeri |
|                           |                                                     |         |                     | |

|                           |         |         |                       | |
| 9 november 2023 18:45 uur | Qarabağ | 0 – 1   | Bayer Leverkusen      | Stadion: Tofikh Bakhramovstadion, Bakoe Toeschouwers: 30.055 Scheidsrechter: Craig Pawson Video-assistent: Jarred Gillett AVAR: Michael Salisbury |
| 9 november 2023 18:45 uur |         | Verslag | 90+4' (pen.) Boniface | Stadion: Tofikh Bakhramovstadion, Bakoe Toeschouwers: 30.055 Scheidsrechter: Craig Pawson Video-assistent: Jarred Gillett AVAR: Michael Salisbury |
| 9 november 2023 18:45 uur |         |         |                       | Stadion: Tofikh Bakhramovstadion, Bakoe Toeschouwers: 30.055 Scheidsrechter: Craig Pawson Video-assistent: Jarred Gillett AVAR: Michael Salisbury |
| 9 november 2023 18:45 uur |         |         |                       | Stadion: Tofikh Bakhramovstadion, Bakoe Toeschouwers: 30.055 Scheidsrechter: Craig Pawson Video-assistent: Jarred Gillett AVAR: Michael Salisbury |
|                           |         |         |                       | |

|                           |            |         |                                  | |
| 9 november 2023 21:00 uur | BK Häcken  | 1 – 3   | Molde                            | Stadion: Bravida Arena, Göteborg Toeschouwers: 5.106 Scheidsrechter: Donald Robertson Video-assistent: Andrew Dallas AVAR: Greg Aitken |
| 9 november 2023 21:00 uur | Hrstic 65' | Verslag | 16' Gulbrandsen 24', 86' Eriksen | Stadion: Bravida Arena, Göteborg Toeschouwers: 5.106 Scheidsrechter: Donald Robertson Video-assistent: Andrew Dallas AVAR: Greg Aitken |
| 9 november 2023 21:00 uur |            |         |                                  | Stadion: Bravida Arena, Göteborg Toeschouwers: 5.106 Scheidsrechter: Donald Robertson Video-assistent: Andrew Dallas AVAR: Greg Aitken |
| 9 november 2023 21:00 uur |            |         |                                  | Stadion: Bravida Arena, Göteborg Toeschouwers: 5.106 Scheidsrechter: Donald Robertson Video-assistent: Andrew Dallas AVAR: Greg Aitken |
|                           |            |         |                                  | |

|                            |                  |         |                               | |
| 30 november 2023 21:00 uur | Molde            | 2 – 2   | Qarabağ                       | Stadion: Akerstadion, Molde Toeschouwers: 5.291 Scheidsrechter: Erik Lambrechts Video-assistent: Benoît Millot AVAR: Jan Boterberg |
| 30 november 2023 21:00 uur | Eriksen 82', 87' | Verslag | 11' Juninho 90+5' Mustafazadə | Stadion: Akerstadion, Molde Toeschouwers: 5.291 Scheidsrechter: Erik Lambrechts Video-assistent: Benoît Millot AVAR: Jan Boterberg |
| 30 november 2023 21:00 uur |                  |         |                               | Stadion: Akerstadion, Molde Toeschouwers: 5.291 Scheidsrechter: Erik Lambrechts Video-assistent: Benoît Millot AVAR: Jan Boterberg |
| 30 november 2023 21:00 uur |                  |         |                               | Stadion: Akerstadion, Molde Toeschouwers: 5.291 Scheidsrechter: Erik Lambrechts Video-assistent: Benoît Millot AVAR: Jan Boterberg |
|                            |                  |         |                               | |

|                            |           |         |                         | |
| 30 november 2023 21:00 uur | BK Häcken | 0 – 2   | Bayer Leverkusen        | Stadion: Bravida Arena, Göteborg Toeschouwers: 11.234 Scheidsrechter: Julian Weinberger Video-assistent: Manuel Schüttengruber AVAR: Walter Altmann |
| 30 november 2023 21:00 uur |           | Verslag | 14' Boniface 74' Schick | Stadion: Bravida Arena, Göteborg Toeschouwers: 11.234 Scheidsrechter: Julian Weinberger Video-assistent: Manuel Schüttengruber AVAR: Walter Altmann |
| 30 november 2023 21:00 uur |           |         |                         | Stadion: Bravida Arena, Göteborg Toeschouwers: 11.234 Scheidsrechter: Julian Weinberger Video-assistent: Manuel Schüttengruber AVAR: Walter Altmann |
| 30 november 2023 21:00 uur |           |         |                         | Stadion: Bravida Arena, Göteborg Toeschouwers: 11.234 Scheidsrechter: Julian Weinberger Video-assistent: Manuel Schüttengruber AVAR: Walter Altmann |
|                            |           |         |                         | |

|                            |                                                                  |         |              | |
| 14 december 2023 18:45 uur | Bayer Leverkusen                                                 | 5 – 1   | Molde        | Stadion: BayArena, Leverkusen Toeschouwers: 28.504 Scheidsrechter: Robert Jones Video-assistent: David Coote AVAR: Dennis Higler |
| 14 december 2023 18:45 uur | Schick 5' Tapsoba 22' Ellingsen 25' (e.d.) Hložek 60' Mbamba 70' | Verslag | 75' Kitolano | Stadion: BayArena, Leverkusen Toeschouwers: 28.504 Scheidsrechter: Robert Jones Video-assistent: David Coote AVAR: Dennis Higler |
| 14 december 2023 18:45 uur |                                                                  |         |              | Stadion: BayArena, Leverkusen Toeschouwers: 28.504 Scheidsrechter: Robert Jones Video-assistent: David Coote AVAR: Dennis Higler |
| 14 december 2023 18:45 uur |                                                                  |         |              | Stadion: BayArena, Leverkusen Toeschouwers: 28.504 Scheidsrechter: Robert Jones Video-assistent: David Coote AVAR: Dennis Higler |
|                            |                                                                  |         |              | |

|                            |                                     |         |                       | |
| 14 december 2023 18:45 uur | Qarabağ                             | 2 – 1   | BK Häcken             | Stadion: Tofikh Bakhramovstadion, Bakoe Toeschouwers: 28.515 Scheidsrechter: Juxhin Xhaja Video-assistent: Luca Pairetto AVAR: Valerio Marini |
| 14 december 2023 18:45 uur | Andrade 1' Benzia 45+3' Vešović 56' | Verslag | 90+4' (e.d.) Hüseynov | Stadion: Tofikh Bakhramovstadion, Bakoe Toeschouwers: 28.515 Scheidsrechter: Juxhin Xhaja Video-assistent: Luca Pairetto AVAR: Valerio Marini |
| 14 december 2023 18:45 uur |                                     |         |                       | Stadion: Tofikh Bakhramovstadion, Bakoe Toeschouwers: 28.515 Scheidsrechter: Juxhin Xhaja Video-assistent: Luca Pairetto AVAR: Valerio Marini |
| 14 december 2023 18:45 uur |                                     |         |                       | Stadion: Tofikh Bakhramovstadion, Bakoe Toeschouwers: 28.515 Scheidsrechter: Juxhin Xhaja Video-assistent: Luca Pairetto AVAR: Valerio Marini |
|                            |                                     |         |                       | |

### Knock-outfase
- Er gaan 24 teams door naar de knock-outfase: de acht groepswinnaars, de acht nummers twee van de acht groepen uit de Europa League groepsfase en aangevuld met 8 nummers 3 van de groepsfase van de Champions League.
- In de knock-outfase wordt er eerst een tussenronde gespeeld tussen de acht nummers twee van de groepsfase van de Europa League en de 8 nummers 3 van de groepsfase van de Champions League.
- Tijdens de loting voor de tussenronde hebben de acht nummers twee een geplaatste status en de 8 nummers 3 van de groepsfase van de Champions League hebben een ongeplaatste status. De geplaatste teams worden geloot tegen de ongeplaatste teams. Ploegen uit dezelfde landen kunnen in de tussenronde niet tegen elkaar loten, maar dit geldt ook voor de achtste finales.
- De acht groepswinnaars stromen weer bij de achtste finales in, hierbij hebben de acht groepswinnaars een geplaatste status en de acht winnaars van de tussenronde hebben een ongeplaatste status.
- De geplaatste teams in de tussenronde en de achtste finale spelen hun tweede wedstrijd thuis.
- Vanaf de kwartfinales is er geen geplaatste en ongeplaatste status meer en kan iedereen elkaar loten.

#### Schema
|  | Tussenronde         | Tussenronde         | Tussenronde            | Tussenronde      |                                |    | Achtste finales | Achtste finales | Achtste finales | Achtste finales |  |  | Kwartfinales | Kwartfinales | Kwartfinales | Kwartfinales |  |  | Halve finales | Halve finales | Halve finales | Halve finales |  |  | Finale | Finale | Finale | Finale |
|  |                     |                     |                        |                  |                                |    |                 |                 |                 |                 |  |  |              |              |              |              |  |  |               |               |               |               |  |  |        |        |        |        |
|  | 15 + 22 feb         |                     |                        |                  |                                |    |                 |                 |                 |                 |  |  |              |              |              |              |  |  |               |               |               |               |  |  |        |        |        |        |
|  |                     |                     |                        |                  |                                |    |                 |                 |                 |                 |  |  |              |              |              |              |  |  |               |               |               |               |  |  |        |        |        |        |
|  | SL Benfica          | 2                   | 0                      | 2                |                                |    |                 |                 |                 |                 |  |  |              |              |              |              |  |  |               |               |               |               |  |  |        |        |        |        |
|  | SL Benfica          | 2                   | 0                      | 2                | 7 + 14 mrt                     |    |                 |                 |                 |                 |  |  |              |              |              |              |  |  |               |               |               |               |  |  |        |        |        |        |
|  | Toulouse FC         | 1                   | 0                      | 1                |                                |    |                 |                 |                 |                 |  |  |              |              |              |              |  |  |               |               |               |               |  |  |        |        |        |        |
|  | Toulouse FC         | 1                   | 0                      | 1                | SL Benfica                     | 2  | 1               | 3               |                 |                 |  |  |              |              |              |              |  |  |               |               |               |               |  |  |        |        |        |        |
|  |                     |                     |                        |                  | SL Benfica                     | 2  | 1               | 3               |                 |                 |  |  |              |              |              |              |  |  |               |               |               |               |  |  |        |        |        |        |
|  |                     |                     | Rangers FC             | 2                | 0                              | 2  |                 |                 |                 |                 |  |  |              |              |              |              |  |  |               |               |               |               |  |  |        |        |        |        |
|  |                     |                     | Rangers FC             | 2                | 0                              | 2  |                 |                 |                 |                 |  |  |              |              |              |              |  |  |               |               |               |               |  |  |        |        |        |        |
|  |                     |                     |                        |                  | 11 + 18 apr                    |    |                 |                 |                 |                 |  |  |              |              |              |              |  |  |               |               |               |               |  |  |        |        |        |        |
|  |                     |                     |                        |                  |                                |    |                 |                 |                 |                 |  |  |              |              |              |              |  |  |               |               |               |               |  |  |        |        |        |        |
|  | SL Benfica          | 2                   | 0                      | 2 (2)            |                                |    |                 |                 |                 |                 |  |  |              |              |              |              |  |  |               |               |               |               |  |  |        |        |        |        |
|  | SL Benfica          | 2                   | 0                      | 2 (2)            | 15 + 22 feb                    |    |                 |                 |                 |                 |  |  |              |              |              |              |  |  |               |               |               |               |  |  |        |        |        |        |
|  |                     | Olympique Marseille | 1                      | 1                | 2 (4)                          |    |                 |                 |                 |                 |  |  |              |              |              |              |  |  |               |               |               |               |  |  |        |        |        |        |
|  | FK Sjachtar Donetsk | Olympique Marseille | 1                      | 1                | 2 (4)                          | 2  | 1               | 3               |                 |                 |  |  |              |              |              |              |  |  |               |               |               |               |  |  |        |        |        |        |
|  | FK Sjachtar Donetsk | 7 + 14 mrt          |                        |                  |                                | 2  | 1               | 3               |                 |                 |  |  |              |              |              |              |  |  |               |               |               |               |  |  |        |        |        |        |
|  | Olympique Marseille | 2                   | 3                      | 5                |                                |    |                 |                 |                 |                 |  |  |              |              |              |              |  |  |               |               |               |               |  |  |        |        |        |        |
|  | Olympique Marseille | 2                   | 3                      | 5                | Olympique Marseille            | 4  | 1               | 5               |                 |                 |  |  |              |              |              |              |  |  |               |               |               |               |  |  |        |        |        |        |
|  |                     |                     |                        |                  | Olympique Marseille            | 4  | 1               | 5               |                 |                 |  |  |              |              |              |              |  |  |               |               |               |               |  |  |        |        |        |        |
|  |                     |                     | Villarreal CF          | 0                | 3                              | 3  |                 |                 |                 |                 |  |  |              |              |              |              |  |  |               |               |               |               |  |  |        |        |        |        |
|  |                     |                     | Villarreal CF          | 0                | 3                              | 3  |                 |                 |                 |                 |  |  |              |              |              |              |  |  |               |               |               |               |  |  |        |        |        |        |
|  |                     |                     |                        |                  | 2 mei + 9 mei                  |    |                 |                 |                 |                 |  |  |              |              |              |              |  |  |               |               |               |               |  |  |        |        |        |        |
|  |                     |                     |                        |                  |                                |    |                 |                 |                 |                 |  |  |              |              |              |              |  |  |               |               |               |               |  |  |        |        |        |        |
|  | Olympique Marseille | 1                   | 0                      | 1                |                                |    |                 |                 |                 |                 |  |  |              |              |              |              |  |  |               |               |               |               |  |  |        |        |        |        |
|  | Olympique Marseille | 1                   | 0                      | 1                | 15 + 22 feb                    |    |                 |                 |                 |                 |  |  |              |              |              |              |  |  |               |               |               |               |  |  |        |        |        |        |
|  |                     | Atalanta Bergamo    | 1                      | 3                | 4                              |    |                 |                 |                 |                 |  |  |              |              |              |              |  |  |               |               |               |               |  |  |        |        |        |        |
|  | Galatasaray SK      | Atalanta Bergamo    | 1                      | 3                | 4                              | 3  | 1               | 4               |                 |                 |  |  |              |              |              |              |  |  |               |               |               |               |  |  |        |        |        |        |
|  | Galatasaray SK      | 7 + 14 mrt          |                        |                  |                                | 3  | 1               | 4               |                 |                 |  |  |              |              |              |              |  |  |               |               |               |               |  |  |        |        |        |        |
|  | Sparta Praag        | 2                   | 4                      | 6                |                                |    |                 |                 |                 |                 |  |  |              |              |              |              |  |  |               |               |               |               |  |  |        |        |        |        |
|  | Sparta Praag        | 2                   | 4                      | 6                | Sparta Praag                   | 1  | 1               | 2               |                 |                 |  |  |              |              |              |              |  |  |               |               |               |               |  |  |        |        |        |        |
|  |                     |                     |                        |                  | Sparta Praag                   | 1  | 1               | 2               |                 |                 |  |  |              |              |              |              |  |  |               |               |               |               |  |  |        |        |        |        |
|  |                     |                     | Liverpool FC           | 5                | 6                              | 11 |                 |                 |                 |                 |  |  |              |              |              |              |  |  |               |               |               |               |  |  |        |        |        |        |
|  |                     |                     | Liverpool FC           | 5                | 6                              | 11 |                 |                 |                 |                 |  |  |              |              |              |              |  |  |               |               |               |               |  |  |        |        |        |        |
|  |                     |                     |                        |                  | 11 + 18 apr                    |    |                 |                 |                 |                 |  |  |              |              |              |              |  |  |               |               |               |               |  |  |        |        |        |        |
|  |                     |                     |                        |                  |                                |    |                 |                 |                 |                 |  |  |              |              |              |              |  |  |               |               |               |               |  |  |        |        |        |        |
|  | Liverpool FC        | 0                   | 1                      | 1                |                                |    |                 |                 |                 |                 |  |  |              |              |              |              |  |  |               |               |               |               |  |  |        |        |        |        |
|  | Liverpool FC        | 0                   | 1                      | 1                | 15 + 22 feb                    |    |                 |                 |                 |                 |  |  |              |              |              |              |  |  |               |               |               |               |  |  |        |        |        |        |
|  |                     | Atalanta Bergamo    | 3                      | 0                | 3                              |    |                 |                 |                 |                 |  |  |              |              |              |              |  |  |               |               |               |               |  |  |        |        |        |        |
|  | Young Boys          | Atalanta Bergamo    | 3                      | 0                | 3                              | 1  | 1               | 2               |                 |                 |  |  |              |              |              |              |  |  |               |               |               |               |  |  |        |        |        |        |
|  | Young Boys          | 7 + 14 mrt          |                        |                  |                                | 1  | 1               | 2               |                 |                 |  |  |              |              |              |              |  |  |               |               |               |               |  |  |        |        |        |        |
|  | Sporting Portugal   | 3                   | 1                      | 4                |                                |    |                 |                 |                 |                 |  |  |              |              |              |              |  |  |               |               |               |               |  |  |        |        |        |        |
|  | Sporting Portugal   | 3                   | 1                      | 4                | Sporting Portugal              | 1  | 1               | 2               |                 |                 |  |  |              |              |              |              |  |  |               |               |               |               |  |  |        |        |        |        |
|  |                     |                     |                        |                  | Sporting Portugal              | 1  | 1               | 2               |                 |                 |  |  |              |              |              |              |  |  |               |               |               |               |  |  |        |        |        |        |
|  |                     |                     | Atalanta Bergamo       | 1                | 2                              | 3  |                 |                 |                 |                 |  |  |              |              |              |              |  |  |               |               |               |               |  |  |        |        |        |        |
|  |                     |                     | Atalanta Bergamo       | 1                | 2                              | 3  |                 |                 |                 |                 |  |  |              |              |              |              |  |  |               |               |               |               |  |  |        |        |        |        |
|  |                     |                     |                        |                  | 22 mei – Dublin (Avivastadion) |    |                 |                 |                 |                 |  |  |              |              |              |              |  |  |               |               |               |               |  |  |        |        |        |        |
|  |                     |                     |                        |                  |                                |    |                 |                 |                 |                 |  |  |              |              |              |              |  |  |               |               |               |               |  |  |        |        |        |        |
|  | Atalanta Bergamo    | Atalanta Bergamo    | Atalanta Bergamo       | 3                |                                |    |                 |                 |                 |                 |  |  |              |              |              |              |  |  |               |               |               |               |  |  |        |        |        |        |
|  | Atalanta Bergamo    | Atalanta Bergamo    | Atalanta Bergamo       | 3                | 15 + 22 feb                    |    |                 |                 |                 |                 |  |  |              |              |              |              |  |  |               |               |               |               |  |  |        |        |        |        |
|  |                     | Bayer Leverkusen    | Bayer Leverkusen       | Bayer Leverkusen | 0                              |    |                 |                 |                 |                 |  |  |              |              |              |              |  |  |               |               |               |               |  |  |        |        |        |        |
|  | AC Milan            | Bayer Leverkusen    | Bayer Leverkusen       | Bayer Leverkusen | 0                              | 3  | 2               | 5               |                 |                 |  |  |              |              |              |              |  |  |               |               |               |               |  |  |        |        |        |        |
|  | AC Milan            | 7 + 14 mrt          |                        |                  |                                | 3  | 2               | 5               |                 |                 |  |  |              |              |              |              |  |  |               |               |               |               |  |  |        |        |        |        |
|  | Stade Rennes        | 0                   | 3                      | 3                |                                |    |                 |                 |                 |                 |  |  |              |              |              |              |  |  |               |               |               |               |  |  |        |        |        |        |
|  | Stade Rennes        | 0                   | 3                      | 3                | AC Milan                       | 4  | 3               | 7               |                 |                 |  |  |              |              |              |              |  |  |               |               |               |               |  |  |        |        |        |        |
|  |                     |                     |                        |                  | AC Milan                       | 4  | 3               | 7               |                 |                 |  |  |              |              |              |              |  |  |               |               |               |               |  |  |        |        |        |        |
|  |                     |                     | Slavia Praag           | 2                | 1                              | 3  |                 |                 |                 |                 |  |  |              |              |              |              |  |  |               |               |               |               |  |  |        |        |        |        |
|  |                     |                     | Slavia Praag           | 2                | 1                              | 3  |                 |                 |                 |                 |  |  |              |              |              |              |  |  |               |               |               |               |  |  |        |        |        |        |
|  |                     |                     |                        |                  | 11 + 18 apr                    |    |                 |                 |                 |                 |  |  |              |              |              |              |  |  |               |               |               |               |  |  |        |        |        |        |
|  |                     |                     |                        |                  |                                |    |                 |                 |                 |                 |  |  |              |              |              |              |  |  |               |               |               |               |  |  |        |        |        |        |
|  | AC Milan            | 0                   | 1                      | 1                |                                |    |                 |                 |                 |                 |  |  |              |              |              |              |  |  |               |               |               |               |  |  |        |        |        |        |
|  | AC Milan            | 0                   | 1                      | 1                | 15 + 22 feb                    |    |                 |                 |                 |                 |  |  |              |              |              |              |  |  |               |               |               |               |  |  |        |        |        |        |
|  |                     | AS Roma             | 1                      | 2                | 3                              |    |                 |                 |                 |                 |  |  |              |              |              |              |  |  |               |               |               |               |  |  |        |        |        |        |
|  | Feyenoord           | AS Roma             | 1                      | 2                | 3                              | 1  | 1               | 2 (2)           |                 |                 |  |  |              |              |              |              |  |  |               |               |               |               |  |  |        |        |        |        |
|  | Feyenoord           | 7 + 14 mrt          |                        |                  |                                | 1  | 1               | 2 (2)           |                 |                 |  |  |              |              |              |              |  |  |               |               |               |               |  |  |        |        |        |        |
|  | AS Roma (w.n.s.)    | 1                   | 1                      | 2 (4)            |                                |    |                 |                 |                 |                 |  |  |              |              |              |              |  |  |               |               |               |               |  |  |        |        |        |        |
|  | AS Roma (w.n.s.)    | 1                   | 1                      | 2 (4)            | AS Roma                        | 4  | 0               | 4               |                 |                 |  |  |              |              |              |              |  |  |               |               |               |               |  |  |        |        |        |        |
|  |                     |                     |                        |                  | AS Roma                        | 4  | 0               | 4               |                 |                 |  |  |              |              |              |              |  |  |               |               |               |               |  |  |        |        |        |        |
|  |                     |                     | Brighton & Hove Albion | 0                | 1                              | 1  |                 |                 |                 |                 |  |  |              |              |              |              |  |  |               |               |               |               |  |  |        |        |        |        |
|  |                     |                     | Brighton & Hove Albion | 0                | 1                              | 1  |                 |                 |                 |                 |  |  |              |              |              |              |  |  |               |               |               |               |  |  |        |        |        |        |
|  |                     |                     |                        |                  | 2 mei + 9 mei                  |    |                 |                 |                 |                 |  |  |              |              |              |              |  |  |               |               |               |               |  |  |        |        |        |        |
|  |                     |                     |                        |                  |                                |    |                 |                 |                 |                 |  |  |              |              |              |              |  |  |               |               |               |               |  |  |        |        |        |        |
|  | AS Roma             | 0                   | 2                      | 2                |                                |    |                 |                 |                 |                 |  |  |              |              |              |              |  |  |               |               |               |               |  |  |        |        |        |        |
|  | AS Roma             | 0                   | 2                      | 2                | 15 + 22 feb                    |    |                 |                 |                 |                 |  |  |              |              |              |              |  |  |               |               |               |               |  |  |        |        |        |        |
|  |                     | Bayer Leverkusen    | 2                      | 2                | 4                              |    |                 |                 |                 |                 |  |  |              |              |              |              |  |  |               |               |               |               |  |  |        |        |        |        |
|  | SC Braga            | Bayer Leverkusen    | 2                      | 2                | 4                              | 2  | 3               | 5               |                 |                 |  |  |              |              |              |              |  |  |               |               |               |               |  |  |        |        |        |        |
|  | SC Braga            | 7 + 14 mrt          |                        |                  |                                | 2  | 3               | 5               |                 |                 |  |  |              |              |              |              |  |  |               |               |               |               |  |  |        |        |        |        |
|  | FK Qarabağ (n.v.)   | 4                   | 2                      | 6                |                                |    |                 |                 |                 |                 |  |  |              |              |              |              |  |  |               |               |               |               |  |  |        |        |        |        |
|  | FK Qarabağ (n.v.)   | 4                   | 2                      | 6                | FK Qarabağ                     | 2  | 2               | 4               |                 |                 |  |  |              |              |              |              |  |  |               |               |               |               |  |  |        |        |        |        |
|  |                     |                     |                        |                  | FK Qarabağ                     | 2  | 2               | 4               |                 |                 |  |  |              |              |              |              |  |  |               |               |               |               |  |  |        |        |        |        |
|  |                     |                     | Bayer 04 Leverkusen    | 2                | 3                              | 5  |                 |                 |                 |                 |  |  |              |              |              |              |  |  |               |               |               |               |  |  |        |        |        |        |
|  |                     |                     | Bayer 04 Leverkusen    | 2                | 3                              | 5  |                 |                 |                 |                 |  |  |              |              |              |              |  |  |               |               |               |               |  |  |        |        |        |        |
|  |                     |                     |                        |                  | 11 + 18 apr                    |    |                 |                 |                 |                 |  |  |              |              |              |              |  |  |               |               |               |               |  |  |        |        |        |        |
|  |                     |                     |                        |                  |                                |    |                 |                 |                 |                 |  |  |              |              |              |              |  |  |               |               |               |               |  |  |        |        |        |        |
|  | Bayer Leverkusen    | 2                   | 1                      | 3                |                                |    |                 |                 |                 |                 |  |  |              |              |              |              |  |  |               |               |               |               |  |  |        |        |        |        |
|  | Bayer Leverkusen    | 2                   | 1                      | 3                | 15 + 22 feb                    |    |                 |                 |                 |                 |  |  |              |              |              |              |  |  |               |               |               |               |  |  |        |        |        |        |
|  |                     | West Ham United     | 0                      | 1                | 1                              |    |                 |                 |                 |                 |  |  |              |              |              |              |  |  |               |               |               |               |  |  |        |        |        |        |
|  | RC Lens             | West Ham United     | 0                      | 1                | 1                              | 0  | 2               | 2               |                 |                 |  |  |              |              |              |              |  |  |               |               |               |               |  |  |        |        |        |        |
|  | RC Lens             | 7 + 14 mrt          |                        |                  |                                | 0  | 2               | 2               |                 |                 |  |  |              |              |              |              |  |  |               |               |               |               |  |  |        |        |        |        |
|  | SC Freiburg (n.v.)  | 0                   | 3                      | 3                |                                |    |                 |                 |                 |                 |  |  |              |              |              |              |  |  |               |               |               |               |  |  |        |        |        |        |
|  | SC Freiburg (n.v.)  | 0                   | 3                      | 3                | SC Freiburg                    | 1  | 0               | 1               |                 |                 |  |  |              |              |              |              |  |  |               |               |               |               |  |  |        |        |        |        |
|  |                     |                     |                        |                  | SC Freiburg                    | 1  | 0               | 1               |                 |                 |  |  |              |              |              |              |  |  |               |               |               |               |  |  |        |        |        |        |
|  |                     |                     | West Ham United FC     | 0                | 5                              | 5  |                 |                 |                 |                 |  |  |              |              |              |              |  |  |               |               |               |               |  |  |        |        |        |        |
|  |                     |                     | West Ham United FC     | 0                | 5                              | 5  |                 |                 |                 |                 |  |  |              |              |              |              |  |  |               |               |               |               |  |  |        |        |        |        |
|  |                     |                     |                        |                  |                                |    |                 |                 |                 |                 |  |  |              |              |              |              |  |  |               |               |               |               |  |  |        |        |        |        |
|  |                     |                     |                        |                  |                                |    |                 |                 |                 |                 |  |  |              |              |              |              |  |  |               |               |               |               |  |  |        |        |        |        |
|  |                     |                     |                        |                  |                                |    |                 |                 |                 |                 |  |  |              |              |              |              |  |  |               |               |               |               |  |  |        |        |        |        |

#### Tussenronde

##### Loting
De loting vond plaats op 18 december 2023. De heenwedstrijden werden gespeeld op 15 februari 2024, de terugwedstrijden op 22 februari 2024.
| Nummer twee (geplaatst) | Nummer twee (geplaatst) |          | Nummer drie (CL) (ongeplaatst) | Nummer drie (CL) (ongeplaatst) |
| Groep                   | Team                    | CL-Groep | Team                           |                                |
| ----------------------- | ----------------------- | -------- | ------------------------------ | ------------------------------ |
| A                       | SC Freiburg             | A        | Galatasaray SK                 |                                |
| B                       | Olympique Marseille     | B        | RC Lens                        |                                |
| C                       | Sparta Praag            | C        | SC Braga                       |                                |
| D                       | Sporting Portugal       | D        | SL Benfica                     |                                |
| E                       | Toulouse FC             | E        | Feyenoord                      |                                |
| F                       | Stade Rennes            | F        | AC Milan                       |                                |
| G                       | AS Roma                 | G        | BSC Young Boys                 |                                |
| H                       | FK Qarabağ              | H        | FK Sjachtar Donetsk            |                                |

| Legenda               |
| Geplaatst Ongeplaatst |

| Team 1              | Tot.               | Team 2              | 1e wedstr. | 2e wedstr.   |
| ------------------- | ------------------ | ------------------- | ---------- | ------------ |
| Feyenoord           | 2 – 2 (2 – 4 pen.) | AS Roma             | 1 – 1      | 1 – 1 (n.v.) |
| AC Milan            | 5 – 3              | Stade Rennes        | 3 – 0      | 2 – 3        |
| RC Lens             | 2 – 3              | SC Freiburg         | 0 – 0      | 2 – 3        |
| BSC Young Boys      | 2 – 4              | Sporting Portugal   | 1 – 3      | 1 – 1        |
| SL Benfica          | 2 – 1              | Toulouse FC         | 2 – 1      | 0 – 0        |
| SC Braga            | 5 – 6              | Qarabağ             | 2 – 4      | 3 – 2 (n.v.) |
| Galatasaray SK      | 4 – 6              | Sparta Praag        | 3 – 2      | 1 – 4        |
| FK Sjachtar Donetsk | 3 – 5              | Olympique Marseille | 2 – 2      | 1 – 3        |

##### Wedstrijden

###### Heen- en terugwedstrijden
|                            |              |         |            | |
| 15 februari 2024 18:45 uur | Feyenoord    | 1 – 1   | AS Roma    | Stadion: Stadion Feijenoord, Rotterdam Toeschouwers: 43.235 Scheidsrechter: Radu Petrescu Video-assistent: Cătălin Popa AVAR: Ovidiu Haţegan |
| 15 februari 2024 18:45 uur | Paixão 45+1' | Verslag | 67' Lukaku | Stadion: Stadion Feijenoord, Rotterdam Toeschouwers: 43.235 Scheidsrechter: Radu Petrescu Video-assistent: Cătălin Popa AVAR: Ovidiu Haţegan |
| 15 februari 2024 18:45 uur |              |         |            | Stadion: Stadion Feijenoord, Rotterdam Toeschouwers: 43.235 Scheidsrechter: Radu Petrescu Video-assistent: Cătălin Popa AVAR: Ovidiu Haţegan |
| 15 februari 2024 18:45 uur |              |         |            | Stadion: Stadion Feijenoord, Rotterdam Toeschouwers: 43.235 Scheidsrechter: Radu Petrescu Video-assistent: Cătălin Popa AVAR: Ovidiu Haţegan |
|                            |              |         |            | |

| |                                         |                         |                                 | |
| 22 februari 2024 21:00 uur                                                                                                   | AS Roma                                 | 1 – 1 (n.v.) 4 – 2 pen. | Feyenoord                       | Stadion: Olympisch Stadion, Rome Scheidsrechter: Jesús Gil Manzano Video-assistent: Alejandro Hernández AVAR: Guillermo Cuadra Fernández |
| 22 februari 2024 21:00 uur                                                                                                   | Pellegrini 15'                          | Verslag                 | 5' Giménez                      | Stadion: Olympisch Stadion, Rome Scheidsrechter: Jesús Gil Manzano Video-assistent: Alejandro Hernández AVAR: Guillermo Cuadra Fernández |
| 22 februari 2024 21:00 uur                                                                                                   | Strafschoppen                           |                         |                                 | Stadion: Olympisch Stadion, Rome Scheidsrechter: Jesús Gil Manzano Video-assistent: Alejandro Hernández AVAR: Guillermo Cuadra Fernández |
| 22 februari 2024 21:00 uur                                                                                                   | Paredes Lukaku Cristante Aouar Zalewski |                         | Ueda Hancko Jahanbakhsh Hartman | Stadion: Olympisch Stadion, Rome Scheidsrechter: Jesús Gil Manzano Video-assistent: Alejandro Hernández AVAR: Guillermo Cuadra Fernández |
| Bijz.: AS Roma speelde over twee wedstrijden gelijk met een totaalscore van 2 – 2, maar won de strafschoppenserie met 4 – 2. |                                         |                         |                                 | |

|                            |                                |         |        | |
| 15 februari 2024 21:00 uur | AC Milan                       | 3 – 0   | Rennes | Stadion: Stadio Giuseppe Meazza, Milaan Toeschouwers: 69.021 Scheidsrechter: Nikola Dabanović Video-assistent: Nejc Kajtazović AVAR: Alen Borošak |
| 15 februari 2024 21:00 uur | Loftus-Cheek 32', 47' Leão 53' | Verslag |        | Stadion: Stadio Giuseppe Meazza, Milaan Toeschouwers: 69.021 Scheidsrechter: Nikola Dabanović Video-assistent: Nejc Kajtazović AVAR: Alen Borošak |
| 15 februari 2024 21:00 uur |                                |         |        | Stadion: Stadio Giuseppe Meazza, Milaan Toeschouwers: 69.021 Scheidsrechter: Nikola Dabanović Video-assistent: Nejc Kajtazović AVAR: Alen Borošak |
| 15 februari 2024 21:00 uur |                                |         |        | Stadion: Stadio Giuseppe Meazza, Milaan Toeschouwers: 69.021 Scheidsrechter: Nikola Dabanović Video-assistent: Nejc Kajtazović AVAR: Alen Borošak |
|                            |                                |         |        | |

|                                                                          |                                        |         |                    | |
| 22 februari 2024 18:45 uur                                               | Rennes                                 | 3 – 2   | AC Milan           | Stadion: Roazhon Park, Rennes Toeschouwers: 28.320 Scheidsrechter: João Pinheiro Video-assistent: Tiago Martins AVAR: Hélder Malheiro |
| 22 februari 2024 18:45 uur                                               | Bourigeaud 11', 54' (pen.), 68' (pen.) | Verslag | 22' Jović 58' Leão | Stadion: Roazhon Park, Rennes Toeschouwers: 28.320 Scheidsrechter: João Pinheiro Video-assistent: Tiago Martins AVAR: Hélder Malheiro |
| 22 februari 2024 18:45 uur                                               |                                        |         |                    | Stadion: Roazhon Park, Rennes Toeschouwers: 28.320 Scheidsrechter: João Pinheiro Video-assistent: Tiago Martins AVAR: Hélder Malheiro |
| 22 februari 2024 18:45 uur                                               |                                        |         |                    | Stadion: Roazhon Park, Rennes Toeschouwers: 28.320 Scheidsrechter: João Pinheiro Video-assistent: Tiago Martins AVAR: Hélder Malheiro |
| Bijz.: AC Milan won over twee wedstrijden met een totaalscore van 5 – 3. |                                        |         |                    | |

|                            |         |       |          | |
| 15 februari 2024 21:00 uur | Lens    | 0 – 0 | Freiburg | Stadion: Stade Bollaert-Delelis, Lens Toeschouwers: 38.194 Scheidsrechter: Bartosz Frankowski Video-assistent: Tomasz Kwiatkowski AVAR: Piotr Lasyk |
| 15 februari 2024 21:00 uur | Verslag |       |          | Stadion: Stade Bollaert-Delelis, Lens Toeschouwers: 38.194 Scheidsrechter: Bartosz Frankowski Video-assistent: Tomasz Kwiatkowski AVAR: Piotr Lasyk |
| 15 februari 2024 21:00 uur |         |       |          | Stadion: Stade Bollaert-Delelis, Lens Toeschouwers: 38.194 Scheidsrechter: Bartosz Frankowski Video-assistent: Tomasz Kwiatkowski AVAR: Piotr Lasyk |
| 15 februari 2024 21:00 uur |         |       |          | Stadion: Stade Bollaert-Delelis, Lens Toeschouwers: 38.194 Scheidsrechter: Bartosz Frankowski Video-assistent: Tomasz Kwiatkowski AVAR: Piotr Lasyk |
|                            |         |       |          | |

| |                                   |              |                         | |
| 22 februari 2024 18:45 uur                                                                                             | Freiburg                          | 3 – 2 (n.v.) | Lens                    | Stadion: Europa-Park Stadion, Freiburg im Breisgau Toeschouwers: 33.911 Scheidsrechter: Rade Obrenovič Video-assistent: Nejc Kajtazović AVAR: Asmir Sagrković |
| 22 februari 2024 18:45 uur                                                                                             | Sallai 67', 90+2' Gregoritsch 99' | Verslag      | 28' Da Costa 45+2' Wahi | Stadion: Europa-Park Stadion, Freiburg im Breisgau Toeschouwers: 33.911 Scheidsrechter: Rade Obrenovič Video-assistent: Nejc Kajtazović AVAR: Asmir Sagrković |
| 22 februari 2024 18:45 uur                                                                                             |                                   |              |                         | Stadion: Europa-Park Stadion, Freiburg im Breisgau Toeschouwers: 33.911 Scheidsrechter: Rade Obrenovič Video-assistent: Nejc Kajtazović AVAR: Asmir Sagrković |
| 22 februari 2024 18:45 uur                                                                                             |                                   |              |                         | Stadion: Europa-Park Stadion, Freiburg im Breisgau Toeschouwers: 33.911 Scheidsrechter: Rade Obrenovič Video-assistent: Nejc Kajtazović AVAR: Asmir Sagrković |
| Bijz.: SC Freiburg speelde over twee wedstrijden 2 – 2 gelijk, maar won na verlengingen met een totaalscore van 3 – 2. |                                   |              |                         | |

|                            |                        |         |                                                  | |
| 15 februari 2024 18:45 uur | Young Boys             | 1 – 3   | Sporting Portugal                                | Stadion: Stade de Suisse, Bern Toeschouwers: 31.500 Scheidsrechter: Benoît Bastien Video-assistent: Benoît Millot AVAR: Eric Wattellier |
| 15 februari 2024 18:45 uur | Ugrinic 42' Camara 22' | Verslag | 31' (e.d.) Amenda 41' (pen.) Gyökeres 48' Inácio | Stadion: Stade de Suisse, Bern Toeschouwers: 31.500 Scheidsrechter: Benoît Bastien Video-assistent: Benoît Millot AVAR: Eric Wattellier |
| 15 februari 2024 18:45 uur |                        |         |                                                  | Stadion: Stade de Suisse, Bern Toeschouwers: 31.500 Scheidsrechter: Benoît Bastien Video-assistent: Benoît Millot AVAR: Eric Wattellier |
| 15 februari 2024 18:45 uur |                        |         |                                                  | Stadion: Stade de Suisse, Bern Toeschouwers: 31.500 Scheidsrechter: Benoît Bastien Video-assistent: Benoît Millot AVAR: Eric Wattellier |
|                            |                        |         |                                                  | |

|                                                                                   |                   |         |                     | |
| 22 februari 2024 21:10 uur                                                        | Sporting Portugal | 1 – 1   | Young Boys          | Stadion: Estádio José Alvalade, Lissabon Toeschouwers: 29.393 Scheidsrechter: Ivan Kružliak Video-assistent: Christian Dingert AVAR: Pascal Müller |
| 22 februari 2024 21:10 uur                                                        | Gyökeres 13'      | Verslag | 84' (pen.) Ganvoula | Stadion: Estádio José Alvalade, Lissabon Toeschouwers: 29.393 Scheidsrechter: Ivan Kružliak Video-assistent: Christian Dingert AVAR: Pascal Müller |
| 22 februari 2024 21:10 uur                                                        |                   |         |                     | Stadion: Estádio José Alvalade, Lissabon Toeschouwers: 29.393 Scheidsrechter: Ivan Kružliak Video-assistent: Christian Dingert AVAR: Pascal Müller |
| 22 februari 2024 21:10 uur                                                        |                   |         |                     | Stadion: Estádio José Alvalade, Lissabon Toeschouwers: 29.393 Scheidsrechter: Ivan Kružliak Video-assistent: Christian Dingert AVAR: Pascal Müller |
| Bijz.: Sporting Portugal won over twee wedstrijden met een totaalscore van 4 – 2. |                   |         |                     | |

|                            |                                   |         |                                 | |
| 15 februari 2024 21:00 uur | Benfica                           | 2 – 1   | Toulouse                        | Stadion: Estádio da Luz, Lissabon Toeschouwers: 56.553 Scheidsrechter: Donatas Rumšas Video-assistent: Pol van Boekel AVAR: Jeroen Manschot |
| 15 februari 2024 21:00 uur | Di María 68' (pen.), 90+8' (pen.) | Verslag | 75' Desler 90+3', 90+6' Mawissa | Stadion: Estádio da Luz, Lissabon Toeschouwers: 56.553 Scheidsrechter: Donatas Rumšas Video-assistent: Pol van Boekel AVAR: Jeroen Manschot |
| 15 februari 2024 21:00 uur |                                   |         |                                 | Stadion: Estádio da Luz, Lissabon Toeschouwers: 56.553 Scheidsrechter: Donatas Rumšas Video-assistent: Pol van Boekel AVAR: Jeroen Manschot |
| 15 februari 2024 21:00 uur |                                   |         |                                 | Stadion: Estádio da Luz, Lissabon Toeschouwers: 56.553 Scheidsrechter: Donatas Rumšas Video-assistent: Pol van Boekel AVAR: Jeroen Manschot |
|                            |                                   |         |                                 | |

|                                                                            |          |       |         | |
| 22 februari 2024 18:45 uur                                                 | Toulouse | 0 – 0 | Benfica | Stadion: Stadium Municipal, Toulouse Toeschouwers: 31.810 Scheidsrechter: Maurizio Mariani Video-assistent: Aleandro Di Paolo AVAR: Daniele Doveri |
| 22 februari 2024 18:45 uur                                                 | Verslag  |       |         | Stadion: Stadium Municipal, Toulouse Toeschouwers: 31.810 Scheidsrechter: Maurizio Mariani Video-assistent: Aleandro Di Paolo AVAR: Daniele Doveri |
| 22 februari 2024 18:45 uur                                                 |          |       |         | Stadion: Stadium Municipal, Toulouse Toeschouwers: 31.810 Scheidsrechter: Maurizio Mariani Video-assistent: Aleandro Di Paolo AVAR: Daniele Doveri |
| 22 februari 2024 18:45 uur                                                 |          |       |         | Stadion: Stadium Municipal, Toulouse Toeschouwers: 31.810 Scheidsrechter: Maurizio Mariani Video-assistent: Aleandro Di Paolo AVAR: Daniele Doveri |
| Bijz.: SL Benfica won over twee wedstrijden met een totaalscore van 2 – 1. |          |       |         | |

|                            |                                 |         |                                                 | |
| 15 februari 2024 21:00 uur | Braga                           | 2 – 4   | Qarabağ                                         | Stadion: Estádio Municipal, Braga Toeschouwers: 12.122 Scheidsrechter: Morten Krogh Video-assistent: Rob Dieperink AVAR: Jonas Hansen |
| 15 februari 2024 21:00 uur | Banza 44' Moutinho 90+1' (pen.) | Verslag | 21' (pen.) Janković 54', 69' Zoubir 65' Juninho | Stadion: Estádio Municipal, Braga Toeschouwers: 12.122 Scheidsrechter: Morten Krogh Video-assistent: Rob Dieperink AVAR: Jonas Hansen |
| 15 februari 2024 21:00 uur |                                 |         |                                                 | Stadion: Estádio Municipal, Braga Toeschouwers: 12.122 Scheidsrechter: Morten Krogh Video-assistent: Rob Dieperink AVAR: Jonas Hansen |
| 15 februari 2024 21:00 uur |                                 |         |                                                 | Stadion: Estádio Municipal, Braga Toeschouwers: 12.122 Scheidsrechter: Morten Krogh Video-assistent: Rob Dieperink AVAR: Jonas Hansen |
|                            |                                 |         |                                                 | |

| |                              |              |                                           | |
| 22 februari 2024 18:45 uur                                                                                            | Qarabağ                      | 2 – 3 (n.v.) | Braga                                     | Stadion: Tofikh Bakhramovstadion, Bakoe Toeschouwers: 31.200 Scheidsrechter: Georgi Kabakov Video-assistent: Ivajlo Stojanov AVAR: Dragomir Draganov |
| 22 februari 2024 18:45 uur                                                                                            | Silva 102' Akhundzade 120+2' | Verslag      | 70' Fernandes 83' Djaló 115' (pen.) Banza | Stadion: Tofikh Bakhramovstadion, Bakoe Toeschouwers: 31.200 Scheidsrechter: Georgi Kabakov Video-assistent: Ivajlo Stojanov AVAR: Dragomir Draganov |
| 22 februari 2024 18:45 uur                                                                                            |                              |              |                                           | Stadion: Tofikh Bakhramovstadion, Bakoe Toeschouwers: 31.200 Scheidsrechter: Georgi Kabakov Video-assistent: Ivajlo Stojanov AVAR: Dragomir Draganov |
| 22 februari 2024 18:45 uur                                                                                            |                              |              |                                           | Stadion: Tofikh Bakhramovstadion, Bakoe Toeschouwers: 31.200 Scheidsrechter: Georgi Kabakov Video-assistent: Ivajlo Stojanov AVAR: Dragomir Draganov |
| Bijz.: FK Qarabağ speelde over twee wedstrijden 4 – 4 gelijk, maar won na verlengingen met een totaalscore van 6 – 5. |                              |              |                                           | |

|                            |                                                   |         |                                   | |
| 15 februari 2024 18:45 uur | Galatasaray                                       | 3 – 2   | Sparta Praag                      | Stadion: Ali Sami Yen Spor Kompleksi Rams Park, Istanbul Toeschouwers: 46.583 Scheidsrechter: Alejandro Hernández Video-assistent: Carlos del Cerro Grande AVAR: Ricardo de Burgos Bengoetxea |
| 15 februari 2024 18:45 uur | Demirbay 19' Mertens 61' Nelsson 62' Icardi 90+1' | Verslag | 47' Preciado 65' Kuchta 49' Rynes | Stadion: Ali Sami Yen Spor Kompleksi Rams Park, Istanbul Toeschouwers: 46.583 Scheidsrechter: Alejandro Hernández Video-assistent: Carlos del Cerro Grande AVAR: Ricardo de Burgos Bengoetxea |
| 15 februari 2024 18:45 uur |                                                   |         |                                   | Stadion: Ali Sami Yen Spor Kompleksi Rams Park, Istanbul Toeschouwers: 46.583 Scheidsrechter: Alejandro Hernández Video-assistent: Carlos del Cerro Grande AVAR: Ricardo de Burgos Bengoetxea |
| 15 februari 2024 18:45 uur |                                                   |         |                                   | Stadion: Ali Sami Yen Spor Kompleksi Rams Park, Istanbul Toeschouwers: 46.583 Scheidsrechter: Alejandro Hernández Video-assistent: Carlos del Cerro Grande AVAR: Ricardo de Burgos Bengoetxea |
|                            |                                                   |         |                                   | |

|                                                                              |                                                |         |                        | |
| 22 februari 2024 21:00 uur                                                   | Sparta Praag                                   | 4 – 1   | Galatasaray            | Stadion: Stadion Sparty na Letné, Praag Toeschouwers: 18.205 Scheidsrechter: Anthony Taylor Video-assistent: Stuart Attwell AVAR: David Coote |
| 22 februari 2024 21:00 uur                                                   | Preciado 8' Tuci 74' Haraslín 80' Kuchta 90+6' | Verslag | 16' Bardakcı 70' Ayhan | Stadion: Stadion Sparty na Letné, Praag Toeschouwers: 18.205 Scheidsrechter: Anthony Taylor Video-assistent: Stuart Attwell AVAR: David Coote |
| 22 februari 2024 21:00 uur                                                   |                                                |         |                        | Stadion: Stadion Sparty na Letné, Praag Toeschouwers: 18.205 Scheidsrechter: Anthony Taylor Video-assistent: Stuart Attwell AVAR: David Coote |
| 22 februari 2024 21:00 uur                                                   |                                                |         |                        | Stadion: Stadion Sparty na Letné, Praag Toeschouwers: 18.205 Scheidsrechter: Anthony Taylor Video-assistent: Stuart Attwell AVAR: David Coote |
| Bijz.: Sparta Praag won over twee wedstrijden met een totaalscore van 6 – 4. |                                                |         |                        | |

|                            |                            |         |                           | |
| 15 februari 2024 18:45 uur | Sjachtar Donetsk           | 2 – 2   | Olympique Marseille       | Stadion: Volksparkstadion, Hamburg Toeschouwers: 28.790 Scheidsrechter: Erik Lambrechts Video-assistent: Dennis Higler AVAR: Jan Boterberg |
| 15 februari 2024 18:45 uur | Matviyenko 68' Lemos 90+3' | Verslag | 64' Aubameyang 90' Ndiaye | Stadion: Volksparkstadion, Hamburg Toeschouwers: 28.790 Scheidsrechter: Erik Lambrechts Video-assistent: Dennis Higler AVAR: Jan Boterberg |
| 15 februari 2024 18:45 uur |                            |         |                           | Stadion: Volksparkstadion, Hamburg Toeschouwers: 28.790 Scheidsrechter: Erik Lambrechts Video-assistent: Dennis Higler AVAR: Jan Boterberg |
| 15 februari 2024 18:45 uur |                            |         |                           | Stadion: Volksparkstadion, Hamburg Toeschouwers: 28.790 Scheidsrechter: Erik Lambrechts Video-assistent: Dennis Higler AVAR: Jan Boterberg |
|                            |                            |         |                           | |

|                                                                                     |                                       |         |                     | |
| 22 februari 2024 21:00 uur                                                          | Olympique Marseille                   | 3 – 1   | Sjachtar Donetsk    | Stadion: Stade Vélodrome, Marseille Toeschouwers: 63.182 Scheidsrechter: Tobias Stieler Video-assistent: Marco Fritz AVAR: Benjamin Brand |
| 22 februari 2024 21:00 uur                                                          | Aubameyang 23' Sarr 74' Kondogbia 81' | Verslag | 12' (pen.) Soedakov | Stadion: Stade Vélodrome, Marseille Toeschouwers: 63.182 Scheidsrechter: Tobias Stieler Video-assistent: Marco Fritz AVAR: Benjamin Brand |
| 22 februari 2024 21:00 uur                                                          |                                       |         |                     | Stadion: Stade Vélodrome, Marseille Toeschouwers: 63.182 Scheidsrechter: Tobias Stieler Video-assistent: Marco Fritz AVAR: Benjamin Brand |
| 22 februari 2024 21:00 uur                                                          |                                       |         |                     | Stadion: Stade Vélodrome, Marseille Toeschouwers: 63.182 Scheidsrechter: Tobias Stieler Video-assistent: Marco Fritz AVAR: Benjamin Brand |
| Bijz.: Olympique Marseille won over twee wedstrijden met een totaalscore van 5 – 3. |                                       |         |                     | |

#### Achtste finales

##### Loting
De loting vond plaats op 23 februari 2024. De heenwedstrijden werden gespeeld op 7 maart 2024, de terugwedstrijden op 14 maart 2024.
| Groepswinnaar (geplaatst) | Groepswinnaar (geplaatst) |                     | Winnaars tussenronde (ongeplaatst) |
| Groep                     | Team                      | Teams               |                                    |
| ------------------------- | ------------------------- | ------------------- | ---------------------------------- |
| A                         | West Ham United ECL–TH    | Sparta Praag        |                                    |
| B                         | Brighton & Hove Albion    | SC Freiburg         |                                    |
| C                         | Rangers FC                | FK Qarabağ          |                                    |
| D                         | Atalanta Bergamo          | SL Benfica          |                                    |
| E                         | Liverpool FC              | AS Roma             |                                    |
| F                         | Villarreal CF             | AC Milan            |                                    |
| G                         | Slavia Praag              | Sporting Portugal   |                                    |
| H                         | Bayer Leverkusen          | Olympique Marseille |                                    |

| Legenda               |
| Geplaatst Ongeplaatst |

| Team 1              | Tot.   | Team 2                 | 1e wedstr. | 2e wedstr. |
| ------------------- | ------ | ---------------------- | ---------- | ---------- |
| Sparta Praag        | 2 – 11 | Liverpool FC           | 1 – 5      | 1 – 6      |
| Olympique Marseille | 5 – 3  | Villarreal CF          | 4 – 0      | 1 – 3      |
| AS Roma             | 4 – 1  | Brighton & Hove Albion | 4 – 0      | 0 – 1      |
| SL Benfica          | 3 – 2  | Rangers FC             | 2 – 2      | 1 – 0      |
| SC Freiburg         | 1 – 5  | West Ham United FC     | 1 – 0      | 0 – 5      |
| Sporting Portugal   | 2 – 3  | Atalanta Bergamo       | 1 – 1      | 1 – 2      |
| AC Milan            | 7 – 3  | Slavia Praag           | 4 – 2      | 3 – 1      |
| FK Qarabağ          | 4 – 5  | Bayer 04 Leverkusen    | 2 – 2      | 2 – 3      |

##### Wedstrijden

###### Heen- en terugwedstrijden
|                        |                    |         |                                                                   | |
| 7 maart 2024 18:45 uur | Sparta Praag       | 1 – 5   | Liverpool                                                         | Stadion: Stadion Sparty na Letné, Praag Toeschouwers: 18.349 Scheidsrechter: José María Sánchez Martínez Video-assistent: Juan Martínez Munuera AVAR: Ricardo de Burgos Bengoetxea |
| 7 maart 2024 18:45 uur | Bradley 46' (e.g.) | Verslag | 6' (pen.) Mac Allister 25', 45+3' Núñez 53' Díaz 90+4' Szoboszlai | Stadion: Stadion Sparty na Letné, Praag Toeschouwers: 18.349 Scheidsrechter: José María Sánchez Martínez Video-assistent: Juan Martínez Munuera AVAR: Ricardo de Burgos Bengoetxea |
| 7 maart 2024 18:45 uur |                    |         |                                                                   | Stadion: Stadion Sparty na Letné, Praag Toeschouwers: 18.349 Scheidsrechter: José María Sánchez Martínez Video-assistent: Juan Martínez Munuera AVAR: Ricardo de Burgos Bengoetxea |
| 7 maart 2024 18:45 uur |                    |         |                                                                   | Stadion: Stadion Sparty na Letné, Praag Toeschouwers: 18.349 Scheidsrechter: José María Sánchez Martínez Video-assistent: Juan Martínez Munuera AVAR: Ricardo de Burgos Bengoetxea |
|                        |                    |         |                                                                   | |

|                                                                               |                                                           |         |                 | |
| 14 maart 2024 21:00 uur                                                       | Liverpool                                                 | 6 – 1   | Sparta Praag    | Stadion: Anfield, Liverpool Toeschouwers: 59.581 Scheidsrechter: Artur Soares Dias Video-assistent: Tiago Martins AVAR: Hugo Miguel |
| 14 maart 2024 21:00 uur                                                       | Núñez 7' Clark 8' Salah 10' Gakpo 14', 55' Szoboszlai 48' | Verslag | 42' Birmančević | Stadion: Anfield, Liverpool Toeschouwers: 59.581 Scheidsrechter: Artur Soares Dias Video-assistent: Tiago Martins AVAR: Hugo Miguel |
| 14 maart 2024 21:00 uur                                                       |                                                           |         |                 | Stadion: Anfield, Liverpool Toeschouwers: 59.581 Scheidsrechter: Artur Soares Dias Video-assistent: Tiago Martins AVAR: Hugo Miguel |
| 14 maart 2024 21:00 uur                                                       |                                                           |         |                 | Stadion: Anfield, Liverpool Toeschouwers: 59.581 Scheidsrechter: Artur Soares Dias Video-assistent: Tiago Martins AVAR: Hugo Miguel |
| Bijz.: Liverpool FC won over twee wedstrijden met een totaalscore van 11 – 2. |                                                           |         |                 | |

|                        |                                                             |         |                 | |
| 7 maart 2024 21:00 uur | Olympique Marseille                                         | 4 – 0   | Villarreal      | Stadion: Stade Vélodrome, Marseille Toeschouwers: 53.396 Scheidsrechter: Serdar Gözübüyük Video-assistent: Pol van Boekel AVAR: Clay Ruperti |
| 7 maart 2024 21:00 uur | Veretout 23' Mosquera 28' (e.g.) Aubameyang 42' (pen.), 59' | Verslag | 52', 62' Moreno | Stadion: Stade Vélodrome, Marseille Toeschouwers: 53.396 Scheidsrechter: Serdar Gözübüyük Video-assistent: Pol van Boekel AVAR: Clay Ruperti |
| 7 maart 2024 21:00 uur |                                                             |         |                 | Stadion: Stade Vélodrome, Marseille Toeschouwers: 53.396 Scheidsrechter: Serdar Gözübüyük Video-assistent: Pol van Boekel AVAR: Clay Ruperti |
| 7 maart 2024 21:00 uur |                                                             |         |                 | Stadion: Stade Vélodrome, Marseille Toeschouwers: 53.396 Scheidsrechter: Serdar Gözübüyük Video-assistent: Pol van Boekel AVAR: Clay Ruperti |
|                        |                                                             |         |                 | |

|                                                                                        |                                     |         |                     | |
| 14 maart 2024 18:45 uur                                                                | Villarreal                          | 3 – 1   | Olympique Marseille | Stadion: Estadio de la Cerámica, Vila-real Toeschouwers: 15.378 Scheidsrechter: István Kovács Video-assistent: Cătălin Popa AVAR: Horațiu Feșnic |
| 14 maart 2024 18:45 uur                                                                | Capoue 32' Sørloth 54' Mosquera 85' | Verslag | 90+4' Clauss        | Stadion: Estadio de la Cerámica, Vila-real Toeschouwers: 15.378 Scheidsrechter: István Kovács Video-assistent: Cătălin Popa AVAR: Horațiu Feșnic |
| 14 maart 2024 18:45 uur                                                                |                                     |         |                     | Stadion: Estadio de la Cerámica, Vila-real Toeschouwers: 15.378 Scheidsrechter: István Kovács Video-assistent: Cătălin Popa AVAR: Horațiu Feșnic |
| 14 maart 2024 18:45 uur                                                                |                                     |         |                     | Stadion: Estadio de la Cerámica, Vila-real Toeschouwers: 15.378 Scheidsrechter: István Kovács Video-assistent: Cătălin Popa AVAR: Horațiu Feșnic |
| Bijz.: Olympique de Marseille won over twee wedstrijden met een totaalscore van 4 – 3. |                                     |         |                     | |

|                        |                                                 |         |                        | |
| 7 maart 2024 18:45 uur | AS Roma                                         | 4 – 0   | Brighton & Hove Albion | Stadion: Olympisch Stadion, Rome Toeschouwers: 64.877 Scheidsrechter: François Letexier Video-assistent: Jérôme Brisard AVAR: Willy Delajod |
| 7 maart 2024 18:45 uur | Dybala 12' Lukaku 43' Mancini 64' Cristante 68' | Verslag |                        | Stadion: Olympisch Stadion, Rome Toeschouwers: 64.877 Scheidsrechter: François Letexier Video-assistent: Jérôme Brisard AVAR: Willy Delajod |
| 7 maart 2024 18:45 uur |                                                 |         |                        | Stadion: Olympisch Stadion, Rome Toeschouwers: 64.877 Scheidsrechter: François Letexier Video-assistent: Jérôme Brisard AVAR: Willy Delajod |
| 7 maart 2024 18:45 uur |                                                 |         |                        | Stadion: Olympisch Stadion, Rome Toeschouwers: 64.877 Scheidsrechter: François Letexier Video-assistent: Jérôme Brisard AVAR: Willy Delajod |
|                        |                                                 |         |                        | |

|                                                                         |                        |         |         | |
| 14 maart 2024 21:00 uur                                                 | Brighton & Hove Albion | 1 – 0   | AS Roma | Stadion: American Express Community Stadium, Falmer Toeschouwers: 30.380 Scheidsrechter: Felix Zwayer Video-assistent: Bastian Dankert AVAR: Sascha Stegemann |
| 14 maart 2024 21:00 uur                                                 | Welbeck 37'            | Verslag |         | Stadion: American Express Community Stadium, Falmer Toeschouwers: 30.380 Scheidsrechter: Felix Zwayer Video-assistent: Bastian Dankert AVAR: Sascha Stegemann |
| 14 maart 2024 21:00 uur                                                 |                        |         |         | Stadion: American Express Community Stadium, Falmer Toeschouwers: 30.380 Scheidsrechter: Felix Zwayer Video-assistent: Bastian Dankert AVAR: Sascha Stegemann |
| 14 maart 2024 21:00 uur                                                 |                        |         |         | Stadion: American Express Community Stadium, Falmer Toeschouwers: 30.380 Scheidsrechter: Felix Zwayer Video-assistent: Bastian Dankert AVAR: Sascha Stegemann |
| Bijz.: AS Roma won over twee wedstrijden met een totaalscore van 4 – 1. |                        |         |         | |

|                        |                                          |         |                            | |
| 7 maart 2024 21:00 uur | Benfica                                  | 2 – 2   | Rangers                    | Stadion: Estádio da Luz, Lissabon Toeschouwers: 48.579 Scheidsrechter: Tobias Stieler Video-assistent: Marco Fritz AVAR: Sören Storks |
| 7 maart 2024 21:00 uur | Di María 45+2' (pen.) Goldson 67' (e.g.) | Verslag | 7' Lawrence 45+5' Sterling | Stadion: Estádio da Luz, Lissabon Toeschouwers: 48.579 Scheidsrechter: Tobias Stieler Video-assistent: Marco Fritz AVAR: Sören Storks |
| 7 maart 2024 21:00 uur |                                          |         |                            | Stadion: Estádio da Luz, Lissabon Toeschouwers: 48.579 Scheidsrechter: Tobias Stieler Video-assistent: Marco Fritz AVAR: Sören Storks |
| 7 maart 2024 21:00 uur |                                          |         |                            | Stadion: Estádio da Luz, Lissabon Toeschouwers: 48.579 Scheidsrechter: Tobias Stieler Video-assistent: Marco Fritz AVAR: Sören Storks |
|                        |                                          |         |                            | |

|                                                                            |         |         |           | |
| 14 maart 2024 18:45 uur                                                    | Rangers | 0 – 1   | Benfica   | Stadion: Ibrox Stadium, Glasgow Toeschouwers: 49.943 Scheidsrechter: Ivan Kružliak Video-assistent: Christian Dingert AVAR: Michal Ocenáš |
| 14 maart 2024 18:45 uur                                                    |         | Verslag | 66' Silva | Stadion: Ibrox Stadium, Glasgow Toeschouwers: 49.943 Scheidsrechter: Ivan Kružliak Video-assistent: Christian Dingert AVAR: Michal Ocenáš |
| 14 maart 2024 18:45 uur                                                    |         |         |           | Stadion: Ibrox Stadium, Glasgow Toeschouwers: 49.943 Scheidsrechter: Ivan Kružliak Video-assistent: Christian Dingert AVAR: Michal Ocenáš |
| 14 maart 2024 18:45 uur                                                    |         |         |           | Stadion: Ibrox Stadium, Glasgow Toeschouwers: 49.943 Scheidsrechter: Ivan Kružliak Video-assistent: Christian Dingert AVAR: Michal Ocenáš |
| Bijz.: SL Benfica won over twee wedstrijden met een totaalscore van 3 – 2. |         |         |           | |

|                        |                 |         |                 | |
| 7 maart 2024 21:00 uur | Freiburg        | 1 – 0   | West Ham United | Stadion: Europa-Park Stadion, Freiburg im Breisgau Toeschouwers: 34.700 Scheidsrechter: Alejandro Hernández Video-assistent: Carlos del Cerro Grande AVAR: César Soto Grado |
| 7 maart 2024 21:00 uur | Gregoritsch 81' | Verslag |                 | Stadion: Europa-Park Stadion, Freiburg im Breisgau Toeschouwers: 34.700 Scheidsrechter: Alejandro Hernández Video-assistent: Carlos del Cerro Grande AVAR: César Soto Grado |
| 7 maart 2024 21:00 uur |                 |         |                 | Stadion: Europa-Park Stadion, Freiburg im Breisgau Toeschouwers: 34.700 Scheidsrechter: Alejandro Hernández Video-assistent: Carlos del Cerro Grande AVAR: César Soto Grado |
| 7 maart 2024 21:00 uur |                 |         |                 | Stadion: Europa-Park Stadion, Freiburg im Breisgau Toeschouwers: 34.700 Scheidsrechter: Alejandro Hernández Video-assistent: Carlos del Cerro Grande AVAR: César Soto Grado |
|                        |                 |         |                 | |

|                                                                                    |                                                   |         |          | |
| 14 maart 2024 18:45 uur                                                            | West Ham United                                   | 5 – 0   | Freiburg | Stadion: Olympisch Stadion, Londen Toeschouwers: 51.014 Scheidsrechter: Marco Guida Video-assistent: Aleandro Di Paolo AVAR: Luca Pairetto |
| 14 maart 2024 18:45 uur                                                            | Paquetá 9' Bowen 32' Cresswell 52' Kudus 77', 85' | Verslag |          | Stadion: Olympisch Stadion, Londen Toeschouwers: 51.014 Scheidsrechter: Marco Guida Video-assistent: Aleandro Di Paolo AVAR: Luca Pairetto |
| 14 maart 2024 18:45 uur                                                            |                                                   |         |          | Stadion: Olympisch Stadion, Londen Toeschouwers: 51.014 Scheidsrechter: Marco Guida Video-assistent: Aleandro Di Paolo AVAR: Luca Pairetto |
| 14 maart 2024 18:45 uur                                                            |                                                   |         |          | Stadion: Olympisch Stadion, Londen Toeschouwers: 51.014 Scheidsrechter: Marco Guida Video-assistent: Aleandro Di Paolo AVAR: Luca Pairetto |
| Bijz.: West Ham United FC won over twee wedstrijden met een totaalscore van 5 – 1. |                                                   |         |          | |

|                        |                   |         |                  | |
| 6 maart 2024 18:45 uur | Sporting Portugal | 1 – 1   | Atalanta Bergamo | Stadion: Estádio José Alvalade, Lissabon Toeschouwers: 28.528 Scheidsrechter: Daniel Siebert Video-assistent: Bastian Dankert AVAR: Christian Dingert |
| 6 maart 2024 18:45 uur | Paulinho 17'      | Verslag | 39' Scamacca     | Stadion: Estádio José Alvalade, Lissabon Toeschouwers: 28.528 Scheidsrechter: Daniel Siebert Video-assistent: Bastian Dankert AVAR: Christian Dingert |
| 6 maart 2024 18:45 uur |                   |         |                  | Stadion: Estádio José Alvalade, Lissabon Toeschouwers: 28.528 Scheidsrechter: Daniel Siebert Video-assistent: Bastian Dankert AVAR: Christian Dingert |
| 6 maart 2024 18:45 uur |                   |         |                  | Stadion: Estádio José Alvalade, Lissabon Toeschouwers: 28.528 Scheidsrechter: Daniel Siebert Video-assistent: Bastian Dankert AVAR: Christian Dingert |
|                        |                   |         |                  | |

|                                                                                  |                          |         |                   | |
| 14 maart 2024 21:00 uur                                                          | Atalanta Bergamo         | 2 – 1   | Sporting Portugal | Stadion: Stadio Atleti Azzurri d'Italia, Bergamo Toeschouwers: 14.649 Scheidsrechter: Sandro Schärer Video-assistent: Fedayi San AVAR: Lionel Tschudi |
| 14 maart 2024 21:00 uur                                                          | Lookman 46' Scamacca 59' | Verslag | 33' Gonçalves     | Stadion: Stadio Atleti Azzurri d'Italia, Bergamo Toeschouwers: 14.649 Scheidsrechter: Sandro Schärer Video-assistent: Fedayi San AVAR: Lionel Tschudi |
| 14 maart 2024 21:00 uur                                                          |                          |         |                   | Stadion: Stadio Atleti Azzurri d'Italia, Bergamo Toeschouwers: 14.649 Scheidsrechter: Sandro Schärer Video-assistent: Fedayi San AVAR: Lionel Tschudi |
| 14 maart 2024 21:00 uur                                                          |                          |         |                   | Stadion: Stadio Atleti Azzurri d'Italia, Bergamo Toeschouwers: 14.649 Scheidsrechter: Sandro Schärer Video-assistent: Fedayi San AVAR: Lionel Tschudi |
| Bijz.: Atalanta Bergamo won over twee wedstrijden met een totaalscore van 3 – 2. |                          |         |                   | |

|                        |                                                         |         |                                   | |
| 7 maart 2024 21:00 uur | AC Milan                                                | 4 – 2   | Slavia Praag                      | Stadion: Stadio Giuseppe Meazza, Milaan Toeschouwers: 59.325 Scheidsrechter: Halil Umut Meler Video-assistent: Alper Ulusoy AVAR: Abdulkadir Bitigen |
| 7 maart 2024 21:00 uur | Giroud 34' Reijnders 44' Loftus-Cheek 45+1' Pulisic 85' | Verslag | 26' Diouf 36' Douděra 65' Schranz | Stadion: Stadio Giuseppe Meazza, Milaan Toeschouwers: 59.325 Scheidsrechter: Halil Umut Meler Video-assistent: Alper Ulusoy AVAR: Abdulkadir Bitigen |
| 7 maart 2024 21:00 uur |                                                         |         |                                   | Stadion: Stadio Giuseppe Meazza, Milaan Toeschouwers: 59.325 Scheidsrechter: Halil Umut Meler Video-assistent: Alper Ulusoy AVAR: Abdulkadir Bitigen |
| 7 maart 2024 21:00 uur |                                                         |         |                                   | Stadion: Stadio Giuseppe Meazza, Milaan Toeschouwers: 59.325 Scheidsrechter: Halil Umut Meler Video-assistent: Alper Ulusoy AVAR: Abdulkadir Bitigen |
|                        |                                                         |         |                                   | |

|                                                                          |                       |         |                                         | |
| 14 maart 2024 18:45 uur                                                  | Slavia Praag          | 1 – 3   | AC Milan                                | Stadion: Fortuna Arena, Praag Toeschouwers: 19.334 Scheidsrechter: Glenn Nyberg Video-assistent: Dennis Higler AVAR: Pol van Boekel |
| 14 maart 2024 18:45 uur                                                  | Holeš 20' Jurásek 84' | Verslag | 33' Pulisic 36' Loftus-Cheek 45+6' Leão | Stadion: Fortuna Arena, Praag Toeschouwers: 19.334 Scheidsrechter: Glenn Nyberg Video-assistent: Dennis Higler AVAR: Pol van Boekel |
| 14 maart 2024 18:45 uur                                                  |                       |         |                                         | Stadion: Fortuna Arena, Praag Toeschouwers: 19.334 Scheidsrechter: Glenn Nyberg Video-assistent: Dennis Higler AVAR: Pol van Boekel |
| 14 maart 2024 18:45 uur                                                  |                       |         |                                         | Stadion: Fortuna Arena, Praag Toeschouwers: 19.334 Scheidsrechter: Glenn Nyberg Video-assistent: Dennis Higler AVAR: Pol van Boekel |
| Bijz.: AC Milan won over twee wedstrijden met een totaalscore van 7 – 3. |                       |         |                                         | |

|                        |                          |         |                        | |
| 7 maart 2024 18:45 uur | Qarabağ                  | 2 – 2   | Bayer Leverkusen       | Stadion: Tofikh Bakhramovstadion, Bakoe Toeschouwers: 29.000 Scheidsrechter: Benoît Bastien Video-assistent: Benoît Millot AVAR: Eric Wattellier |
| 7 maart 2024 18:45 uur | Benzia 26' Juninho 45+2' | Verslag | 70' Wirtz 90+2' Schick | Stadion: Tofikh Bakhramovstadion, Bakoe Toeschouwers: 29.000 Scheidsrechter: Benoît Bastien Video-assistent: Benoît Millot AVAR: Eric Wattellier |
| 7 maart 2024 18:45 uur |                          |         |                        | Stadion: Tofikh Bakhramovstadion, Bakoe Toeschouwers: 29.000 Scheidsrechter: Benoît Bastien Video-assistent: Benoît Millot AVAR: Eric Wattellier |
| 7 maart 2024 18:45 uur |                          |         |                        | Stadion: Tofikh Bakhramovstadion, Bakoe Toeschouwers: 29.000 Scheidsrechter: Benoît Bastien Video-assistent: Benoît Millot AVAR: Eric Wattellier |
|                        |                          |         |                        | |

|                                                                                     |                                  |         |                                         | |
| 14 maart 2024 21:00 uur                                                             | Bayer Leverkusen                 | 3 – 2   | Qarabağ                                 | Stadion: BayArena, Leverkusen Toeschouwers: 30.210 Scheidsrechter: Anthony Taylor Video-assistent: Stuart Attwell AVAR: Jarred Gillett |
| 14 maart 2024 21:00 uur                                                             | Frimpong 72' Schick 90+3', 90+7' | Verslag | 58' Zoubir 63' Cafarquliyev 67' Juninho | Stadion: BayArena, Leverkusen Toeschouwers: 30.210 Scheidsrechter: Anthony Taylor Video-assistent: Stuart Attwell AVAR: Jarred Gillett |
| 14 maart 2024 21:00 uur                                                             |                                  |         |                                         | Stadion: BayArena, Leverkusen Toeschouwers: 30.210 Scheidsrechter: Anthony Taylor Video-assistent: Stuart Attwell AVAR: Jarred Gillett |
| 14 maart 2024 21:00 uur                                                             |                                  |         |                                         | Stadion: BayArena, Leverkusen Toeschouwers: 30.210 Scheidsrechter: Anthony Taylor Video-assistent: Stuart Attwell AVAR: Jarred Gillett |
| Bijz.: Bayer 04 Leverkusen won over twee wedstrijden met een totaalscore van 5 – 4. |                                  |         |                                         | |

#### Kwartfinales
De loting vond plaats op 15 maart 2024. De heenwedstrijd werden gespeeld op 11 april 2024. Op 18 april 2024 vonden de terugwedstrijden plaats.

##### Loting
| Team 1           | Tot.             | Team 2              | 1e wedstr. | 2e wedstr. |
| ---------------- | ---------------- | ------------------- | ---------- | ---------- |
| AC Milan         | 1 – 3            | AS Roma             | 0 – 1      | 2 – 1      |
| Liverpool FC     | 1 – 3            | Atalanta Bergamo    | 0 – 3      | 0 – 1      |
| Bayer Leverkusen | 3 – 1            | West Ham United     | 2 – 0      | 1 – 1      |
| SL Benfica       | 2 – 2 (2–4 n.s.) | Olympique Marseille | 2 – 1      | 1 – 0 n.v. |

##### Wedstrijden

###### Heen- en terugwedstrijden
|                         |          |         |             | |
| 11 april 2024 21:00 uur | AC Milan | 0 – 1   | AS Roma     | Stadion: San Siro, Milaan Toeschouwers: 75.023 Scheidsrechter: Clément Turpin Video-assistent: Jérôme Brisard AVAR: Willy Delajod |
| 11 april 2024 21:00 uur |          | Verslag | 17' Mancini | Stadion: San Siro, Milaan Toeschouwers: 75.023 Scheidsrechter: Clément Turpin Video-assistent: Jérôme Brisard AVAR: Willy Delajod |
| 11 april 2024 21:00 uur |          |         |             | Stadion: San Siro, Milaan Toeschouwers: 75.023 Scheidsrechter: Clément Turpin Video-assistent: Jérôme Brisard AVAR: Willy Delajod |
| 11 april 2024 21:00 uur |          |         |             | Stadion: San Siro, Milaan Toeschouwers: 75.023 Scheidsrechter: Clément Turpin Video-assistent: Jérôme Brisard AVAR: Willy Delajod |
|                         |          |         |             | |

|                                                                         |                                  |         |            | |
| 18 april 2024 21:00 uur                                                 | AS Roma                          | 2 – 1   | AC Milan   | Stadion: Stadio Olimpico, Rome Toeschouwers: 66.025 Scheidsrechter: Szymon Marciniak Video-assistent: Tomasz Kwiatkowski AVAR: Bartosz Frankowski |
| 18 april 2024 21:00 uur                                                 | Mancini 12' Dybala 22' Çelik 31' | Verslag | 85' Gabbia | Stadion: Stadio Olimpico, Rome Toeschouwers: 66.025 Scheidsrechter: Szymon Marciniak Video-assistent: Tomasz Kwiatkowski AVAR: Bartosz Frankowski |
| 18 april 2024 21:00 uur                                                 |                                  |         |            | Stadion: Stadio Olimpico, Rome Toeschouwers: 66.025 Scheidsrechter: Szymon Marciniak Video-assistent: Tomasz Kwiatkowski AVAR: Bartosz Frankowski |
| 18 april 2024 21:00 uur                                                 |                                  |         |            | Stadion: Stadio Olimpico, Rome Toeschouwers: 66.025 Scheidsrechter: Szymon Marciniak Video-assistent: Tomasz Kwiatkowski AVAR: Bartosz Frankowski |
| Bijz.: AS Roma won over twee wedstrijden met een totaalscore van 3 – 1. |                                  |         |            | |

|                         |              |         |                               | |
| 11 april 2024 21:00 uur | Liverpool FC | 0 – 3   | Atalanta Bergamo              | Stadion: Anfield, Liverpool Toeschouwers: 59.004 Scheidsrechter: Halil Umut Meler Video-assistent: Alper Ulusoy AVAR: Abdulkadir Bitigen |
| 11 april 2024 21:00 uur |              | Verslag | 38', 60' Scamacca 83' Pašalić | Stadion: Anfield, Liverpool Toeschouwers: 59.004 Scheidsrechter: Halil Umut Meler Video-assistent: Alper Ulusoy AVAR: Abdulkadir Bitigen |
| 11 april 2024 21:00 uur |              |         |                               | Stadion: Anfield, Liverpool Toeschouwers: 59.004 Scheidsrechter: Halil Umut Meler Video-assistent: Alper Ulusoy AVAR: Abdulkadir Bitigen |
| 11 april 2024 21:00 uur |              |         |                               | Stadion: Anfield, Liverpool Toeschouwers: 59.004 Scheidsrechter: Halil Umut Meler Video-assistent: Alper Ulusoy AVAR: Abdulkadir Bitigen |
|                         |              |         |                               | |

|                                                                                  |                  |         |                 | |
| 18 april 2024 21:00 uur                                                          | Atalanta Bergamo | 0 – 1   | Liverpool FC    | Stadion: Stadio Atleti Azzurri d'Italia, Bergamo Toeschouwers: 14.994 Scheidsrechter: François Letexier Video-assistent: Jérôme Brisard AVAR: Willy Delajod |
| 18 april 2024 21:00 uur                                                          |                  | Verslag | 7' (pen.) Salah | Stadion: Stadio Atleti Azzurri d'Italia, Bergamo Toeschouwers: 14.994 Scheidsrechter: François Letexier Video-assistent: Jérôme Brisard AVAR: Willy Delajod |
| 18 april 2024 21:00 uur                                                          |                  |         |                 | Stadion: Stadio Atleti Azzurri d'Italia, Bergamo Toeschouwers: 14.994 Scheidsrechter: François Letexier Video-assistent: Jérôme Brisard AVAR: Willy Delajod |
| 18 april 2024 21:00 uur                                                          |                  |         |                 | Stadion: Stadio Atleti Azzurri d'Italia, Bergamo Toeschouwers: 14.994 Scheidsrechter: François Letexier Video-assistent: Jérôme Brisard AVAR: Willy Delajod |
| Bijz.: Atalanta Bergamo won over twee wedstrijden met een totaalscore van 3 – 1. |                  |         |                 | |

|                         |                            |         |                 | |
| 11 april 2024 21:00 uur | Bayer Leverkusen           | 2 – 0   | West Ham United | Stadion: BayArena, Leverkusen Toeschouwers: 30.210 Scheidsrechter: Artur Soares Dias Video-assistent: Tiago Martins AVAR: Hugo Miguel |
| 11 april 2024 21:00 uur | Hofmann 83' Boniface 90+1' | Verslag |                 | Stadion: BayArena, Leverkusen Toeschouwers: 30.210 Scheidsrechter: Artur Soares Dias Video-assistent: Tiago Martins AVAR: Hugo Miguel |
| 11 april 2024 21:00 uur |                            |         |                 | Stadion: BayArena, Leverkusen Toeschouwers: 30.210 Scheidsrechter: Artur Soares Dias Video-assistent: Tiago Martins AVAR: Hugo Miguel |
| 11 april 2024 21:00 uur |                            |         |                 | Stadion: BayArena, Leverkusen Toeschouwers: 30.210 Scheidsrechter: Artur Soares Dias Video-assistent: Tiago Martins AVAR: Hugo Miguel |
|                         |                            |         |                 | |

|                                                                                 |                 |         |                  | |
| 18 april 2024 21:00 uur                                                         | West Ham United | 1 – 1   | Bayer Leverkusen | Stadion: Olympisch Stadion, Londen Toeschouwers: 62.473 Scheidsrechter: José María Sánchez Martínez Video-assistent: Carlos del Cerro Grande AVAR: Ricardo de Burgos Bengoetxea |
| 18 april 2024 21:00 uur                                                         | Antonio 13'     | Verslag | 89' Frimpong     | Stadion: Olympisch Stadion, Londen Toeschouwers: 62.473 Scheidsrechter: José María Sánchez Martínez Video-assistent: Carlos del Cerro Grande AVAR: Ricardo de Burgos Bengoetxea |
| 18 april 2024 21:00 uur                                                         |                 |         |                  | Stadion: Olympisch Stadion, Londen Toeschouwers: 62.473 Scheidsrechter: José María Sánchez Martínez Video-assistent: Carlos del Cerro Grande AVAR: Ricardo de Burgos Bengoetxea |
| 18 april 2024 21:00 uur                                                         |                 |         |                  | Stadion: Olympisch Stadion, Londen Toeschouwers: 62.473 Scheidsrechter: José María Sánchez Martínez Video-assistent: Carlos del Cerro Grande AVAR: Ricardo de Burgos Bengoetxea |
| Bijz.: Bayer Leverusen won over twee wedstrijden met een totaalscore van 3 – 1. |                 |         |                  | |

|                         |                           |         |                     | |
| 11 april 2024 21:00 uur | SL Benfica                | 2 – 1   | Olympique Marseille | Stadion: Estádio da Luz, Lissabon Toeschouwers: 53.845 Scheidsrechter: Michael Oliver Video-assistent: Chris Kavanagh AVAR: Jarred Gillett |
| 11 april 2024 21:00 uur | R. Silva 16' Di María 52' | Verslag | 67' Aubameyang      | Stadion: Estádio da Luz, Lissabon Toeschouwers: 53.845 Scheidsrechter: Michael Oliver Video-assistent: Chris Kavanagh AVAR: Jarred Gillett |
| 11 april 2024 21:00 uur |                           |         |                     | Stadion: Estádio da Luz, Lissabon Toeschouwers: 53.845 Scheidsrechter: Michael Oliver Video-assistent: Chris Kavanagh AVAR: Jarred Gillett |
| 11 april 2024 21:00 uur |                           |         |                     | Stadion: Estádio da Luz, Lissabon Toeschouwers: 53.845 Scheidsrechter: Michael Oliver Video-assistent: Chris Kavanagh AVAR: Jarred Gillett |
|                         |                           |         |                     | |

| |                                   |                         |                                  | |
| 18 april 2024 21:00 uur | Olympique Marseille               | 1 – 0 (n.v.) 4 – 2 pen. | SL Benfica                       | Stadion: Stade Vélodrome, Marseille Toeschouwers: 59.645 Scheidsrechter: Felix Zwayer Video-assistent: Bastian Dankert AVAR: Marco Fritz |
| 18 april 2024 21:00 uur | Moumbagna 79'                     | Verslag                 |                                  | Stadion: Stade Vélodrome, Marseille Toeschouwers: 59.645 Scheidsrechter: Felix Zwayer Video-assistent: Bastian Dankert AVAR: Marco Fritz |
| 18 april 2024 21:00 uur | Strafschoppen                     |                         |                                  | Stadion: Stade Vélodrome, Marseille Toeschouwers: 59.645 Scheidsrechter: Felix Zwayer Video-assistent: Bastian Dankert AVAR: Marco Fritz |
| 18 april 2024 21:00 uur | Correa Kondogbia Balerdi Henrique |                         | Di María Kökçü Otamendi A. Silva | Stadion: Stade Vélodrome, Marseille Toeschouwers: 59.645 Scheidsrechter: Felix Zwayer Video-assistent: Bastian Dankert AVAR: Marco Fritz |
| Bijz.: Olympique Marseille speelde over twee wedstrijden gelijk met een totaalscore van 2 – 2, maar won de strafschoppenserie met 4 – 2. |                                   |                         |                                  | |

#### Halve finales
De loting vond plaats op 15 maart 2024. De heenwedstrijd werden gespeeld op 2 mei 2024. Op 9 mei 2024 vonden de terugwedstrijden plaats.

##### Loting
| Team 1              | Tot.  | Team 2           | 1e wedstr. | 2e wedstr. |
| ------------------- | ----- | ---------------- | ---------- | ---------- |
| Olympique Marseille | 1 – 4 | Atalanta Bergamo | 1 – 1      | 3 – 0      |
| AS Roma             | 2 – 4 | Bayer Leverkusen | 0 – 2      | 2 – 2      |

##### Wedstrijden

###### Heen- en terugwedstrijden
|                      |                     |         |                  | |
| 2 mei 2024 21:00 uur | Olympique Marseille | 1 – 1   | Atalanta Bergamo | Stadion: Stade Vélodrome, Marseille Toeschouwers: 64.475 Scheidsrechter: Daniel Siebert Video-assistent: Marco Fritz AVAR: Christian Dingert |
| 2 mei 2024 21:00 uur | Mbemba 20'          | Verslag | 11' Scamacca     | Stadion: Stade Vélodrome, Marseille Toeschouwers: 64.475 Scheidsrechter: Daniel Siebert Video-assistent: Marco Fritz AVAR: Christian Dingert |
| 2 mei 2024 21:00 uur |                     |         |                  | Stadion: Stade Vélodrome, Marseille Toeschouwers: 64.475 Scheidsrechter: Daniel Siebert Video-assistent: Marco Fritz AVAR: Christian Dingert |
| 2 mei 2024 21:00 uur |                     |         |                  | Stadion: Stade Vélodrome, Marseille Toeschouwers: 64.475 Scheidsrechter: Daniel Siebert Video-assistent: Marco Fritz AVAR: Christian Dingert |
|                      |                     |         |                  | |

|                                                                                  |                                     |         |                     | |
| 9 mei 2024 21:00 uur                                                             | Atalanta Bergamo                    | 3 – 0   | Olympique Marseille | Stadion: Stadio Atleti Azzurri d'Italia, Bergamo Toeschouwers: 14.994 Scheidsrechter: Jesús Gil Manzano Video-assistent: Juan Martínez Munuera AVAR: Alejandro Hernández |
| 9 mei 2024 21:00 uur                                                             | Lookman 30' Ruggeri 52' Touré 90+5' | Verslag |                     | Stadion: Stadio Atleti Azzurri d'Italia, Bergamo Toeschouwers: 14.994 Scheidsrechter: Jesús Gil Manzano Video-assistent: Juan Martínez Munuera AVAR: Alejandro Hernández |
| 9 mei 2024 21:00 uur                                                             |                                     |         |                     | Stadion: Stadio Atleti Azzurri d'Italia, Bergamo Toeschouwers: 14.994 Scheidsrechter: Jesús Gil Manzano Video-assistent: Juan Martínez Munuera AVAR: Alejandro Hernández |
| 9 mei 2024 21:00 uur                                                             |                                     |         |                     | Stadion: Stadio Atleti Azzurri d'Italia, Bergamo Toeschouwers: 14.994 Scheidsrechter: Jesús Gil Manzano Video-assistent: Juan Martínez Munuera AVAR: Alejandro Hernández |
| Bijz.: Atalanta Bergamo won over twee wedstrijden met een totaalscore van 4 – 1. |                                     |         |                     | |

|                      |         |         |                       | |
| 2 mei 2024 21:00 uur | AS Roma | 0 – 2   | Bayer Leverusen       | Stadion: Stadio Olimpico, Rome Toeschouwers: 64.073 Scheidsrechter: François Letexier Video-assistent: Jérôme Brisard AVAR: Willy Delajod |
| 2 mei 2024 21:00 uur |         | Verslag | 28' Wirtz 73' Andrich | Stadion: Stadio Olimpico, Rome Toeschouwers: 64.073 Scheidsrechter: François Letexier Video-assistent: Jérôme Brisard AVAR: Willy Delajod |
| 2 mei 2024 21:00 uur |         |         |                       | Stadion: Stadio Olimpico, Rome Toeschouwers: 64.073 Scheidsrechter: François Letexier Video-assistent: Jérôme Brisard AVAR: Willy Delajod |
| 2 mei 2024 21:00 uur |         |         |                       | Stadion: Stadio Olimpico, Rome Toeschouwers: 64.073 Scheidsrechter: François Letexier Video-assistent: Jérôme Brisard AVAR: Willy Delajod |
|                      |         |         |                       | |

|                                                                                  |                                   |         |                                | |
| 9 mei 2024 21:00 uur                                                             | Bayer Leverkusen                  | 2 – 2   | AS Roma                        | Stadion: BayArena, Leverkusen Toeschouwers: 30.210 Scheidsrechter: Danny Makkelie Video-assistent: Rob Dieperink AVAR: Pol van Boekel |
| 9 mei 2024 21:00 uur                                                             | Mancini 82' (e.d.) Stanišić 90+7' | Verslag | 43' (pen.), 66' (pen.) Paredes | Stadion: BayArena, Leverkusen Toeschouwers: 30.210 Scheidsrechter: Danny Makkelie Video-assistent: Rob Dieperink AVAR: Pol van Boekel |
| 9 mei 2024 21:00 uur                                                             |                                   |         |                                | Stadion: BayArena, Leverkusen Toeschouwers: 30.210 Scheidsrechter: Danny Makkelie Video-assistent: Rob Dieperink AVAR: Pol van Boekel |
| 9 mei 2024 21:00 uur                                                             |                                   |         |                                | Stadion: BayArena, Leverkusen Toeschouwers: 30.210 Scheidsrechter: Danny Makkelie Video-assistent: Rob Dieperink AVAR: Pol van Boekel |
| Bijz.: Bayer Leverkusen won over twee wedstrijden met een totaalscore van 4 – 2. |                                   |         |                                | |

#### Finale
De loting van 15 maart 2024 voor de kwart- en halve finales bepaalde de 'thuisspelende' club in de finale. De finale werd gespeeld op 22 mei 2024 in het Avivastadion.
|                       |                       |         |                  | |
| 22 mei 2024 21:00 uur | Atalanta Bergamo      | 3 – 0   | Bayer Leverkusen | Stadion: Avivastadion, Dublin Toeschouwers: 47.135 Scheidsrechter: István Kovács Video-assistent: Pol van Boekel AVAR: Cătălin Popa |
| 22 mei 2024 21:00 uur | Lookman 12', 26', 75' | Verslag |                  | Stadion: Avivastadion, Dublin Toeschouwers: 47.135 Scheidsrechter: István Kovács Video-assistent: Pol van Boekel AVAR: Cătălin Popa |
| 22 mei 2024 21:00 uur |                       |         |                  | Stadion: Avivastadion, Dublin Toeschouwers: 47.135 Scheidsrechter: István Kovács Video-assistent: Pol van Boekel AVAR: Cătălin Popa |
| 22 mei 2024 21:00 uur |                       |         |                  | Stadion: Avivastadion, Dublin Toeschouwers: 47.135 Scheidsrechter: István Kovács Video-assistent: Pol van Boekel AVAR: Cătălin Popa |
|                       |                       |         |                  | |

## Statistieken

### Topscorers
| №  | Speler                    | Club                   | Goals | Speelminuten |
| -- | ------------------------- | ---------------------- | ----- | ------------ |
| 1. | Pierre-Emerick Aubameyang | Olympique Marseille    | 10    | 1030         |
| 2. | Romelu Lukaku             | AS Roma                | 7     | 1082         |
| 3. | João Pedro                | Brighton & Hove Albion | 6     | 436          |
| 3. | Gianluca Scamacca         | Atalanta Bergamo       | 6     | 697          |
| 5. | Patrik Schick             | Bayer Leverkusen       | 5     | 292          |
| 5. | Michael Gregoritsch       | SC Freiburg            | 5     | 345          |
| 5. | Victor Boniface           | Bayer Leverkusen       | 5     | 379          |
| 5. | Mohamed Salah             | Liverpool FC           | 5     | 399          |
| 5. | Fotis Ioannidis           | Panathinaikos FC       | 5     | 435          |
| 5. | Darwin Núñez              | Liverpool FC           | 5     | 459          |
| 5. | Viktor Gyökeres           | Sporting Portugal      | 5     | 622          |
| 5. | Ademola Lookman           | Atalanta Bergamo       | 5     | 720          |
| 5. | Mohammed Kudus            | West Ham United        | 5     | 771          |
| 5. | Juninho                   | FK Qarabağ             | 5     | 794          |

Bron: UEFA.

### Assists
| №  | Speler              | Club                | Goals | Speelminuten |
| -- | ------------------- | ------------------- | ----- | ------------ |
| 1. | Jonathan Clauss     | Olympique Marseille | 6     | 1004         |
| 1. | Amine Harit         | Olympique Marseille | 6     | 1167         |
| 3. | Kostas Fortounis    | Olympiakos Piraeus  | 5     | 493          |
| 3. | Alejandro Grimaldo  | Bayer Leverkusen    | 5     | 836          |
| 3. | Stephan El Shaarawy | AS Roma             | 5     | 950          |
| 6. | Mohamed Salah       | Liverpool FC        | 4     | 399          |
| 6. | Jarrod Bowen        | West Ham United     | 4     | 550          |
| 6. | Florian Wirtz       | Bayer Leverkusen    | 4     | 703          |
| 6. | Davide Zappacosta   | Atalanta Bergamo    | 4     | 734          |
| 6. | Harvey Elliott      | Liverpool FC        | 4     | 744          |
| 6. | James Ward-Prowse   | West Ham United     | 4     | 810          |

Bron: UEFA.

## Individuele prijzen
Speler van het Seizoen
- Pierre-Emerick Aubameyang ( Olympique Marseille)[4]

Jonge Speler van het Seizoen
- Florian Wirtz ( Bayer Leverkusen)[5]

Doelpunt van het Seizoen
- Ademola Lookman ( Atalanta Bergamo)[6]

Team van het Seizoen
- Mile Svilar ( AS Roma)
- Gianluca Mancini ( AS Roma)
- Jonathan Tah ( Bayer Leverkusen)
- Berat Djimsiti ( Atalanta Bergamo)
- Jeremie Frimpong ( Bayer Leverkusen)
- Teun Koopmeiners ( Atalanta Bergamo)
- Granit Xhaka ( Bayer Leverkusen)
- Matteo Ruggeri ( Atalanta Bergamo)
- Florian Wirtz ( Bayer Leverkusen)
- Pierre-Emerick Aubameyang ( Olympique Marseille)
- Ademola Lookman ( Atalanta Bergamo)